# 遊☆戯☆王ZEXAL
- 遊☆戯☆王 > アニメ作品 > 遊☆戯☆王ZEXAL
- テレビ東京 > テレビ東京の番組 > テレビ東京系アニメ > 遊☆戯☆王ZEXAL

『遊☆戯☆王ZEXAL』（ゆうぎおうゼアル）は、日本のテレビアニメ作品。2011年4月11日から2014年3月23日までテレビ東京系列（TXN）にて放送された。『遊戯王ZEXAL』と星をつけずに表記されたり、「遊☆戯☆王ゼアル」と表記されることもある。
2011年4月11日から2012年9月24日までは、『遊☆戯☆王ZEXAL』のタイトルで放送。2012年10月7日から2014年3月23日までは『遊☆戯☆王ZEXAL II』（ゆうぎおうゼアル セカンド）へタイトルを変えて放送された。漫画版についても本項で記述する。

## 概要
『遊☆戯☆王デュエルモンスターズ』、『遊☆戯☆王デュエルモンスターズGX』、『遊☆戯☆王5D's』に続く『遊☆戯☆王』のテレビ東京系アニメシリーズの4作目である。『遊☆戯☆王オフィシャルカードゲーム』（以下OCG）とタイアップしており、タイトルロゴや登場人物は刷新されている。また、テレビ東京系アニメシリーズでは最後の地上アナログ放送となった。
GXや5D'sが初代から地続きの未来だと明言されていたのに対し、本作は世界観の繋がりは明言されておらず、前3作との世界観の繋がりは不明である。
「ZEXAL」（ゼアル）とは、「ZEAL」（情熱）がぶつかり合い、倍になるという意味を含んだ「X」を中心に挟んだ造語である。
2011年2月20日に横浜のワーナー・マイカル・シネマズみなとみらいで制作が発表され、『10thアニバーサリー 劇場版 遊☆戯☆王 〜超融合!時空を越えた絆〜』のアンコール上映で特典映像として第1話のダイジェスト映像が公開された。
メインテーマは「チャレンジ精神」で、「遊馬のように失敗を恐れず、どんな困難にも諦めずに立ち向かうチャレンジ精神を子供たちに伝えていきたい」という想いから生まれている。メインキャラクターデザイン原案には『遊☆戯☆王』原作者の高橋和希が携わっており、当初は別の作品に登場させる予定だったアストラルから新たな遊戯王の世界観を膨らませていき、主だったキャラクターがデザインされている。なお、高橋がテレビシリーズの製作に直接関わるのは本作品が最後となった。
主人公を演じるのは当時16歳の高校生、畠中祐。ヒロインは本作が初の主演女性役となる小松未可子が演じる。
本作品から『遊☆戯☆王』のアニメシリーズとしては初めてBSジャパンでのレギュラーネットが行われた一方で、地上波での放送地域は前作『遊☆戯☆王5D's』以前から縮小された。
2011年4月の放送開始から2012年9月までは月曜19時30分で放送。2012年10月より、日曜夕方17時30分に放送枠が移動し、タイトルが『遊☆戯☆王ZEXAL II』（ゆうぎおうゼアル セカンド）に変更され第2期シリーズに移行した。第2期において総話数は第1期から継続されているが番組本編では第1期のような「ナンバーズ〇〇」の表記は使われていない。
今までのシリーズの主人公たちが初めからデュエルの天才であったのに対し、今作では諸々の失敗をする初心者が主人公となっている。初期には本放送の最後に初心者向けデュエル講座が行われていた。
前作『遊☆戯☆王5D's』の放送枠水曜日18時では『もう一度！遊☆戯☆王ZEXAL』と題した本作の再放送が、2011年4月20日から同年6月29日にかけて12話（9話を除く）まで放送された。再放送ではエンディング中のデュエル講座がカットされた代わりに、次回予告後に遊馬とアストラルによるショートトークが追加された。このショートトークは本放送でデュエル講座のなくなった26話以降、第2期に移行するまで告知等がある場合を除きほぼ毎回放送されており、第2期以降もBSジャパン（現：BSテレ東）での再放送にて引き続き放送されていた。
吉本興業所属の父親芸人で結成された「PaPaPARK!」とコラボレーションしており、親子で楽しめる作品を目指す。宣伝部長にはペナルティ（初代）、中川家（二代目）が抜擢され、各地で関連イベントを行っている。中川家は本編26話でWDCの参加者として出演している。
海外版では、小鳥のミニスカートを膝下までの長さに変更し、アストラルの下半身に光のぼかしを入れるなどの修正を行っている。字幕放送を実施。九十九遊馬の台詞は黄色、アストラルの台詞は水色、その他の台詞の人は茶色で表示される。

## あらすじ
第1期（遊☆戯☆王ZEXAL）
ハートランドシティに住む13歳の少年九十九遊馬は、チャレンジし続ける精神「かっとビング」が口癖の不屈の闘志を持つデュエリスト。ふとしたことから学園一の不良、シャークこと神代凌牙と自分のデッキを賭けたデュエルをすることになるが、連戦連敗の遊馬は為す術もなく窮地に陥る。
そんなとき、以前から夢に出てきた扉の幻影が現れ「この扉を開く者には無限の力を与えるが、その代償に一番大切な物を失う」と不気味に語りかける。扉に大切にしていた首飾り皇の鍵を差し込むと無数の光が放たれ、遊馬の前に異世界からやってきた生命体・アストラルが現れ、彼の助言により遊馬はデュエルに勝利した。
優れたデュエリストであるアストラルだが、その記憶は遊馬の世界にやってくると同時に、99枚のナンバーズカードとなって離散してしまっていた。遊馬はさまざまなデュエリストとのデュエルを通し、図らずもアストラルの記憶の欠片、ナンバーズを集めることになる。
順調にナンバーズを集めていく遊馬とアストラルだったが、自分たちと同じくナンバーズを集めるデュエリスト・天城カイトと対決し、ナンバーズを賭けたデュエルで初めて、敗北してしまう。二人は深いショックを受けるが、デュエルを通じて精神的ダメージを乗り越えていく。一方、カイトは遊馬の持つ皇の鍵に興味を示し、その奪取に成功する。アストラルが潜む皇の鍵の中に侵入したカイトはアストラルとデュエルをし追い詰める。だが、窮地に駆けつけた遊馬とアストラルは扉の幻影との契約によりさらなる力ZEXALを得て、勝負は引き分けとなる。
カイトを操るDr.フェイカーとMr.ハートランドは、世界規模のデュエル大会ワールド・デュエル・カーニバルを開催し、カイトの全勝によるナンバーズ総取りを企てる。デュエルチャンピオンを目指す遊馬も仲間たちとともに大会に参加する。フェイカーへの復讐と独自にナンバーズ回収を目論むトロン一家や、因縁の相手・IVとの再戦を誓う凌牙など、さまざまな思惑が交差する中、遊馬は予選を突破し決勝へと駒を進め、トロンとの死闘の末に優勝を果たす。しかしその直後、フェイカーの策略によりアストラル共々危機に陥ってしまう。アストラルの力で一人危機を脱した遊馬は、駆け付けた凌牙・カイトと共にフェイカーに最後の戦いを挑み、遂にはフェイカーを裏で操っていた異世界バリアンの使者を打ち倒し、アストラルを救うことに成功する。
第2期（遊☆戯☆王ZEXAL II）
WDCが終結し、遊馬とアストラルは仲間たちと共に以前と変わらぬ日常を過ごしていた。しかし平和な日々もつかの間、ナンバーズを狙うバリアン世界から新たな使者が送り込まれ、その力によって洗脳された刺客たちが次々と襲ってくる。遊馬はアストラルを守るため、バリアンと戦うことを強く決意する。
バリアンとの危険な戦いと、新たな仲間・真月零や凌牙の妹・神代璃緒を加えた平和な日常が錯綜する日々を送る遊馬の前に、ある日バリアン七皇の一人であるベクターが姿を現しデュエルを挑んでくる。遊馬は悪のバリアンを追うバリアンズ・ガーディアンを名乗る真月から受け取ったカードでベクターを撃破するが、ベクターは真月を捕え、遊馬たちを異次元へと誘う言葉と異次元への道標となるナンバーズカードを残して姿を消した。遊馬とアストラルは真月を救うためにベクターから渡されたカードにより、皇の鍵の中にある飛行船のシステムを起動させ、仲間たちと共にベクターの元に向かう。
異次元に誘い出された遊馬とアストラルはベクターと再び対峙する。その最中、真月の正体がベクターと知り、遊馬は肉体的にも精神的にも追い詰められていく。何とかアストラルとZEXALを発動させようとするが、真月の正体を黙っていた遊馬に疑いを持っていたアストラルはベクターによって心に生まれた闇を増幅させられ、暴走してしまう。しかし、最後まで希望を捨てない遊馬の心がアストラルに届き、新たな力ZEXAL IIを発動させ、ついにベクターを完全に撃破した。
飛行船に残されていた遊馬の父・一馬からのメッセージを元に、各地の遺跡に隠された7枚のナンバーズを集めるため遊馬たちは再び飛行船での旅に出ることになる。一方、大きな痛手を負ったベクターはバリアン世界の神・ドン・サウザンドと契約して一心同体となり、遺跡のナンバーズを遊馬たちより先に得るために再び人間界への進出を目論む。
遺跡に残る伝説やナンバーズをめぐる戦いを経るうち、遊馬たちはバリアン七皇が大昔に英雄と呼ばれた人間たちであったことを知る。そんな中、最後の遺跡にて凌牙は自分達兄妹がバリアン七皇と同様に遺跡に深い関わりがあることを知り、自分達の正体に疑問を抱くようになる。
さらにはNo.96との戦いでアストラルが消滅、ベクターの部下となったMr.ハートランド一味の襲撃と災難が続く中、遊馬はかつての宿敵であり味方となったIII・IV・Vの兄弟の支援を受け、アストラルと再会する為にVが開発した転送装置でアストラル世界へ向かう。異世界と触れ合ったアストラルの存在を認めず記憶を消去しようとする、アストラル世界の統治者・エリファスとの戦いにも勝利し、遊馬は無事にアストラルを救出した。
一方、神代兄妹は自分達がバリアン七皇のナッシュ・メラグであったことを知り、密かに遊馬達から離反していた。

## 登場人物

### 主要人物
九十九 遊馬（つくも ゆうま）
声 - 畠中祐、幼少期の声 - 伊藤実華
本作の主人公。ハートランド学園に通う中学一年生で13歳。正義感が強く情熱的な性格で、どんなことにもあきらめずに全力で挑戦していく「かっとビング」の精神を持つ。しかし実力に見合わない無茶な目標ばかり立てるので失敗が多い。
使用デッキは父親から譲り受けたもので、「ガガガマジシャン」「ガンバラナイト」などの言葉遊びのような名称が特徴のモンスターで構成されている。エースモンスターは「No.39 希望皇ホープ」。
以前は自身の未熟さとエースとなるべきモンスターエクシーズの不在もあり連敗を続けていた。しかし、アストラルとともに戦うことで戦術を覚え、ナンバーズを入手したことにより、腕利きのデュエリスト相手にも立ちまわれるほどになる。WDC編からは音楽に関係した名前を持つモンスターエクシーズも新たに使用するようになり、相手がナンバーズ所有者でない場合は主にこちらを使う。
未来のデュエル・チャンピオンを目指しているが、デュエルの腕前は未熟である。行方不明となっている冒険家の両親の形見である「皇の鍵」をペンダントにし、「かっとビング」の源として大切にしている。姉の明里にデュエルを禁止されていたが、自分がデュエルする意味を見つけたことで解禁された。今でこそ前向きな遊馬であるが「かっとビング」を知る前は何事にも自信が持てず、内向的で気が弱い性格だった。
「デュエリストは皆仲間」を信条としており、相手が誰であってもデュエルをすれば仲間になれると考えている。また人を疑うことを嫌い、相手が敵であろうとあえて信じようとすることもある。
自身と鉄男のデッキを賭けた凌牙とのデュエル中に、幻覚の中で謎の『扉』を開いたことでアストラルと邂逅し、行動を共にするようになる。最初はデュエルに口出しされることを嫌がったが、次第に仲間として信頼を寄せるようになり、いつしか一心同体の相棒として強い絆で結ばれるようになる。
「銀河眼の光子竜」を使用するカイトとナンバースをかけてデュエルした際、事実上敗北に追い込まれ、間一髪危機を脱したものの、自身の無力さを実感した。その後、アストラルとカイトのデュエル中、扉の門番と契約を交わしたことで、新たな力「ZEXAL」を手にしてアストラルとオーバーレイ・ネットワークを構築できるようなった。ZEXAL中のみ発動できるカードを創造する力「シャイニング・ドロー」によりカイトと互角に戦い、勝利とまではいかなかったが、引き分けに持ち込んで見せた。
WDC編にてハルトがさらわれた際、カイトと組んでトロン一家のIV、IIIとタッグデュエルを行った。タッグデュエル中はうまく連携が取れなかったが、カイトを必死にかばったことから共倒れせずに済み、カイトの新たな力「超銀河目の光子龍」で勝利することができた。その際、カイトが弟ハルトの病気を治すためにナンバーズを集めていることを知り、悩む時があった。しかし、デュエルが仲間同士を結ぶという結論に至り、デュエルをし続けて答えを出すことにした。
その後、遊馬の強さに疑問を持ったIIIが単身接触を図ってきたが、彼は自分の家族は遊馬の仲間や家族とは違うという結論に達し、一対一でのデュエルを申し込まれた。IIIがトロンから与えられた危険な力を躊躇なく使ったため、アストラルを消滅させられたうえ、紋章の力で「かっとビング」を奪われるなど、窮地に陥った。だが、自らの力でそれを克服し、アストラルも復活したことでZEXAL化し、「シャイニング・ドロー」でカードを創造して、IIIの切り札「No.6 先史遺産アトランタル」を破壊して勝利した。その後、IIIから自身の家族を託され、最後のハートピースと2枚のナンバーズを受け取った。
WDC決勝予選ではトロン一家に要注意人物とされ、狙われたこともあったが、デュエルによって得た仲間達と助け合い、無事に決勝本選まで進んだ。
準々決勝では小鳥とアストラルと共に全てのデュエルを見届けた後、第4戦でゴーシュとデュエルをする。当初はカイトや凌牙のデュエルによって、無意識にデュエルを恐れ保守的なデュエルを行ってしまい、ゴーシュをがっかりさせる。しかしゴーシュとアストラルに諭され、本来の調子を取り戻し、ゴーシュとのデュエルに勝利を収める。デュエル後、ゴーシュから「H-C エクスカリバー」を託され、想いと共に受け取る。
WDC準決勝では凌牙とデュエルをする。トロンに操られた彼を救おうと躍起になり、その心に届いた凌牙が自ら負けたことにより勝利。凌牙から思いを託され、カイトの敗北を見たのち、決勝戦に赴いた。
WDC決勝戦ではトロンとデュエルした。ZEAXL化するもトロンの切り札「No.69 紋章神コート・オブ・アームズ」の強力な効果に苦しみ、激しい戦いの末に追い詰められた。だが、新たなゼアルウェポン「獣王獅子武装」をエクシーズ召喚してホープレイに装備し、そこから逆転して勝利を掴んだ。デュエル後、スフィア・フィールドに吸収されそうになるトロンを助けようとし、「なぜ僕を助ける？」と問いかけたトロンに対して、「当たり前だろ!!デュエルをやったら仲間なんだよ！」「デュエルが仲間を、絆を作ってくれる！だから、デュエルをしたなら、お前もオレの仲間だ!!」と言い、改心させることに成功した。
その後、スフィア・フィールド砲に取り込まれたハルトを救うためにカイト、凌牙と組んでDr.フェイカーとの戦いに臨んだ。3人の連携をもってダメージをしのぎ、デュエル中にカイトとフェイカーは和解したが、契約相手のバリアンがフェイカーの体を乗っ取ってデュエルを続行した。その後、ZEXAL化し、3人の力を合わせて勝利、バリアンを撃退した。
『II』において、ナンバーズを回収しようとするバリアン七皇と戦った。サルガッソにて、七皇の一人・ベクターとデュエル中、親友だと思っていた真月零がベクターであると知り、肉体的にも精神的にも追い詰められた。その結果、遊馬とアストラルの心のつながりに亀裂が走り、遊馬を信じる事ができなくなったアストラルに体を乗っ取られ、ダーク・ZEXALとなって一時暴走した。だが、遊馬とアストラルはZEXAL IIとなり、新たなる力「リ・コントラクト・ユニバース」で「リミテッド・バリアンズ・フォース」を「ヌメロン・フォース」へ書き換え、ベクターを破った。
No.96との最後の戦いでは、No.96の「カオス・フィールド」の効果でナンバーズを奪われ、一方的な戦いを強いられた。No.96にはなんとか勝利したものの、アストラルがNo.96との死闘の果てに皇の鍵ごと消滅した。のち、アストラルがアストラル世界において眠った状態で囚われてしまったことを知り、その救出に向かった。異世界の「カオス」と触れ合ったアストラルを認めず、彼の記憶を消そうとするエリファスと戦い、エリファスとの戦いに勝利し彼を認めさせた。その後、アストラル世界の住人がエネルギーを送ってくれたことでアストラルは無事に復活し、再会できた。
アストラル世界から帰還後、Mr.ハートランドとのデュエルを続行不能になったカイトを引き継ぎ、ZEXAL IIIとなって勝利した。だが、凌牙と璃緒がバリアン七皇のナッシュとメラグであるということを知り、彼らと戦うことに苦悩したものの、結局は戦う決心をし、バリアン世界へ赴いた。その間、大勢の仲間がバリアン七皇との戦いで消滅し、大きなショックを受けた。
やがて、ドン・サウザンドの力を得たベクターにより、バリアン七皇が次々と吸収され、やがてナッシュとベクターの一騎討ちに直面した。敗北したベクターがドン・サウザンドに吸収されそうになった際、必死になって救出しようとし、道連れにしようとしたベクターを改心させた。
その後、ナッシュとともに真の姿を現したドン・サウザンドを相手に、最終決戦を行った。その圧倒的な強さにぎりぎりまで追い詰められたが、「No.39 希望皇ホープ」の攻撃力を最大限に高めたうえで勝利した。勝利後、ドン・サウザンドの力を受け継いだナッシュと戦い、七皇のカオスナンバーズの効果を使用できる「CX 冀望皇バリアン」の猛攻に耐えながらも、勝利を掴んだ。
バリアン世界から帰還後、バリアン世界を消滅しようとするアストラルにデュエルを申し込み、彼との最初で最後の戦いに臨んだ。また、デュエル中、遊馬の正体はかつてのアストラルとドン・サウザンドとの戦いの際に分かれたアストラルの分身ということが判明した。そして、デュエルに勝利し、アストラルはアストラル世界に戻った。
その後、アストラル世界で発生した問題を解決するため、小鳥、バリアン七皇、トロン一家、カイト、オービタル7らとともにアストラル世界へと旅立った。
漫画版では、アストラル世界に伝わる伝説の四つのエレメントの内『光』を司る神官の魂を持っていると判明する。
アストラル
声 - 入野自由
本作のもう一人の主人公。異次元「アストラル世界」からやってきた謎の生命体。人間世界に出現した際に記憶の欠片である「ナンバーズ」が飛散したことにより、自身の名とデュエリストとしての知識以外の多くの記憶を失ってしまう。そのため、物事をデュエルにあてはめて表現することが多い。
当初は人間社会をあまり理解しておらず、共に行動する遊馬の日々を「観察」し、時には遊馬に質問することでそれらを学んでいたが、お茶を濁した回答を額面通りに受け取るなどして間違った認識を持ってしまうことが時折あった。それ故、冷静で落ち着いた性格とは裏腹にとぼけたように見える言動も少なくない。観察や質問によって得た知識は「観察結果」と称して、知識を得た順番にナンバリングして記憶している。好奇心はそれほど旺盛でない一方で、一度興味を持つと積極的に関わろうとする。
当初は合理性を優先する機械的な考え方をしていたが、遊馬と共に過ごすうちに徐々に人間的な感情を見せるようになる。遊馬とは確かな信頼関係を築いており、仲間たちからも好意的に見られている。
人間世界での実体を持たないため、人間世界の事物へ物理的に干渉することはできず、その存在は遊馬やハルト、トロンなど一部の特別な人間にしか認識できないが、異次元に関わる何らかの力の影響を受けた場合、他の人物にも一時的に見えるようになる場合がある。また、知識としてその存在を知る人間からは「アストラル世界からの使者」「ナンバーズのオリジナル」などとも呼称されている。
基本的に遊馬から一定以上離れることができず、彼の傍を浮遊していることが多い。皇の鍵の内部世界にいる間はその制約から解放され、遊馬から離れることが可能となるが、代わりに鍵の中から出られなくなってしまう。
遊馬が使用するナンバーズはアストラルが所有しており、アストラルが鍵の中に籠っている間はナンバーズは使用できないが、必要とあらばエクストラデッキにカードのみ送り込むことも可能。また、ナンバーズが懸ったデュエルでは遊馬のLPがアストラルの存在維持に繋がっており、敗北は彼の消滅に直結している。
デュエルの敗北による消滅は作中無かったが、それ以外の消滅は度々ある。一回目は、vsIII戦によりIIIの紋章の力で消滅する。この時はIIIが紋章の力を遊馬に流し込んだことにより、復活する。二回目は、No.96との死闘の果てに自分を乗っ取ろうとするNo.96を道連れに自爆し、皇の鍵ごと消滅した際である。
カイトとの初デュエルで「敗北の恐怖」を感じ取り、ジンとのデュエルでカイトが見てるだけで恐怖するというトラウマの経験をする。しかし遊馬のかっとビングにより、恐怖を乗り越え、「CNo.39 希望皇ホープ･レイ」を召喚出来るようになる。
『II』では、苛烈するバリアンとの戦いに心身共にボロボロとなっていく。その過程で世界のすべてを印したカード「ヌメロン・コード」をバリアンより先に入手し、バリアン世界を滅ぼすために人間世界へやってきたという使命を思い出す。また遊馬の行為を裏切りと見なして、不信感を抱くようになっていく。
No.96と相打ちになった際、彼自身はアストラル世界において眠った状態で囚われていた。異世界の「カオス」と触れ合ったことを認めないエリファスによって記憶を消去されようとしていたが、遊馬がエリファスとの戦いに勝利し彼を認めさせたこと、アストラル世界の住人がエネルギーを送ってくれたことで無事に復活し遊馬と再会した。
その後、現実世界に戻り、カイトのデュエルを引き継ぎ、Mr.ハートランドをZEXAL IIIとなって倒した。直後にバリアン七皇が人間世界に侵攻し、大勢の仲間が犠牲になった際、絶望する遊馬を励ました。
バリアン世界では、ナッシュとベクターのデュエルを見届けたのち、ドン・サウザンドとデュエルした。ドン・サウザンドとデュエル後、ナッシュとデュエルを行い、これに勝利した。
バリアン世界から帰還後、バリアン世界を消滅しようとし、遊馬からデュエルを申し込まれた。遊馬との最初で最後のデュエルでは、遊馬を圧倒し続けたが、最終的に敗れた。
デュエル後、アストラル世界へと帰還した。また、ヌメロン・コードを使い、バリアン七皇を人間として復活させ、月面で力尽きたカイトを戻した。
最終話では、アストラル世界とバリアン世界が一体化し始めたとき、アストラル世界を救うために危機に立ち向かい、アストラル世界へ向かう遊馬たちと合流しようとした。
観月 小鳥（みづき ことり）
声 - 小松未可子
本作のヒロイン。遊馬のクラスメイトにして幼なじみの少女。勝ち気だが思いやりのある性格の持ち主。
当初はデュエルはせずその知識も皆無だったが、『II』にて初めてデュエルを行う。使用デッキは【フェアリー】。
遊馬の言動には厳しくツッコミを入れながらも、常に遊馬の傍で彼を応援している。また、遊馬のことを異性として意識している節がある。ナンバーズを巡る事件に巻き込まれる遊馬を心配し、ナンバーズクラブに参加して遊馬の助けになるべく活動している。
アストラルに対しても、姿が見えないなりにコミュニケーションを取ろうとするなど、非常に好意的。後に遊馬たちとDr.フェイカーのデュエルの影響で凌牙・カイトと共に自身もアストラルが見えるようになり、会話もできるようになった。
『II』の81話では初のデュエルとなり、デュエルスポーツ大会でキャシーと共に組んで準決勝を勝ち進み決勝戦を行う前にギラグからキャシーと連れ出されて魔法カード「RUM－バリアンズ・フォース」の力で洗脳され手渡された。遊馬・ギラグとのデュエルでエースモンスター「フェアリー・チア・ガール」をその魔法カードで「CX ダーク・フェアリー・チア・ガール」としてカオスエクシーズさせたが、デュエルに敗北し正気を取り戻した。
最終話では、アストラル世界で発生した問題を解決するため、遊馬に連れられてアストラル世界へと旅立った。
家族は等々力たちがうっとりするような美人の母親（声：大室佳奈）と、春と学生時代に友人だった祖母（声：勝倉けい子）が登場している。
漫画ではアニメよりも早くデュエリストとなっており、カイトと遊馬のデュエル後、自信喪失した遊馬を励ますため、デュエルを行おうとした。
神代 凌牙（かみしろ りょうが）
声 - 増田俊樹、幼少期の声 - 金田アキ
遊馬たちの通うハートランド学園の2年生で14歳。「シャーク」の異名を持つ。かなり口が悪く無愛想だが、面倒見のいい一面もある。遊馬が一番デュエルした相手で通算６回している。
使用デッキは「シャーク」と名の付くモンスターを中心に海洋生物を軸にした【水属性】。エースモンスターは「No.32 海咬龍シャーク・ドレイク」と「CNo.32 海咬龍シャーク・ドレイク・バイス」。ナッシュとしての記憶が戻った時はオーバーハンドレッドナンバーズの「No.101 S・H・Ark・Knight（サイレント・オナーズ・アーク・ナイト）」と「CNo.101 S・H・Dark・Knight（サイレント・オナーズ・ダーク・ナイト）」。自身の記憶を宿す遺跡のナンバーズは「No.73 激瀧神アビス・スプラッシュ 」
デュエルの実力は非常に高く、かつては全国大会の優勝候補と言われていたが、決勝戦の直前に妹・璃緒が事故で重傷を負ったことで精神的に不安定になった結果、「勝たなければならない」というプレッシャーに襲われ、控え室で対戦相手だったIVのデッキを盗み見て失格となり、デュエルの表舞台を追われてしまう。
その一件以降不良と化し、学園では手下を引き連れてアンティルール仕様のデュエルを仕掛け、対戦相手のデッキを容赦なく奪っていた。鉄男から奪ったデッキを賭けた遊馬とのデュエルから、彼やナンバーズと浅からぬ関わりを持つようになる。このデュエルで遊馬に負けたことで、一度はデュエルを捨てようとするが、その後に遊馬と共闘したことで過去から立ち直った。過去の自分の弱さを肯定し、立ち直るきっかけを与えてくれた遊馬には恩義と信頼を感じており、彼の言葉は強い心の支えになっている。
WDC開催前日にIVと再会し、璃緒の事故がIVによる陰謀だったと知らされ、彼への復讐のためにWDCへの参加を決意する。トロンの策略によってIIIから「No.32 海咬龍シャーク・ドレイク」を手に入れる。以後シャーク・ドレイクの誘惑と戦いながらもエースカードとして使用し勝ち進んでいく。
WDCでは本選まで進み、準々決勝にて因縁のIVと対戦する。
天城 カイト（てんじょう カイト）
声 - 内山昂輝、畠中祐(口笛)
「ナンバーズ・ハンター」を名乗り、弟ハルトを救うためにナンバーズを収集するデュエリスト。18歳。
使用デッキは「光子（フォトン）」「ギャラクシー」と名の付いたモンスターを中心に構成された【光属性】。エースモンスターは「銀河眼の光子竜（ギャラクシーアイズ・フォトン・ドラゴン）」と「超銀河眼の光子龍（ネオ・ギャラクシーアイズ・フォトン・ドラゴン）」。
彼とナンバーズをかけたデュエルで敗れた者は、「フォトンハンド」という特殊な装置によって魂ごとナンバーズを奪われ、その負荷により生気を完全に失う。｢フォトンチェンジ」により変身すると、服装の色が黒から白へ変化し、左目元にD・ゲイザーが模様のように現れる。フォトンチェンジ中は回収したナンバーズの影響を無効化して使用できるが、フォトンチェンジは彼の体に悪影響を及ぼすため、使いすぎると深刻なダメージを負うことになる。
変わり果ててしまった弟にも変わらぬ愛情を与え、奪われた魂の行方を気にするなど、本来の性格は決して冷酷なものではないが、ハルトを救い出すためならば、いかなる犠牲もいとわない。Dr.フェイカーとは実の親子であるが、ハルトの事情もあり親子仲は非常に険悪だった。また周囲の人間に対しても完全に心を閉ざし、敵愾心を剥き出しにしていた。
ハルトを守るため、そして父Dr.フェイカーを超える為に身に着けたデュエルの実力は最強クラスで、初期のアストラルを恐怖で震えさせている。
皇の鍵の中でアストラルと戦って以降は、彼をライバルと認める。遊馬のことは「ただの馬鹿」と評していたが、トロン一家との戦いを通じて、遊馬への見方も改めるようになった。
WDCでは本選まで進み、準々決勝にてVと対戦する。Vに自身の戦術を次々と読まれ、「No.9 天蓋星ダイソン・スフィア」によってなすすべなく追い込まれるも、父・Dr.フェイカーから唯一授かった「未来への想い」を使用したことにより逆転勝利を収める。その後、Vと和解、自身がトロンとの決着をつけることを約束し、「No.9」を受け取った一度デュエルを止めかけるが、遊馬の熱い思いを受けて自身のデュエルを取り戻し、デュエルを続行した。そして、互いにわだかまりのない全力を出し切った末に遊馬に勝利、彼をライバルとして認めた。
『II』からは遊馬らと共にバリアンと戦うことを決意し、自身のためのデュエルを行うことや、魂を狩ってきたことへの償いのためにも生きるようになった。その際、同じ銀河眼使いのミザエルと出会い、どちらが真の使い手であるか決めるためのデュエルと行う。
ナンバーズやバリアンに関する調査をする内にヌメロンコード起動に2体の銀河眼が関わっていると気付き、始まりの地と思われる月を目指し、月面でミザエルと最終決戦を行う。デュエル中に新たな力「No.62 銀河眼の光子竜皇（ギャラクシーアイズ・プライム・フォトン・ドラゴン）」を手にした。その後、「No.62」を「時空混沌渦（タキオン・カオス・ホール）」で除外され、ミザエルの猛攻の末に追い詰められたが、舞い戻った「No.62」でカオスナンバーズを撃破し、勝利を掴んだ。しかし、デュエルによる体へのダメージがあまりに大きかったため、遊馬らには別れを告げ、オービタル7と共に月面で力尽きた。
遊馬とアストラルの戦いが決着したのち、アストラルがヌメロン・コードを使用したことで月から戻った。帰還後はトロンやVと共にフェイカーの助手となる。
その後、アストラル世界で発生した問題を解決するため、遊馬達とともにアストラル世界へと旅立った。
漫画版では、アストラル世界に伝わる伝説の四つのエレメントの内『空』を司る神官の魂を持っていると判明する。

### ナンバーズクラブ
武田 鉄男（たけだ てつお）
声 - 嶋田真、幼少期の声 - 知桐京子
遊馬のクラスメイトにして友人。遊馬とは小学生からの腐れ縁。
ブリキの玩具を模した機械族モンスターを中心に構成されたデッキを使用する。デュエルの腕前も悪くなく、物語の序盤では初心者同然だった遊馬相手に連勝を続けていた。
失敗だらけの遊馬を笑うことも多いが、遊馬の真っ直ぐな性格と諦めない心を認めており、時には遊馬の窮地を助けることもある。少々意地っ張りだが、心根は優しい。
『II』では凌牙の妹である璃緒に一目惚れしてしまう。バリアン七皇との戦いにおいて、バリアンとなった璃緒を連れ戻すためにデュエルを挑むが、カオスナンバーズの前に力及ばず敗北し消滅するが、遊馬がナッシュに勝利したことで復活し、心身ともに疲れはてた遊馬を仲間たちとともに出迎えた。
家族は母親（声：尾小平志津香）と、明里の学生時代の友人である姉の鉄子が登場している。髪型は家族全員同じである。
等々力 孝（とどろき たかし）
声 - 村田太志
遊馬のクラスの委員長。様々なことわざを知っており、特に「トドのつまり」という言葉を頻繁に使う。エリート志向が強く、少々傲慢で偏見を持ちやすい部分があるが、一方で友情に篤く責任感も強い。
使用デッキは【コンピュータプログラム】。
自分のプログラムスキルに自信を持っており、ナンバーズクラブでは主にネットやコンピュータ操作の分野で力を発揮する。ナンバーズクラブには、納得がいかないことがあるのは気に食わないという理由で参加している。
家族は母親が登場している。
表裏 徳之助（おもてうら とくのすけ）
声 - 金田アキ
遊馬の隣のクラスの生徒。遊馬と同じ小学校の出身だが、同じクラスになったことはない。
使用デッキはリバース効果を持つモンスターや「ウラ」と名のついたカードを多用する。相手の心理を突き、戦略のためにわざとカードを渡して利用するなど計算高い。
一見飄々としているが、本性は狡猾で陰湿な性格で、彼の行動には全て裏があると言われている。デュエルを始めたばかりの頃、初心者狩りに遭ったせいで人間不信に陥り、「物事には全て裏がある」と悟る。口癖は「～ウラ」。
遊馬の「希望皇ホープ」を奪おうと卑劣な方法でアンティデュエルを仕掛けるが、敗北後に遊馬から裏のない賞讃の言葉を貰ったことに感激し、友人となった。
ナンバーズクラブでは、知る人ぞ知る裏技や裏情報を活用して突破口を見つけるのが得意だが、一方で不正行為を平然と行い、時には私利のために仲間すら利用することもある。
ドン・サウザンドが起こした世界の異変の際、ばら撒かれた偽のナンバーズを拾ってしまいバリアン世界と人間世界をつなぐ光の柱に吸収されてしまうが、全ての戦いが終わったあとは光の柱から解放され復活した。
漫画では兄と母が登場。母から兄と比較されたことも人間不信の原因となった。
キャッシー
声 - 小林ゆう
遊馬のクラスメイトの少女で、通称「キャットちゃん」。かなり内気な性格のため、クラスの中では影が薄いが、デュエルになると人が変わったようにテンションが高くなる。
使用デッキは【猫】。
猫と意思疎通ができ、本人も猫のように身軽でずば抜けた身体能力を持つ。ナンバーズクラブでも猫たちのネットワークを用いた情報収集、機動力を活かした連絡役など多岐に渡る活躍を見せる。「きゃっと」「きゃっとビング」が口癖。遊馬に熱烈な恋心を抱いており、ナンバーズクラブに加わったことで、徐々に遊馬や周囲の人間に対して積極的になっている。遊馬と仲の良い小鳥に対しては強いライバル意識を抱いており、時折挑発的な態度をとることもある。
『II』の81話のデュエルスポーツ大会では小鳥と共に組んで準決勝を勝ち進み決勝戦を行う前にギラグから小鳥と連れ出されて魔法カード「RUM－バリアンズ・フォース」の力で洗脳され手渡されたが、遊馬・ギラグとのデュエルでその魔法カードを使うことなく敗北し正気を取り戻した。
漫画版の彼女も遊馬に熱烈な恋心を持っているが、アニメに比べ、最初からかなり活発で積極的な性格になっている。家はかなりのお金持ち。

### 九十九家
九十九 明里（つくも あかり）
声 - 宮原永海
遊馬の姉。20歳。遊馬の母親的存在で、口うるさい部分もあるが常に遊馬のことを気にかけている。空手黒帯の実力者。
在宅記者であり、仕事には並々ならぬ情熱を抱いている。スクープ獲得のために遊馬を顎で使うもしばしば。父を尊敬しており、よく一緒に出かけていた遊馬を見て「男に生まれたかった」と口を漏らしていた。
以前は遊馬にデュエルをすることを禁じていたが、決闘庵での遊馬のデュエルに対する姿勢と六十郎の説得によって考えを改めた。一馬の教え子でトレジャーハンターまがいをしているチャーリー・マッコイとは意識している関係にある。
九十九 春（つくも はる）
声 - 谷育子
遊馬の祖母。70歳。料理上手で、遊馬の大好物「デュエル飯」（大きめのおにぎり）を作ってくれる。大変温厚で心優しい性格だが、朝食を食べない遊馬を箒で吊るし上げる厳しい一面も見せる。
九十九 一馬（つくも かずま）
声 - 三上市朗
遊馬の父親。職業は冒険家で、大学では講師として教鞭もとっていた。豪快な性格で遊馬に「かっとビング」を教え、フェイカーやバイロン（のちのトロン）を始めとする多くの人達に影響を与えた。冒険中に訪れた異世界で皇の鍵を入手し、遊馬に託した。
現在は妻の未来と共に行方不明になっている。行方不明になる直前に、「遊馬のデュエルに気をつけろ」と明里に警告している。
ハルトを救わんとするフェイカーの裏切りによって、バイロンとともに異世界への扉を開くための生贄にされたことが、Vから遊馬に打ち明けられた。
『II』では遊馬とアストラルに、7枚の特別なナンバーズの存在を示した遺跡の地図とメッセージを送り、これら7枚をバリアンより先に手に入れるよう伝えた。そしてアストラルを救出するためにアストラル世界に到着した遊馬に再度のメッセージと『虹クリボー』のカードを送り支援した。
彼と未来はアストラル世界にて生存しており、無事にアストラルを救出し人間界へ戻る遊馬を陰ながら見送った。
現実世界・アストラル世界・バリアン世界との融合が始まった際には、トロンと共に融合を遅らせた。決着後は現実世界へ帰還した。
九十九 未来（つくも みらい）
声 - 宮島依里
遊馬の母親。二児の子持ちとは思えぬ美貌の持ち主。基本は主婦業に就いているが、冒険家である一馬に同行することもある。現在は夫の一馬と共に行方不明となっている。
その後一馬と共にアストラル世界にて生存していることが明らかにされたが、行方不明になったタイミングは一馬と異なっており、いつどのような理由で現状に至ったかは一切不明のままである。
決着後、夫とともに現実世界へ帰還した。
オボミ
声 - 三瓶由布子
清掃ロボット「オボット」の一体で、遊馬たちの友達。デュエルができる。
使用デッキはゴミでできた動物を模した【オンボロボ】。
他のオボットたちと共に宝石泥棒に悪用されていたが、遊馬たちに助けられた。左耳には小鳥からもらったリボンをつけている。現在は遊馬の家で掃除の手伝いなどをしている。
遊馬に対しては「ヘタクソ」と呼ぶ等ぞんざいな扱いが目立つが、デュエルで追い詰められた遊馬を叱咤激励するなど本心では慕っている様子。最終回ではオービタルと結婚していて、Dr.フェイカーのラボにいる。

### ハートランド学園及び関係者
九十九遊馬
神代凌牙
観月小鳥
武田鉄男
等々力孝
表裏徳之助
キャッシー
セイ＆サチ
声 - 大室佳奈（セイ）、石嶋久仁子（サチ）
小鳥の親友のクラスメイト。セイは青髪。サチは茶髪ロング。
北野 右京（きたの うきょう）
声 - 前野智昭
遊馬のクラスの担任教師。デュエルの勝ち負けに拘らず、「失敗は成功の元」という考えを生徒に説いており、多くの生徒から慕われている。
使用デッキはその存在を信じているコンピューターウイルスをテーマとした【バグマン】。使用ナンバーズは「No.34 電算機獣 テラ・バイト」。
「No.34 電算機獣 テラ・バイト」に憑依され、「完璧」を追い求める性格に豹変する。当初はコンピュータウイルスによって町を混乱に陥れようとしているかに思われたが、実際には町明かりがバグマンのARビジョンのコードそっくりなことに気づき、ウイルスで一部の照明を操作することで巨大なバグマンのARビジョンを映し出そうとした故の行動だった。
遊馬に敗れ「テラ・バイト」を失ってからはナンバーズに関与していないが、ウイルスをばら撒いたことをネタにナンバーズクラブに協力させられたこともある。
神代 璃緒（かみしろ りお）
声 - 大室佳奈（『I』）→潘めぐみ（『II』）
凌牙の双子の妹。他の生徒が思わず見とれてしまう容姿と、様々なスポーツやゲームで現役部員に圧勝できる実力を併せ持つ美少女。
使用デッキは「氷」をモチーフとした【鳥獣族】。エースモンスターは零鳥獣シルフィーネ。実力は非常に高く、ナンバーズなどの特殊なカードを所持していなくてもバリアンの力を与えられたデュエリストに勝利できる程である。
普段は物腰柔らかい上品な性格と物言いだが、兄を侮辱されると豹変し、氷のようなプレッシャーを発する。兄が敵の多いアウトローな存在である事をよく理解しており、自分が兄の弱みになってしまわないよう、あらゆる分野において自己を磨き強くあろうとしている。凌牙本人に対しては非常に強気な態度で接しているが、本心では互いに大切に思い合っており、兄妹仲は良好。幼少時に凌牙にお揃いの指輪をプレゼントし、今でも互いにその指輪をはめている。猫が苦手。遊馬からは「シャークの妹」という立場にちなんだ呼び名で呼ばれているが、あまりセンスの良い呼び名ではないため不愉快に感じている。
バリアン世界からの使者の侵入や、人間世界での彼らの行動を探知することができ、その際は何かが乗り移ったように予言めいた言葉を呟く。
トロンが凌牙を精神的に追い詰める策略として、彼が差し向けさせたIVにデュエルを挑まれる。その際、IVが発動した魔法カード（事前にトロンに渡され、発動するよう指示されていた）の効果実体化によって大怪我を負った。IVによりかろうじて救出されたが、意識不明となり、長く入院を続けていた。
『II』開始時点でも入院中の身だったが、凌牙を追い詰めようとしたバリアン支配下のデュエリストに拉致された事件をきっかけに意識を取り戻す。その後は無事復学し、主に遊馬たちと行動を共にしている。異次元の墓場「サルガッソ」におけるバリアンとの戦い以降、飛行船外でもアストラルが見えるようになった。
しかし、遺跡のナンバーズをめぐる戦いの中で再び意識を失ってしまい、その中で自分がバリアン七皇の一人・メラグであったことを思い出す。同じく七皇の一人であったことを思い出した凌牙に着いていくことを誓い、凌牙とともに遊馬たちから離反する。メラグとして記憶が戻った時に使用したオーバーハンドレッドナンバーズは「No.103 神葬零嬢（しんそうれいじょう）ラグナ・ゼロ」と「CNo.103 神葬零嬢（しんそうれいじょう）ラグナ・インフィニティ」。自身の記憶を宿す遺跡のナンバーズは「No.94 極氷姫クリスタル・ゼロ 」。
実はナッシュと共にベクターによって一度は葬られたが、「No.73 激瀧神アビス・スプラッシュ」に助け出され、記憶と引き換えに人間へと転生したのが今の姿である。本性を表したベクターとのデュエルにて死闘を繰り広げるも力量空しく破れ、吸収されてしまう。
最終話では、アストラルがヌメロン・コードの力を使用したことでほかの七皇とともに人間として復活した。
その後、アストラル世界で発生した問題を解決するため、遊馬達とともにアストラル世界へと旅立った。
神宮寺 守（しんぐうじ まもる）
声 - 興津和幸
ハートランド学園3年生で生徒会長。
使用デッキは学校の風紀と神道を掛け合わせた【風紀神道】。使用カオスエクシーズは「CX 風紀大宮司サイモン」。
遊馬が委員長になるのを快く思わずギラグとの共謀で生徒会長直属の特命風紀コマンダーを結成する。その挑発に乗ってきた遊馬にデュエルする際に校則も適用するという変則デュエルを申し込む。
最初はこの変則デュエルを利用して有利に進めていくが、等々力が校則関係なしと宣言したことに激怒する。カオスエクシーズを召喚するが、校則という名の制限を解放された遊馬に敗れる。
有賀 千太郎（ありが ちたろう）
声 - 伊藤陽佑
ハートランド学園3年生で、漫画研究部部長。
使用デッキは円卓の騎士をモチーフにした【戦士族】。使用カオスエクシーズは「CXｰCH レジェンド・アーサー」。
凌牙の妹・璃緒に着目し、昏睡状態の彼女を拉致して、凌牙を脅して無理矢理デュエルをする。
妹を人質にとって、凌牙に満足の行く戦術をとらせず、自身の思い描いたストーリーでデュエルを進め、追い詰めていく。しかし遊馬の活躍と璃緒の目覚めによって璃緒が解放されると、凌牙の反撃にあい敗北する。
花添 愛華（はなぞえ あいか）
声 - 南里侑香
ハートランド学園華道部部長。
使用デッキは【植物族】。使用カオスエクシーズは「CX 激烈華戦艦タオヤメ」。
凌牙打倒のため、再び璃緒を拉致しようと、ナンバーズクラブを眠らせる。しかしそれを避けた璃緒と遊馬から勝負を挑まれ、璃緒とデュエルを行う。
水属性対策のカードやモンスター効果によるバーンダメージで璃緒を痛め付けていく。しかし凌牙の悪口を言ったことで、璃緒の怒りを買い、怒濤の攻撃を受けて敗北する。

### Dr.フェイカーの勢力
Dr.フェイカー
声 - 小川真司
100年に一人の天才と言われる科学者で、天城兄弟の父親。異次元世界、異世界科学エネルギーに関する研究者。友情や絆を否定しており、ゴミとハートにこだわりを持つ。
使用デッキは【ガーベージ】。使用ナンバーズは「No.53 偽骸神 Heart-eartH（ぎがいしん ハート・アース）」と「No.92 偽骸神龍 Heart-eartH Dragon（ぎがいしんりゅう ハート・アース・ドラゴン）」。また、「フェイク」と名のつく罠カードと、「バリアンズ」と名のつく強力な永続カードを使用する。デュエルに際しては巨大なサイボーグのような姿へと変貌し、D・ゲイザーの代わりに顔の左半分が機械化する。
かつてハートランドシティを創り出した人物だが、突如として表舞台から姿を消した。現在は表向きの権力者としてMr.ハートランドを祭り上げ、黒幕としてハートランドシティの実権を握っている。異世界科学を利用して「フォトン」と名の付くカードを作製しており、それらをMr.ハートランドを通じてカイトたちナンバーズハンターに与える事でナンバーズを収集、ナンバーズの力を凝縮した砲弾スフィア・フィールド砲によりアストラル世界を滅ぼそうとしている。
その真の目的は命が長くない息子ハルトを救うことであり、ハルトの命を救う代わりにアストラル世界を滅ぼすという契約をベクターと交わし、ナンバーズの力でアストラル界滅亡を目論んでいた。
人は誰かを守るために常に何かを捨てているという考えの持ち主。その思想通り、ハルトのためならば親近者を犠牲にすることすらいとわず、彼を救うために異世界研究に助言を与えた一馬と助手のバイロンを異世界の扉を開くための生贄にした。だが、この結果として、「トロン」となったバイロンから激しい憎悪を買い、彼のみならず息子のカイトやハルトまでが復讐の対象にされてしまった。
WDC終盤、大会に集まったナンバーズを全て回収、スフィア・フィールド砲を発射するべく、遊馬・凌牙・カイトと1vs3のデュエルを行う。「No.53 偽骸神 Heart-eartH」と「No.92 偽骸神龍 Heart-eartH Dragon」を駆使して互角以上に戦うが追い詰められ、その末に真実を吐露し、カイトと和解する。また、カイトが一人で業を背負ってしまうことを怖れて非情に接していたこと、心の底では何も聞かずにナンバーズを集めるカイトに感謝していたことも打ち明けた。直後に契約相手のベクターに体を乗っ取られ、バリアン・フェイカーとなりデュエルを続行するも、敗北した。
デュエル決着後、カイトと遊馬と共にトロンの力によって崩れる塔から救出され、トロンに今までの所業を謝罪し、和解した。
『II』では一線を退きカイトたちの戦いを見守っている。最終回ではカイト、トロン、Vと共に異世界研究を再開していた。
漫画版ではアニメと異なり不治の病に侵され、1年前に死亡している。
Mr.ハートランド
声 - 小杉十郎太
ハートランドの頂点であり、同時にシンボル的存在である紳士。
使用デッキは【インフェクション】。使用ナンバーズは「No.1 インフェクション・バアル・ゼブル」。また、トークンを用いたカードを使用する。
子供たちの人気者で、市民の前には陽気な服装で現れ、にこやかに対応するが、その裏ではDr.フェイカーの部下として知略を振るう。カイトやゴーシュ、ドロワたちに拷問に近いデュエルの修練を課し、ナンバーズハンターへと育て上げた。世界中のナンバーズ所有者を集めるためにWDCを計画・開催した。
フェイカーに尽くしてきたものの、フェイカーからはほとんど意に介されていない。また、フェイカーの夢は自分自身の野望にもつながると語っているが、ハルトの救済という目的を知っていたかはわかっていない。
かつては闇デュエル界の四悪人と呼ばれたデュエリストだった。後にカイトの口から、フェイカーに近付いた目的は指名手配を受けている自分の隠れ蓑に利用しているに過ぎないと語る。また彼からはコソ泥呼ばわりされる。
WDC終了後はフェイカーの邪魔をさせんとカイトたちの前に立ち塞がるが、オービタル7の活躍により、スフィア・フィールド砲の発射台へと転落し、消息を絶つ。
その後、『II』にてベクターにより蝿の体に人間の顔が付いた変わり果てた姿で復活させられ、バリアン七皇に一馬が探し出した23か所の遺跡の情報をもたらす。後にベクターからは人間界でナンバーズを回収するため肉体を元に戻され、蝉丸らを引き連れ人間界で暗躍する。
デュエルに際しては、遊馬とアストラルに交代してからは蠅の怪物を思わせる姿へと変貌する。
ナンバーズを回収すべくカイトとデュエルを行い、事前に仕込まれた偽のナンバーズとバリアンズ・フィールドによる負荷でデュエル続行不能にまで陥れる。遊馬・アストラルがデュエルを引き継いでからは、ギリギリまで二人を追い詰めたものの更なる絆を深めた2人によって誕生した新たなゼアルに敗北。最期はドン・サウザンドの力にその身を焼かれて消滅する。
漫画版での使用デッキは【ハート】。使用ナンバーズは「No.82 ハートランドラコ」と「No.52 ダイヤモンド・クラブ・キング」。
死期の迫った老人を騙して財産を貪る天才詐欺師であった。莫大な報酬を手に入れるためにDr.フェイカーに近づき、その研究を利用している。
すべての思惑を知った八雲とのデュエルに敗北、死亡する。
ゴーシュ
声 - 四宮豪、幼少時の声 - 山中真尋、大室佳奈
Mr.ハートランドの「片腕」と呼ばれている側近。19歳。表立ってはドロワと共にWDCの大会運営委員を務めているが、裏ではナンバーズ所有者を調査・管理する役目を持つ。熱血漢で、口癖でもあるその場の「ノリ」を重視する。
使用デッキは【H（ヒロイック）】。エースモンスターは「H-C（ヒロイック・チャンピオン）エクスカリバー」。運営委員としての勤務中はハートランドから与えられた【バウンサー】を使用していた。
徳之助の不正行為を見咎めたことがきっかけで遊馬と因縁ができ、カイトを出し抜いて遊馬を倒すために委員を辞め、WDCに出場する。
WDCでは本選まで進む。遊馬とは決勝予選のフォールガイズとの闘いなどで友情を結んでいく。準々決勝では遊馬とデュエルを行う。遊馬とはデュエル魂が熱くなるデュエルを望むが、勝利を目的としたつまらないデュエルをしたため怒りを見せる。遊馬に自身のデュエルをさせようと躍起になり、遊馬が本来のデュエルの調子になったときは歓喜する。互いのエースカードによる一騎討ちでデュエルに敗北するが、遊馬と熱いデュエルを行えたことにより満足した。遊馬に敗北後、遊馬に大会への自分の思いを乗せた「H-Cエクスカリバー」を託した。
『II』ではプロデュエリストとなっており、覆面デュエリスト「ゴーシュ・ザ・スターマン」として活動している。スパルタンシティでの大会の参加中に遊馬たちと再会するが、アリトによって操られ、遊馬・ドロワとタッグデュエルを行う。デュエル後は我に返り、大会で優勝しチャンピオンとなった。
バリアン七皇の人間世界への侵攻の際は、アリトと1対1で対戦。健闘するもカオスナンバーズによって敗北し、消滅した。
ナッシュの敗北により復活し、遊馬とアストラルのデュエルを見守る。
ドロワ
声 - 深水由美、幼少時の声 - 名塚佳織、石嶋久仁子
ゴーシュと同じくMr.ハートランドの「片腕」と呼ばれている側近。19歳。ゴーシュとは対照的に冷静で合理的な性格であるが、一方で情け深い一面も持つ。
使用デッキは蝶をモチーフとした【幻蝶の刺客】。エースモンスターは「フォトン・バタフライ・アサシン」・「フォトン・アレキサンドラ・クイーン」・「ナイト・バタフライ・アサシン」。
幼少時のデュエルの訓練でカイトに助けられたことがきっかけでカイトに恋心を抱くようになり、ハルトのために無茶をするその身を案じている。
ゴーシュと共にWDCの大会運営委員をやっていたが、ゴーシュが参加を表明するのと同時にWDCに参加。出場したWDCで本選まで進み、カイトのためにトロンに立ち向かう。
ライフポイントを8000まで上げてジャングルフィールドに誘い込み、フィールド魔法と組み合わせたコンボ攻撃で追い詰めていくが、トロンの意に介さず逆襲を受けて敗北し、紋章の力により愛情に関する記憶を奪われてしまう。トロンが改心したことで奪われた記憶を取り戻した後、ゴーシュと共に遊馬とカイトのデュエルを観戦する。
『II』ではプロデュエリストとなったゴーシュのマネージャーを務めており、ゴーシュがアリトに操られた際は遊馬とタッグを組みデュエルを行った。
バリアン七皇の人間世界への侵攻の際は、ドルベと1対1で対戦。健闘するもカオスナンバーズによって敗北し、消滅した。
ナッシュの敗北により復活し、遊馬とアストラルのデュエルを見守る。
天城 ハルト（てんじょう ハルト）
声 - 三瓶由布子
カイトの弟。6歳。幼いころから体が弱く、Dr.フェイカーと契約したベクターの力によって命を助けられ、命をつないでいた。ホットチョコレートやキャラメルなど、甘い物が好物。
延命のため授けられたバリアンの力によって、自身の世界の物体をアストラル世界に送り込む能力を得る。また、アストラルを目視することができる。
フェイカーが交わした契約を果たすため、ハートランド中から集積所へ集められたゴミをアストラル世界に送り込むことで、アストラル世界を破壊する攻撃を繰り返していたが、能力の酷使によって昏睡に陥ってしまうなど、悪影響も大きかった。また、元々は天真爛漫で笑顔の絶えなかった性格が、人々の悲鳴を何よりも求める狂気的な性格に変貌し、過去の記憶も一部が欠落するなど、精神面でも深刻な変調を来たしていた。
疲労している兄にキャラメルを届けようとハートランドを抜け出した際、彼の能力を狙っていたトロン一家に連れ去られた。紋章の力による儀式で能力の全てをトロンに奪われたことと、兄カイトに力を分け与えたことにより、意識不明に陥る。儀式の際、トロンが彼の意識に潜り込んで一体化した。
WDC準決勝戦にて、カイトと戦うトロンに身代わりとされたが、意識の中に入り込んだ遊馬とアストラルに救われた。トロンがライフ0になって敗北したカイトに攻撃宣言したとき、わずかに残っていた力を振り絞り、盾となって「No.69 紋章神コート・オブ・アームズ」の攻撃から兄を守った。その際、カイトに対して「ありがとう。兄さん」と感謝の言葉を述べた。
トロンに兄とともに魂を奪われてしまったが、WDC決勝戦で遊馬がトロンに勝利したのち、魂を解放され意識を取り戻した。だが、今度はスフィア・フィールド砲のエネルギー中枢となってしまう。しかし、フェイカーがデュエルで敗北し、ベクターから解放されたため、元の性格に戻り、父と和解した。
オービタル7（オービタルセブン）
声 - 前野智昭
カイトに付き従い、ナンバーズ回収のサポートを行うロボット。
使用デッキは【SD（スーパーディフェンス）ロボ】。切り札は「廃品眼の太鼓竜（ガラクターアイズ・ファットドラゴン）」。
高度な自我を持っており、またロボットなのに熟睡したり、同族のロボットを心配するなど妙に人間臭く、感情豊か。
天城兄弟が二人で暮らしていた頃から仕えており、カイトには無茶な要求をされることも多いものの、その忠誠心は強い。命令されると「カシコマリ」と言うのが口癖。有能ではあるがドジな面も多い。
バリアン世界の鉱物「バリアライト」を動力としており、134話では約6年前にハルトの世話係としてカイトに作られた事が判明する。しかし、6年前はDr.フェイカーがバリアン世界と接触する前であり、どこから入手したのかは不明である。
グライダー、バイクなどの乗り物や、攻撃用の戦闘モードに変形する機能、ナンバーズ所有者以外の時間を通常の1万分の1の早さにする能力を持つ。オービタル5、6などの兄弟機も存在する。
WDC終了後にカイト達を支援すべくスフィア・フィールド砲の出力を停止させ、Mr.ハートランドを発射台に転落させた。フェイカーとの最終決戦では電流を受け機能停止していたが、決着後はカイトの一喝を受けて再稼働、小鳥、ハルト、凌牙を連れて塔から脱出した。
『II』ではバリアンの調査の途中偶然出くわしたオボミに一目ぼれしてしまい、勘違いから遊馬にデュエルを挑む。デュエル後は誤解も解け、小鳥の提案により、オボミとは友人となった。
月面でのカイトとミザエルとのデュエルでは、宇宙服となって一体化し、彼の視力を回復した。全身全霊を懸けて守るものの、自らもダメージに耐え切れなくなる。デュエル終了時にはカイトに初めて褒められたことに思いを馳せながら、機能を停止した。
遊馬とアストラルの戦いが決着したのち、アストラルがヌメロン・コードを使用したことで復活した。復活後はオボミとの間に子供ができ、カイトと共にフェイカーの研究を手伝っている。
その後、アストラル世界で発生した問題を解決するため、カイトに付き従って遊馬達とともにアストラル世界へと旅立った。

### トロン一家
トロン / バイロン・アークライト
声 - 國立幸、バイロン時の声 - 根本泰彦
一家の家長であり、Vたち三兄弟の父親。右手に赤色の紋章を持つ。幼い子供の容姿をしており、身長・体格はハルトと同じ程。鉄仮面で失った顔を隠している。アストラルを目視することが出来る数少ない人物でもある。
使用デッキは【紋章】。使用ナンバーズは「No.8 紋章王ゲノム・ヘリター」と「No.69 紋章神（ゴッド・メダリオン）コート・オブ・アームズ」。
かつては先史遺産の研究者として、Vとともに異世界の研究を行うDr.フェイカーの助手を務めていた。彼を天才と慕って深い友情を抱き、フェイカーを献身的に支え続けていたが、ハルトを救わんとするフェイカーの裏切りによって異世界への扉を開くための生贄にされてしまう。
その後、バリアン世界と現実世界の狭間を彷徨う内に体が縮んでゆき、ついに幼い子供の姿へと変化し、さらには顔の左半分を失った。しかし、裏切られた憎しみを糧に生き延びた末、バリアン世界の住人に助けられ、現実世界へ帰還を果たした。そして、自らを「トロン」と名乗ってフェイカーへの復讐に向けて動き出す。フェイカーと同じく、自らも三人の息子たちと共にナンバーズを集めている。
本来は息子たちを暖かく見守る心優しき父親だったが、トロンとなってからは目的のためには手段を選ばない冷酷かつ無慈悲な性格へと変貌し、狂気の一面を持つようになった。異世界でバリアン世界の住人に助けられたことは恩義を感じており、自分以外には唯一信じる者と呼ぶ。彼の使うさまざまな特殊な力はバリアン世界に由来しており、アストラル世界の力には干渉されない。デュエルの腕に関しては一流であり、並大抵のデュエリストでは束になっても倒すことができない。また、デュエルで倒した相手の魂や記憶を奪っている。
かねてから凌牙をフェイカーを倒すための刺客に仕立て上げようと画策し、そのためにIVを差し向け、妹の璃緒をIVにデュエル中使用させた魔法カード「炎獄の祝福」の効果実体化で意識不明の重体に追い込んだ。だが、IVにはカード効果が実体化することを説明していなかった。
Dr.フェイカーへの復讐のために息子たちと共にWDCへ出場し、本選まで進む。予選中に再びIVを凌牙に差し向けて出場させるようにし、IIIに「No.32 海咬龍シャーク・ドレイク」を渡させた。また、ハルトを誘拐して、紋章の力による儀式で彼の能力の全てを奪った。その際、ハルトの意識に潜り込んで一体化することにも成功した。
WDC決勝予選では、3人がかりでデュエルを挑んできたガルシア・パンサー、ベルリマン・サカタ、ノスフェラトゥ中島に対し、苦戦する様子もなく一度に破っている。
準々決勝では、ドロワとデュエルした。ドロワのフィールド魔法と組み合わせたコンボ戦術に苦戦したが、「No.8 紋章王ゲノム・ヘリター」の効果でそれを崩して勝利し、紋章の力でドロワからカイトへの愛情の記憶を奪った。IVと凌牙の対決ではホログラムとなって割って入っていき、言葉巧みにIVや凌牙を翻弄する。そして凌牙に憎しみを抱かせ、「CNo.32 海咬龍シャーク・ドレイク・バイス」を誕生するキッカケを与える。
準々決勝後の夜に凌牙を紋章の力で取り込み、自身の駒にした。準決勝における遊馬と凌牙のデュエルでは、洗脳した凌牙がデュエルを有利に進めたが、遊馬の策により正気を取り戻し、自らのライフを0にして敗北の道を選んだ。凌牙の敗北後、事が自分の思い通りに進まなかったことで、遊馬に対して激しい怒りを見せた。
準決勝では、カイトとデュエルを行った。ハルトの意識に潜り込んで一体化していたことを利用し、ハルトの顔でデュエルを行ったりするなど数々の挑発を行ってカイトを激怒させ、心理的動揺を誘った。怒りの力を蓄積したことにより、真の切り札「No.69 紋章神コート・オブ・アームズ」を召喚し、「超銀河眼の光子龍」の連続攻撃の効果を奪い、圧倒して破った。その際、ライフが0になったカイトに対してさらなる攻撃を行ったが、ハルトによって防がれた。デュエル後、カイトが所持していたナンバーズ全てと魂を奪い、「まずい復讐だったよ」と言い放った。
決勝戦では、遊馬、アストラルとデュエルを行った。デュエル中、遊馬に「No.69 紋章神コート・オブ・アームズ」との力の差は圧倒的であり勝利を諦めるように言ったが、遊馬から「みんな（V、IV、IIIは）信じてたんだ！あんたがいつか元に戻ってくれるって！」「どうしてあんたは帰ってきたとき、あいつらに優しくしてやらなかったんだよ！どうして復讐なんてくだらないこと、やりはじめちまったんだよ！」と涙ながらに言い返され、家族との記憶を思い出して一瞬揺らいだ。その後、ZEXAL化した遊馬とアストラルとの激しい戦いの末、彼らのライフを50にまで削り、「爆風紋章（バースト・メダリオン）」のターン終了時に与える効果ダメージで敗北寸前まで追い詰めた。だが、遊馬たちがその効果で戻した2体のゼアルウェポンで新たなゼアルウェポン「獣王獅子武装」をエクシーズ召喚してホープレイに装備したことで、「No.69 紋章神コート・オブ・アームズ」の効果を無効化されたうえ、攻撃力を半分にされたことで敗北した。
敗北した直後、フェイカーの策略により、ナンバーズを全て回収されてスフィア・フィールドに取り込まれてしまう。だが、身を呈して自分を助けようとする遊馬の、ひいてはかつて自分を救おうとした際の一馬の言動に感化され、彼のデュエルが自分の復讐の先にあることを実感し、改心した。また、自分が遊馬や一馬のように生きることができなかったことを後悔し、カイトや息子たちを含む奪ってきた魂すべてを解放した。スフィア・フィールドに吸収される際、息子たちとの記憶を思い出し、「許してくれ、みんな。今度は忘れない、あの頃を…」、と息子たちに謝罪した。
その後、フェイカーの敗北によってスフィア・フィールドから再び解放され、崩れる塔からフェイカー・遊馬・カイトを最後の力で救出した。その際にフェイカーからの謝罪を受け入れ、再びフェイカーを友と呼んで和解した。遊馬とカイトのデュエルを息子たちと共に観戦し、カイトが自身のデュエルを取り戻すところを確認したが、結果は見ずに去っていった。
『II』ではデュエルはしなかったが、息子たちに紋章の力を分け与え、現実世界・アストラル世界・バリアン世界との融合が始まった際には一馬と共に融合を遅らせた。決着後はVと共にDr.フェイカーのラボに戻り、異世界の研究を再開した。
なお、アストラルは遊馬とのデュエル後、ヌメロン・コードを使用してバリアン七皇らを復活しているが、トロンの容姿はバイロンの頃には戻らなかった。IVの顔の傷もまた元に戻っていないことから、過去そのものを書き換えたというわけではないようである。
最終話では、アストラル世界で発生した問題を解決するため、一家を引き連れて遊馬達とともにアストラル世界へと旅立った。
一人称は「僕」「私」。
V（ブイ） / クリストファー・アークライト
声 - 山本匠馬
一家の長男。20歳。額に青色の紋章を持つ。アストラルの目測によると身長185cm、体重70kg前後。
宇宙に関連した名を持つ機械族モンスターで構成された惑星デッキを使用。他には「奈落」と名の付く魔法・罠カードを使用する。使用ナンバーズは「No.9 天蓋星ダイソン・スフィア」。
愛称はクリス。クールで落ち着いた性格だが、父であるトロンへの非礼に対しては弟であっても怒りを見せる。かつては父と共にDr.フェイカーの助手を務めており、自分たちを裏切ったDr.フェイカーに強い憎しみを抱いている。
父・バイロンが消息を絶った後、まだ幼かった弟たちは施設に預けられ、自身は真相を知るためにフェイカーの元に残った。カイトとハルトの兄弟に弟たちの面影を重ね、カイトのデュエルの師匠になり、カイトからも慕われていたが、フェイカーの裏切りを知った後、カイトに何も告げずに去っていった。
WDCでは、本選まで進んだ。予選中、ハルトの力を得ようとするトロンの命により、その迎えを装ってハルトをさらった。
WDC準々決勝にてカイトと闘う。デュエルの途中に現れた遊馬に、かつて父・一馬を巻き込んだトロンとDr.フェイカーの因縁を話し、トロンが自分たち兄弟の父であると打ち明けた。
デュエルではカイトのプレイングを次々と読んで、ダイソン・スフィアの効果を活用してカイトを追い詰めていく。しかし、カイトが自身も知らないカード「未来への想い」を父とのわだかまりを越えて使用したことにより形勢逆転される。自らを倒したカイトの成長を喜び和解した後、IIIの眠る部屋で共に眠りにつく。
トロンの敗北後、魂を解放されたことで目醒めた。WDC終結後は遊馬とカイトの対戦を見守りつつ、家族と共に去って行った。
『II』では彼を中心にアストラル世界とバリアン世界の研究をしており、トロンの紋章の力が封じ込められたブレスレットと、人間にも使用可能なランクアップマジックのカードを開発した。
バリアン七皇の人間世界への侵攻の際は、IIIと共にミザエルと対戦。「No.9」をランクアップさせた「CNo.9 天蓋妖星カオス・ダイソン・スフィア」の効果ダメージでライフを0にする一歩手前まで追い詰めたが、ミザエルのカオスナンバーズによって敗北し、IIIとともに消滅した。
ナッシュの敗北により復活し、遊馬とアストラルのデュエルを見守る。その後、トロンと共にDr.フェイカーのラボに戻り、異世界研究を再開した。
最終話では、アストラル世界で発生した問題を解決するため、遊馬達とともにアストラル世界へと旅立った。
一人称は「私」だが、初回登場時のみ「俺」も使用していた。
IV（フォー） / トーマス・アークライト声 - 細谷佳正、幼少時の声 - 古城望
一家の次男。17歳。右手に紫色の紋章を持つ。また、右目から頬にかけて大きな十字の傷がある。
使用デッキは人形をモチーフとした【ギミック・パペット】。使用ナンバーズは「No.15 ギミック・パペット－ジャイアントキラー」・「No.40 ギミック・パペット－ヘブンズ・ストリングス」・「No.88 ギミック・パペット－デステニー・レオ」の3体。
西洋の剣をモチーフにしたデュエルディスクを使用する。
デュエルの極東エリアチャンピオンであり、かつ数々の大会で優勝した実力者でもあって、ファンが多い。
普段は紳士的な態度を取っているが、陰では「ファンサービス」と称してデュエルで他人を痛めつけ絶望させることを喜びとする冷酷無慈悲なサディスト。しかし、家族への愛情は強く、また父のために非道な行いをしてきたと語るなど、その冷酷さが本来のものではないと伺わせる場面もある。
かつて凌牙と全国大会決勝戦で戦い、故意に不正を促しデュエルの表舞台から追放した張本人。さらにその際、凌牙を精神的に追い詰めるため、彼の妹である璃緒にデュエルを仕掛け、実体化したカード効果により大怪我を負わせた。ただし、トロンから渡された魔法カードの効力が実体化することは知らされておらず、また右目の傷も彼女を助ける際にできたものである。璃緒をかろうじて救出した際に現れたトロンに対しては、「トロン！」と怒りをあらわにしている。
WDC予選では、ファンサービスの一環として鉄男、等々力とデュエルした。デュエル中、「No.15 ギミック・パペット－ジャイアントキラー」の効果で彼ら二人を徹底的に痛めつけ、さらにはライフが0になった二人に対して攻撃を行うなど非情な一面を見せた。
トロンがハルトを誘拐し、遊馬とカイトが奪還しに来た際には、IIIとともにタッグデュエルを行った。デュエル中、カイトを罵倒して挑発し続けたが、ライフを削ろうとした際に遊馬が妨害したことに激怒し、怒りのあまり「ムカつくぜテメェら!!俺のサービスをことごとく拒否りやがって！なんで俺に気持ちよくデュエルさせねぇんだ！俺はお前たちが苦しむ姿を見ていたいんだよ！」と言い放った。その後、ハルトの苦しむ姿を中継するなどしてカイトを追い詰めたが、カイトが得た新たな力である「超銀河眼の光子龍」の連続攻撃により敗北した。
WDC本選にて、凌牙とデュエルした。トロンに凌牙より自分の方が復讐者として優れていることを証明しようと躍起になり、「No.88 ギミック・パペット－ディステニー・レオ」の特殊勝利条件で追い詰めた。だが、新たな力「CNo.32」を手に入れた凌牙に逆転負けを喫する。凌牙にはデュエル後、璃緒を傷つけたことなど今までの行いを詫び、父を救ってくれるよう頼み眠りにつく。
WDC決勝にてトロンが敗北し、トロンが魂を解放したことで目醒めた。WDC終結後、遊馬とカイトのデュエルを見守りつつ、家族と共にハートランドシティを後にした。
『II』では璃緒の入院する病院に訪れたところで遊馬たちと再会。毒に侵された神代兄妹を救うために凌牙の前に現れ、クラゲ先輩を相手どりタッグデュエルを行い、巧みな連携で勝利した。デュエル中、かつて璃緒を傷つけたことは自身の顔の傷とともに一生背負っていくものであり、そして遊馬と凌牙のおかげで家族を取り戻すことができた、と述べた。
凌牙と璃緒がバリアンとして覚醒した際には、友として凌牙を取り戻すべく、ナッシュとなった凌牙とデュエルを行った。Vが作った「RUM アージェント・カオス・フォース」でかつての3枚のナンバーズをランクアップさせた「CNo.15 ギミック・パペット－シリアルキラー」･「CNo.40 ギミック・パペット－デビルズ・ストリングス」･「CNo.88 ギミック・パペット－ディザスター・レオ」で挑み、ディザスター・レオの特殊勝利条件で勝利を目前にしたが、一歩及ばずに敗れる。しかし、ナッシュの本心に気づき、唯一友と認めた凌牙とのデュエルに満足しながら消滅した。
ナッシュの敗北により復活し、遊馬とアストラルのデュエルを見守る。その後は大会にも出場している。
最終話では、アストラル世界で発生した問題を解決するため、遊馬達とともにアストラル世界へと旅立った。
一人称は「俺」だが、紳士的態度を取っていた時は「私」や「僕」を使用していた。
III（スリー） / ミハエル・アークライト
声 - 池田恭祐、幼少時の声 - 大室佳奈
一家の三男。15歳。左手に緑色の紋章を持つ。中性的な容姿をしている。
使用デッキは【先史遺産】。使用ナンバーズは「No.33 先史遺産－超兵器マシュ＝マック」と「No.6 先史遺産アトランタル」。
羽をモチーフにしたデュエルディスクを使用する。
かつて父親が研究していた先史遺産（オーパーツ）が大好き。真面目で謙虚な性格だが、一方で勝負に熱くなる負けず嫌いな一面も持つ。トロンの考えに忠実に従うが、誰かを傷つけたり追い詰める事に対しては罪悪感を抱いており、トロンがハルトを苦しめる姿には目を背けようとしていた。
WDC予選では、凌牙とデュエルし、一進一退の末に敗北した。その際、トロンの命により凌牙に「No.32 海咬龍シャーク・ドレイク」を渡している。
トロンがハルトを誘拐し、遊馬とカイトが奪還しに来た際には、IVとともにタッグデュエルを行った。IVがハルトの苦しむ姿を中継したときには、少々やりすぎだと諫めたが、IVからは「お前は俺たちが味わった苦しみを忘れたのか！」と一蹴された。結局、カイトの「超銀河眼の光子龍」の連続攻撃により敗北したが、自身はカイトに敗北したのではなく、仲間を守るために自らを犠牲にする遊馬の強さに負けたのであると実感した。
その後、タッグデュエルで自分とIVを倒した遊馬の強さの秘密を知るために単身接触を図る。昼食を共にした際、彼の強さの根底にある物が「仲間や家族との絆」であることを知るも、自分の家族は彼とは違うという結論に達し、遊馬を倒すべく一対一でのデュエルを申し込んだ。
遊馬とのデュエルでは、トロンから与えられた危険な力を躊躇なく使い、遊馬から「かっとビング」を奪う等、冷酷な戦いぶりを見せた。だが、世界を破滅させかねないカード「アンゴル・モア」の発動をきっかけに自分の過ちを悟り、遊馬とアストラルに自らを倒させた。デュエル後、「最初で最後の友達」である遊馬に自分の家族を救ってくれるように頼み、眠りにつく。
WDC決勝にてトロンが敗北し、魂が解放されたことで目を覚ました。WDC終結後、遊馬とカイトのデュエルを見守りつつ、遊馬との再会を望む言葉をつぶやきながら、家族と共に去って行った。
『II』ではVを中心にアストラル世界とバリアン世界の研究をしていた。その中で遊馬がアストラルを失ったことを知り、その支えになるためにVが開発したトロンの紋章の力が封じ込められたブレスレットを身に着け、遊馬の仲間として再び遊馬の前に姿を現し、遊馬から「マシュ＝マック」と「アトランタル」を受け取り、タッグデュエルを行い勝利する。
バリアン七皇の人間世界への侵攻の際は、Vと共にミザエルと対戦。「No.6」をランクアップさせた「CNo.6 先史遺産－カオス・アトランタル」で「No.107 銀河眼の時空竜」を奪い、さらにミザエルのライフを1にまで削るが、カオスナンバーズによって敗北し、Vとともに消滅した。
ナッシュの敗北により復活し、遊馬とアストラルのデュエルを見守る。その後は遊馬と同じハートランド学園に通っている。
最終話では、アストラル世界で発生した問題を解決するため、遊馬達とともにアストラル世界へと旅立った。
最終話を除きハートランド学園の生徒ではなかったが、一部のエンディングアニメーション等で同校の制服を着ている描写があり、114話では遊馬の家に泊まり着替えがなかった為に遊馬の制服を借りる形で本編でも着用した。

### ナンバーズに取り憑かれたデュエリスト
北野 右京
北野右京を参照。
奥平 風也（おくだいら ふうや）
声 - 井口祐一
人気ヒーロー番組「異次元エスパー・ロビン」の主人公・ロビンを演じる子役。
使用デッキは番組の登場人物を模したモンスターの高速召喚に秀でている【異次元エスパー・ロビン】。使用ナンバーズは「No.83 ギャラクシー・クイーン」。
母親（声 - 山像かおり）は役のイメージを保とうと厳しく教育しており、彼も普段からロビンのように気高く振舞っているが、実際は蜘蛛も掴めない臆病な性格であり、内心では友達とのデュエルを切望している年相応の少年である。
「No.83 ギャラクシー・クイーン」に憑依され、自分を本物のロビンと思い込み、独善的な正義感により暴走するが、遊馬と戦って正気を取り戻し、その模様を見ていた母親とも和解した。
WDCには仕事が多忙のため、予選最終日に参加。ロビンを演じ観客を魅了したデュエルを繰り広げるが、ゴーシュに敗れる。
『II』では七皇の人間世界侵攻に際してロビンに扮して参上し、その場に居合わせたアンナと組んでミザエルと対戦。正義の不滅を謳いながら健闘するも、召喚されたカオスナンバーズによって敗北し、消滅した。
ナッシュの敗北により復活し、遊馬とアストラルのデュエルを見守る。
陸王（りくおう）・海王（かいおう）
声 - 桐井大介（陸王）・福田賢二（海王）
不良グループのリーダー兄弟で、タッグ決闘者。
使用デッキは陸王は『炎属性・恐竜族』の【ザウルス】、海王は『水属性・恐竜族』の【ドン】。使用ナンバーズは陸王は「No.61 ヴォルカザウルス」、海王は「No.19 フリーザードン」。
荒れていたシャークが一時身を寄せていた不良グループのリーダーを張っていた。ナンバーズの力に溺れ、シャークを巻き込みカード博物館を襲撃しようとする。しかし、シャークに悪事をさせないため現れた遊馬と改心したシャークを相手にタッグデュエルすることになる。
兄弟のコンビネーションで二人を追い込むが、シャークのアシストからの遊馬の攻撃で敗北する。ナンバーズを抜き取られると、怯えて逃げ去った。
闇川（やみかわ）
声 - 山本匠馬
六十郎の弟子。一時は強さを追い求めるあまりに道を外れ、決闘庵を出て行くこととなった。
使用デッキは【機甲忍者】。使用ナンバーズは「No.12 機甲忍者クリムゾン・シャドー」。
「No.12 機甲忍者クリムゾン・シャドー」を手に入れたことで、決闘庵に伝わる秘伝デッキを手に入れるために姿を現し、遊馬とデュエルをすることになるが敗北。かつて自らが傷付けた木像を再び傷つけようとしたが、遊馬に「大切な仲間だったこと」を諭され、再び修行をし直す決意を固めた。
『II』では春のお使いで再び決闘庵を訪れた遊馬と小鳥を出迎える。遊馬の行き詰まりを察知していた六十郎から託されたカードを遊馬に渡し、兄弟弟子である遊馬を励ました。七皇の人間世界侵攻時は六十朗とともにギラグと対戦し追い詰めたものの、カオスナンバーズの召喚により逆転され敗北し、消滅する。
ナッシュの敗北により復活し、遊馬とアストラルのデュエルを見守る。
ジン
声 - 成田剣
「天城カイトの忠実なる下僕」を自称する占い師。「ナンバーズ・ハンター」であるカイトを崇拝しており、自身もナンバーズ・ハンターを名乗り、ナンバーズを集めている。
使用デッキは【シャーマン】。使用ナンバーズは別のデュエリストから奪った「No.16 色の支配者ショック・ルーラー」と元々自身所有の「No.11 ビッグ・アイ」。
カイトの存在をほのめかし、先のカイト戦での敗北に打ちひしがれていたアストラルにプレッシャーを与え、さらに2体のナンバーズにより遊馬を追い詰めるも、遊馬とアストラルの新たなる切り札「CNo.39 希望皇ホープ・レイ」の一撃によって敗北する。
デュエル中に使用した2枚のナンバーズはアストラルに回収されたが、実はデュエル中に召喚した2体以外にももう一枚ナンバーズを隠し持っていた。しかし、その1枚は皮肉にも崇拝していたカイトに魂もろとも回収されてしまう。
チャーリー・マッコイ
声 - 平川大輔
世界のあちこちを飛び回っているというトレジャーハンター。怖いもの知らずのお調子者だが、優しい一面もある。「ライフ・イズ・カーニバル」が口癖。
使用デッキはサイコロを使う【ギャンブル】。使用ナンバーズは「No.7 ラッキー・ストライプ」。
ナンバーズの力で、驚異的な強運を発揮する。参加者の男と遊馬との2回のデュエルで、最良の目の6の目を合わせて12回連続出した。
手術を控えていた少女を元気付けたいという理由で美術館から最強の幸運を引き寄せるというカード「No.7 ラッキー・ストライプ」を盗み出した。その後もナンバーズの力で強運を呼び起こし、警察の追尾を幾たびも振り切った。
一馬の教え子で「全てを持っている」人物と憧れを抱いている。一馬が行方不明になったのは唯一「運」が無かったためと考え、運を重要視するようになるが、遊馬とのデュエルで「ラッキー・ストライプ」の強運を打ち消され、一馬から教えられた「かっとビング」の精神を見せつけられたことで、考えを改めた。明里とも個人的に接点がある。

### WDC参加者及び関係者
国立 カケル（くにたち -）
声 - 斎賀みつき
サッカーデッキを使うサッカー少年。遊馬の予選初戦相手。
使用デッキはフィールド魔法を主体とした相手の攻撃を封じて攻撃する【サッカー】。エースモンスターは「ファンタジスタ・ディエチ」。
サッカーの試合中に仲間のミスを受け入れる事が出来ず、個人プレーに走り兄たちからの忠告を無視しピッチを去りデュエルを始めたが、遊馬の説得でチームプレイの大切さを思い出し再びサッカーを始める決意をした。
油圧 ショーベエ（ゆあつ -）
声 - くまいもとこ
小学生ほどの身長の少年。遊馬の予選2戦目の相手。
使用デッキは攻撃的な【重機】。エースモンスターは「重機王ドボク・ザーク」。
小学校の頃から体の小ささでバカにされていたが、重機に憧れてデュエルを始める。
矢最 豊作（やさい ほうさく）
声 - 乃村健次
麦わら帽を被り、野菜がたっぷり入った籠を背負っている巨漢の男性。遊馬の予選3戦目の相手。
使用デッキは【トマト】。エースモンスターは「トマト王ドレッド・キング」。
自分で野菜を栽培・研究しており、特にトマトが大好きでWDCで優勝した暁にはトマトのテーマパーク「トマトパラダイス」を作ろうと夢見ている。攻撃する時には野菜を一つ食べなければならないという特殊ルール「野菜デスマッチ」を課す事で多くのデュエリストを倒し、トマト嫌いの遊馬を苦しめた。しかし、遊馬が攻撃するためにトマトを食べ、好き嫌いを克服したことにより、デュエルに敗北した。
速見 秀太（はやみ しゅうた）
声 - 江口拓也
ベレー帽を被る決闘者兼カメラマンの青髪の少年。小鳥の先輩。元は人を和ます写真を撮る心優しい性格の持ち主だったが、ナンバーズを手に入れた事で人々に衝撃を与えるスクープカメラマンになる。
使用デッキは【カメラ】。使用ナンバーズは「No.25 重装光学撮影機 (フルメタル・フォトグライド)フォーカス・フォース」。
ナンバーズの力で、決闘する相手の未来を撮影した写真に映された光景で予知する能力を持つ。その能力と話術で未来を写す写真の運命に逃れられないと相手に思わせ勝利してきた。ナンバーズの能力に依存しているため、デュエルの腕自体は低い。
ナンバーズを求めWDCに参加し、人を傷付けることを厭わないデュエルをしていく。小鳥が乗車した飛行船が墜落する写真を見せる事で遊馬を脅してデュエルする。能力を使って遊馬の戦略をことごとく先読みして看破していくが、「5ターン目に希望皇ホープをエクシーズ召喚する」という予言を遊馬が自身の予言とは違う行動をとった事により未来が変わり、敗北した。
ドッグちゃん
声 - 諸星すみれ
犬と意思疎通ができるピンク髪の少女。土佐弁で話す。
使用デッキは【犬】。エースモンスターは「スモーキング・ドッグ」。
極度の恥ずかしがり屋で友達がおらず毎日飼い犬・忠吉（声-石田圭祐）相手にデュエルしていた。しかし、他の人々ともデュエルしたくてWDCに参加するが、そこでも勇気が出ず、忠吉が背負ってきた樽の中に隠れる。
仲間の犬が遊馬のハートピースを奪ったことがキッカケで、キャットちゃんとデュエルを行う。最初は忠吉がデュエルを行うが、途中樽から出てきて交代する。遊馬から「かっとビング」を教わり、「ドッグビング」を行い、キャットちゃんとのデュエルに勝利する。デュエル後、遊馬にハートピースを返した。
フォール・ガイズ
声 - 勝杏里（ウルフ）、内匠靖明（コヨーテ）、どじょう拓人（ジャッカル）
三人組の闇のデュエリスト集団。ウルフがリーダー。
使用デッキは【磁石(マグネット)】。エースモンスターはウルフが持つ融合モンスター「超電磁竜マグネドラゴン」。
数々のデュエル大会を三人の連携による強さで収め、恐怖のどん底に陥れている。
WDCの決勝大会にも進出しており、パーティーが終わったあと、トロン一家に謁見し、遊馬を狙うよう取引される。
WDC予選のデュエルコースターで、遊馬に1vs3のデュエルを仕掛ける。三人の連携で遊馬を追い詰めていくが、アンナとゴーシュの援護で遊馬を仕留める事が出来なかった。
3vs3のデュエルとなると、ゴーシュによってコヨーテが敗退し、ジャッカルも遊馬が召喚した「隻眼のスキル・ゲイナー」の攻撃をウルフの身代わりとなって敗退する。残ったウルフは一時戦線離脱するも、2人の敵討ちのため遊馬のレーンで逆走して現れる。その決死の攻撃もアンナに防がれ、遊馬にとどめを刺され、ウルフも敗退する。
ガルシア・パンサー、ベルリマン・サカタ、ノスフェラトゥ中島
声 - 飯島肇（ノスフェラトゥ中島）
WDC決勝大会進出者の面々。
ガルシア・パンサーは「中南米の黒豹」と呼ばれる、ライオン型のマスクを被る黒色の男性。デッキタイプは「パンサーウォリァー・ビートダウン」。
ベルリマン・サカタは「白夜の貴公子」と呼ばれる、貴族風の衣装を着た小太りの男性。デッキタイプは「エンジェル・パーミッション」。
ノスフェラトゥ中島はアマチュア最強のデュエリストで、「夜明けのヴァンパイア」の異名を持つ。徳之助から衣装とマスクを奪われ、パーティーを滅茶苦茶にする要因となる。
三人ともWDCの決勝予選の地下セクションで、トロンによってまとめて倒される。

### バリアン世界
ドン・サウザンド
声 - 壤晴彦、宮本充（真）
バリアン世界の神。
使用デッキは【ヌメロン】。カウンター罠によるカードの書き換えやナンバーズの展開を得意とする。使用するナンバーズは本物の「No.1」～「No.4」や「CNo.1」、切り札の「CNo.1000 夢幻虚神ヌメロニアス」と「CiNo.（カオスイマジナリーナンバーズ）1000 夢幻虚光神ヌメロニアス・ヌメロニア」である。
バリアン世界の海底火山の中で眠っていたところ、遊馬への復讐に燃えるベクターによって目覚めさせられ、力を与えることを条件にベクターの心臓そのものとなり、遺跡に隠された封印のナンバーズを集めるようにベクターに命じる。ベクターが遺跡で異様な気配を感じ取ったこと、メラグとナッシュを殺害したことを見抜いていた。アストラルの記憶では、かつてこのドン・サウザンドと戦ったことがあるらしい。
アストラルと相打ちになったその時から自身の力を野に放って既に復活の準備を進めており、そのための手駒として後のバリアン七皇となるドルベ達の記憶を改竄し、憎悪の象徴としてオーバーハンドレッドナンバーズを彼らの魂に仕込んだことが明かされた。またNo.96は、アストラルがかつての戦いで取り込んだ彼の力の一部であり、人間世界をバリアン化させる計画のため回収し利用した。
遊馬たちとバリアンの戦いが激化する中、ベクターを使って七皇を次々に吸収し、ついには用済みとしたベクターや、自らにデュエルを挑んだミザエルさえ一撃で退け取り込む。彼の計画は人間界をバリアン化させ自らのものとし、それに伴うヌメロンコードの入手によって、過去も未来も全て自身の思い通りに書き換えようというものであった。
その書き換えを阻止しようとした遊馬とナッシュを相手に、真の姿を現した上でデュエルを行い、ぎりぎりまで追い詰めるも敗北。ナッシュに待つ過酷な運命を嘲笑いつつ消滅した。

#### バリアン七皇
ドルベ
声 - 平川大輔
白いフードを被った男で、バリアン七皇の一人。ナッシュ不在時は彼に代わってバリアン七皇をまとめていた。人間界での外見は銀髪で眼鏡をかけた大人しい風貌の青年であるが、真の姿は白銀の全身に青の結晶をあしらった姿をしている。
使用デッキは【光天使（ホーリー・ライトニング）】。使用するオーバーハンドレッドナンバーズは「No.102 光天使（ホーリー・ライトニング）グローリアス・ヘイロー」と「CNo.102 光堕天使（アンホーリー・ライトニング）ノーブル・デーモン」。自身の記憶を宿す遺跡のナンバーズは「No.44 白天馬スカイ・ペガサス」。
人間だった頃は、とある国に仕えていた騎士だった。白天馬を駆る英雄であり、彼が率いていた騎士団によって平和は保たれていたが、彼が故郷の村に帰っていた時に謀反の心を抱く騎士が出てくる。彼は城に戻り、騎士たちに「心に掲げていた正義と共に戦った仲間との絆」を訴えたが、仲間の騎士に刃を向けられる。仲間と戦うことができなかった彼は、無抵抗のまま刃に傷付き、白天馬と共に最期を迎えた。また、アビスが凌牙に見せたビジョンの中にも人間の彼が登場し、ベクターの襲撃で危機に陥った凌牙を「わが友」と呼び、助けようとしていた。
ナンバーズの回収を重要視しており、刺客としてギラグ・アリト・ミザエルを人間界に向かわせた。行方不明になったナッシュに大きな信頼を寄せており、遺跡のナンバーズを探す際はナッシュの手がかりも同時に探していた。
アビスのビジョンを見たことをきっかけに遺跡を調べるうち、人間だった頃の記憶を取り戻す。同時にナッシュが凌牙であることを確信し、彼の下に赴きビジョンの続きを見せることで凌牙にナッシュとしての記憶を取り戻させた。
現実世界に侵攻し、バリアン世界に戻った際、メラグと共にベクターとのデュエルに挑んだ。「CNo.102 光堕天使ノーブル・デーモン」の効果および攻撃でベクターを追い詰めるも、辛くもかわされてしまう。最後にはメラグを守るために彼女への効果ダメージを無効とし、代償としてライフがゼロになり消滅。デュエル後、ベクターに吸収された。
最終話では、アストラルがヌメロン・コードの力を使用したことでほかの七皇とともに人間として復活した。
その後、アストラル世界で発生した問題を解決するため、遊馬達とともにアストラル世界へと旅立った。
ギラグ
声 - 高口公介
茶色いフードを被った男。バリアン七皇の一人。人間界では緑髪のモヒカンの巨漢の姿をしているが、真の姿は騎士風の兜を付けた、全身黒色の筋肉質の大男。
使用デッキは掌をモチーフとした【ハンド】。使用するオーバーハンドレッドナンバーズは「No.106 巨岩掌（きょがんしょう）ジャイアント・ハンド」と「CNo.106 溶岩掌（ようがんしょう）ジャイアント・ハンド・レッド」。自身の記憶を宿す遺跡のナンバーズは「No.64 古狸三太夫」。
人間だった頃は「喜楽壮八（きらく そうはち）」という名の戦国武将。善政を敷く民思いの殿様だったようだが、武将としては非力であった。そこで、戦中に助けたタヌキのポン太が影武者とて戦地に赴き、二人で一国を統治していた。ある日喜楽は突然ポン太を解雇し、戦火によって滅亡する国と共に死亡した。
ドルベの指示を受け、最初に人間界に潜入。遊馬たちの学校の生徒に扮しつつ、バリアン世界の力で一般人や生徒を支配しナンバーズを狙わせる作戦を採る。そのため普段は学校の体育館倉庫を隠れ家としており、そこに持ち込んだテレビで見たアイドル・蝶野さなぎに鼻の下を伸ばすなど、着実に人間世界に馴染んでいった。
単純ながらも憎めない性格だが、使命のためには卑怯な手段もあえて使う冷徹な一面も持つ。一方で同胞に対する想いは強く、アリトが闇討ちされた際には激怒し、遊馬と同時にその犯人と思われる真月も倒そうと勝負を挑む。
真の姿を解放し、両者をあと一歩のところまで追いつめるが、最後は遊馬と真月の新たな力に敗れ、バリアン世界に帰還した。帰還後はアリトと共に永い眠りについていたが、ベクターを通して与えられたドン・サウザンドの力でアリトと共に目を覚ます。
石像に宿る精霊となったポン太から恨まれることになったが、これは国の滅亡を予見しポン太を逃がすためであったと話し、和解したと思われた矢先、「今までのことは全て作り話だった」と告げ、ポン太の魂を捕食しバリアン世界へ帰還した。なお、その帰路では「なぜそんな作り話を思いついたのか」という疑問を抱いている。
その後、アリトとのデュエルの末、その記憶こそが本物であることを思い出す。消滅してしまったアリトの代わりにドン・サウザンドとの戦いに向かおうとするも、ベクターの不意討ちにあい、ポン太ともども吸収されてしまった。この際遊馬を庇い、「親友のアリトの信じたお前を守りたかった」と告げた。
最終話では、アストラルがヌメロン・コードの力を使用したことでほかの七皇とともに人間として復活した。
その後、アストラル世界で発生した問題を解決するため、遊馬達とともにアストラル世界へと旅立った。
アリト
声 - 比上孝浩
赤いフードを被った男で、バリアン七皇の一人。人間界では褐色肌の小柄な少年の姿だが、本気を出すと赤いジャケットと紫色の面を身につけた、全身赤色の真の姿となる。
使用デッキはボクシングをモチーフとした【BK（バーニング・ナックラー）】。使用するオーバーハンドレッドナンバーズは「No.105 BK 流星のセスタス」と「CNo.105 BK 彗星のカエストス」。自身の記憶を宿す遺跡のナンバーズは「No.54 反骨の闘士ライオンハート」。相手が仕掛ければ仕掛けるほど、ダメージを倍返しする『カウンター戦法』を得意とする。
人間だった頃は、己の拳一つで勝ち続けた最強の拳闘士。国の王子とライバル関係にあり、何度も闘うことにより、立場を越えた闘う者同士の絆を育んでいった。そんな二人が雌雄を決しようとした時に、王子の敗北を許さない側近たちが彼に無実の罪を着せ、弁明むなしく彼は大観衆の前で処刑されるという末路を迎える。
竹を割ったような性格で自分に正直な反面、協調性に欠ける面があるが、デュエルの実力は高く、ドルベからもその点においては信頼されている。
人間世界では本気のデュエルができないという理由からドルベの計画には非協力的だったが、ドルベの強い指示でしぶしぶ人間世界に侵入。ひょんなことから遊馬に（彼がナンバーズの使い手とは知らずに）デュエルを申し込むも敗北。遊馬の強さに感銘を受け、友達およびライバルになる。普段はギラグと共に体育館倉庫に居座っており、暇な時はギラグと共にトレーニングをしている。
その後人間界にやって来たミザエルから「バリアンズ・スフィアキューブ」を受け取り、ギラグと共にこれが自分たちに残されたラストチャンスだと悟るが、遊馬とは自分が認めた良きライバルとして全力を出した真っ向勝負でぶつかりたいと考える。あくまでナンバーズ回収を優先するギラグの策略に嵌った遊馬を助太刀し、正体を明かした上で遊馬にデュエルを挑んだ。真の姿を解放し、互いに全力を出し切った戦いの末に遊馬に敗れる。その後ベクターに襲われ、駆けつけたギラグに自分を襲ったのが「真月」だと告げ意識を失う。身柄はミザエルによってバリアン世界に搬送された。
バリアン世界では力を使い果たし永い眠りについていたが、ベクターを通してドン・サウザンドの力を与えられ復活を果たす。しかし、力を与えられた影響で遊馬を倒すためなら手段を選ばない卑劣な性格に変貌してしまっており、スパルタンシティの遺跡では居合わせたゴーシュを洗脳し、互いに傷つかせて遊馬との相打ちを狙わせるが、失敗に終わる。
ベクターによってドン・サウザンドの力を与えられて遊馬に襲いかかるが、自身の記憶でもある「No.54 反骨の闘士ライオンハート」によって自身のナンバーズが倒された事によって人間だった頃の出来事が復活を目論むドン・サウザンドによって仕組まれたことが明かされ、遊馬に協力する。バリアン世界へ向かう道中にギラグと遭遇し、彼の呪いを解くためデュエルを挑む。結果、ギラグの呪いを解くことには成功するが、その代償として自らのライフを失い敗北した。
最終話では、アストラルがヌメロン・コードの力を使用したことでほかの七皇とともに人間として復活した。
その後、アストラル世界で発生した問題を解決するため、遊馬達とともにアストラル世界へと旅立った。
ミザエル
声 - 大河元気
黄色いフードをかぶった男で、バリアン七皇の一人。人間界では貴族のような美青年の姿をしているが、真の姿は銀色の面と腰巻きをまとった、全身黄色の真の姿へと変身する。
カイトに続く二人目の「銀河眼」使い。使用するオーバーハンドレッドナンバーズである「No.107 銀河眼の時空竜（ギャラクシーアイズ・タキオン・ドラゴン）」と「CNo.107 超銀河眼の時空龍（ネオ・ギャラクシーアイズ・タキオン・ドラゴン）」を中心としたドラゴン族デッキを使用する。自身の記憶を宿す遺跡のナンバーズは「No.46 神影龍ドラッグルーオン」。
人間だった頃は、高地の国を1匹のドラゴンと共に守る英雄。国が天災に見舞われた時、流れ者の祈祷師（後に隣国からの差し金と判明）によって災厄の原因はドラゴンであると吹き込まれた国民の反乱が起き、反乱を止めるために自害することで国民を説得しようとしたが、隣国の兵士からの無数の矢によってドラゴンもろとも殺害されてしまった。
好戦的な性格ではあるが、同時に冷静な分析力も併せ持っており、ドルベからの信用も篤い。バリアン七皇の中でも自身が過去人間だったという事実を否定するほど人間に対する軽侮の感情が強いが、自分が認めた相手は最大限尊重する。また、自身の切り札「タキオン・ドラゴン」に絶大な信頼を置いている。時空竜はバリアン世界において野放しにされており、必要に応じて彼がカードの中に回収する。
ギラグとアリトの数々の失敗から、ドルベから渡された新アイテム「バリアンズ・スフィアキューブ」を手に人間界に侵入。遊馬にデュエルを仕掛け、彼を戦闘不能に追い込むが、もう一人の「銀河眼」使いであるカイトが現れたことで標的をカイトに変更する。自身のエースである「No.107」をカオス化させた「CNo.107 超銀河眼の時空龍」を召喚しようとするも、エネルギーの暴走でフィールドが破壊され、カイトに決着を預け退却した。このカイトとの邂逅・決闘により、「ナンバーズ回収」の使命よりも「真の銀河眼使いを決定すること」の宿命に重きを置くことになる。その後サルガッソや自身の遺跡でカイトと相対するが、決着をつけられなかった。
人間界へ再び侵攻した際には、「RUM－七皇の剣」で特殊召喚した「CNo.107 超銀河眼の時空龍」でアンナ、風也を破った。
次にIII、Vとデュエルを行った。IIIの「CNo.6 先史遺産カオス・アトランタル」に「No.107 銀河眼の時空竜」を奪われ、それによって「RUM－七皇の剣」を封じられた。さらに「CNo.6」の効果によってライフポイントを1にされ、そのうえVの「CNo.9 天蓋妖星カオス・ダイソン・スフィア」による効果ダメージで危うくライフを0にされるところまで追い詰められた。だが、それを逆手にとって「No.107 銀河眼の時空竜」を奪い返し、「CNo.107 超銀河眼の時空龍」を召喚して勝利した。
月へ向かったカイトを追い、月面にて雌雄を決する最終決戦を行った。デュエル中、ドン・サウザンドに記憶を改竄されたこと、さらには「No.107 銀河眼の時空竜」がドン・サウザンドの呪いであることを知り動揺したが、自身の存在意義ともいえる存在の裏切りを認められず、「私は信じぬ！タキオン・ドラゴンが、私を裏切るなど！」と言ってデュエルを続行した。その後、「CNo.107 超銀河眼の時空龍」に「時空殲滅砲（タキオン・ダウンフォール・キャノン）」を装備して5回連続攻撃を喰らわせ、カイトを追い詰めて優勢に立った。だが、除外していた「No.62 銀河眼の光子竜皇」がフィールドに帰還し、最終的にCNo.107を戦闘破壊されて敗北した。デュエル後、カイトから「No.100 ヌメロン・ドラゴン」を託され、自らの記憶を改竄したドン・サウザンドに怒りをあらわにした。
バリアン世界に帰還した直後、遊馬に「No.100」を渡し、ドン・サウザンドとデュエルを行う。魔法カード「竜皇の崩御」の効果ダメージによって相打ちに持ち込む算段だったが、ドン・サウザンドのカウンター罠によって別の魔法カード「竜皇の宝札」に書き換えられた結果、自身だけダメージを受けて敗北し、消滅した。
最終話では、アストラルがヌメロン・コードの力を使用したことでほかの七皇とともに人間として復活した。
その後、アストラル世界で発生した問題を解決するため、遊馬達とともにアストラル世界へと旅立った。
ベクター
声 - 日野聡
紫のフードをかぶった男で、バリアン七皇の一人。人間界での姿は真月零で、真の姿は灰色を基調として背中に悪魔のような大きな翼を備えた姿となる。
使用デッキは【アンブラル】。「ベクター王」の時は【ゴルゴニック】。使用するオーバーハンドレッドナンバーズは「No.104 仮面魔踏士（マスカレード・マジシャン）シャイニング」と「CNo.104 仮面魔踏士アンブラル」。自身の記憶を宿す遺跡のナンバーズは「No.65 裁断魔人ジャッジ・バスター」。
人間だった頃は「ベクター王」という名の国の王子。幼き頃より人心を信じず全ての人間に疑惑を向け次々と裁き、全ての人の命を裁いた後は自らの命を断つ「狂気の王子」として伝説が残っている。また各地で虐殺と略奪を繰り返し、ナッシュが治める国にも侵攻していた。
他人を平気で陥れ、精神的に追い詰めていくことを楽しむ残忍な性格の持ち主。他の七皇に対する嘲りも隠さないため、露骨に嫌な顔をされている。目的のためには手段を選ばず、ときに自分の仲間でさえも利用し、欺いている。
本編開始前、バリアン世界への扉を開いたDr.フェイカーの前に人型の炎のような姿で現れ、病弱なハルトを救う代償としてアストラル世界を滅亡させるという契約を交わし、彼を利用してアストラル世界を滅ぼそうと画策していた。しかし、計画完遂直前になってフェイカーが改心したため、彼の身体を乗っ取り遊馬・カイト・凌牙とデュエルを行い、自らスフィア・フィールド砲を発射させようと目論む。だが遊馬たちの抵抗に遭い敗北、フェイカーを解放し姿を消した。
『II』にてギラグたちが人間界への介入を開始する中、自身も真月零として正体を伏せて遊馬たちの前に現れ、彼らに溶け込みナンバーズ・クラブに潜入する。ギラグとのバトルロイヤルデュエルの際、遊馬を信じたふりをして自らを「バリアンズ・ガーディアン」（悪のバリアンを追う警察のような組織）の一員であると騙り、「RUM－リミテッド・バリアンズ・フォース」を与え自分の協力者に仕立て上げる。そして機が熟した時を見計らい、自分の分身体を遊馬にけしかけ「No.66 覇健甲虫（はけんこうちゅう）マスター・キー・ビートル」がアストラルに渡るよう誘導し、デュエルの後連れ去られたように見せかけバリアン世界に帰還、サルガッソで遊馬たちを待ち受ける。
異次元飛行船でサルガッソまで追ってきた遊馬に正体を明かして動揺させ、事前に仕込んだ策でデュエルを自分に有利に進める。しかし、その策が結果として遊馬とアストラルに新たなる力を与えた上に、「リミテッド・バリアンズ・フォース」までが別のカードに書き換えられて敗北を喫する。
遊馬への雪辱を果たすため、バリアン世界の神「ドン・サウザンド」と封印を解き、契約した。自分の心臓に宿したドン・サウザンドの指示により、遊馬たちも探している遺跡のナンバーズを奪うため再び人間界に赴く。人間に憑依していたNo.96と出会いバリアンの力を与え、「No.65 裁断魔人ジャッジ・バスター」が封印された遺跡に赴き、そのカードを手に入れる。この際、No.96やドン・サウザンドにはない異様な気配を感じ取っていた。
遺跡のナンバーズを巡る戦いが終わった後はドン・サウザンドに拘束され、Mr.ハートランドらを遊馬らと戦わせるかたわら、人間界をバリアン世界と同化させるための行動を実行する。
さらに、バリアン七皇の内、ミザエルとナッシュ以外を吸収した事で強大な力を得て、その上でナッシュと決闘を行うも、激戦の末に敗北した。ドン・サウザンドにも用済みとされ、吸収されようとした所を助けた遊馬を道連れにしようとしたが、それでも自分を救おうとする意志を見せた遊馬の一言に「とんだお人よしだ」と根負けし、最期に「真月零」の頃に見せていた爽やかな表情を浮かべながら、自らだけが吸収される道を選んだ。
最終話では、アストラルがヌメロン・コードの力を使用したことでほかの七皇とともに人間として復活した。
その後、アストラル世界で発生した問題を解決するため、遊馬達とともにアストラル世界へと旅立った。
アビスが凌牙に見せたビジョンの中では、反撃をしてきた凌牙の軍に追い詰められ、最後は彼と石版を使ったデュエルを行った末、敗北した。
真月 零（しんげつ れい）
声 - 日野聡
WDCで遊馬たちに敗れたベクターが、人間界に潜伏していた際の姿。他のメンバーと違って巧みに使っている。
使用デッキは【シャイニング】。
バリアン世界からの襲撃開始直後に遊馬のクラスに転入。WDC優勝者である遊馬のファンとして、彼のために「良かれと思って」を口癖に行動するが、そのほとんどが空回りしてしまう、という素とは正反対の人物を演じている。
ナッシュ
声 - 増田俊樹
バリアン七皇のリーダーだったが、バリアン世界から突如姿を消した。人間界での姿は神代凌牙。全身紫色でリーダー風のマントを付けた真の姿。前世であった自身の治めた王国のバリアンの形をした首飾りが特徴。
前世ではとある国の王だった。ベクター軍の襲撃で妹（璃緒／メラグ）を失い、報復の戦争を仕掛ける。最終決戦は国民の犠牲を出すまいと単身で挑み、ベクターと石版を使った闇のゲーム・デュエルモンスターズでの戦い勝利する。しかし、王を案じて進軍していた自軍は壊滅、全員が死亡してしまい、深く嘆くことになる。
その他の詳細は「#神代凌牙」を参照。
メラグ
声 - 潘めぐみ
バリアン七皇の一人。バリアン世界から突如姿を消した。人間界での姿は神代璃緒。全身白いワンピース丈の真の姿。後ろの髪の毛は璃緖の時より膝まで伸びている。
前世でもナッシュの妹であった。ベクターが侵略の折に血の契約を結んだ神を浄化すべく「No.94 極氷姫クリスタル・ゼロ 」を呼び出すために自ら生け贄となった。結果として神は浄化され国は侵略から守られたが、その犠牲がナッシュを復讐へと駆り立て、後の悲劇を生み出す遠因となってしまう。
その他の詳細は「#神代璃緒」を参照。

#### 闇デュエル界の四悪人
ハートランドを除く3人それぞれが、三勇士とトロン三兄弟の一人ずつ組んだタッグ相手に1vs2の変則デュエルを行う。
Mr.ハートランド
Dr.フェイカーの勢力を参照。
蝉丸
声 - 松田健一郎
四悪人最初の刺客。遊馬を狙う。人間態は丸坊主でサングラスをかけた不良男。怪人態は蝉そのもの。
使用デッキは【蝉】。使用ナンバーズは「No.3 地獄蝉王ローカスト・キング」。
他人から記憶を吸い取る能力を持っており、遊馬を狙う前に数名のデュエリストから記憶を吸い取り、「デュエリスト連続記憶喪失事件」を引き起こす。
アストラルを失って傷心の遊馬をおびき出すため、事件の捜査を行っていたナンバーズクラブの記憶を吸い取り、仲間の記憶とナンバーズを懸けて遊馬とIII相手に変則デュエルを行う。
自身のナンバーズの効果を駆使して2人相手に追い詰めていくも、仲間の絆で高め合った2人のコンボ攻撃に敗れ消え去ってしまう。
クラゲ先輩
声 - 安原義人
四悪人2人目の刺客。シャークを狙う。人間態はハットを被った白い長髪の男性。怪人態は水色の体表となったクラゲを模したもの。
使用デッキは【クラゲ】。使用ナンバーズは「No.4 猛毒刺胞ステルス・クラーゲン」。
上下関係に厳しい不良高校の先輩のような性格であり、ハートランドでさえ彼には頭が上がらない。自分より年下の相手にタメ口を使われたら「どこ中だ？」「お前、（俺の）何個下だ？」と質問する。
クラゲの力を持っており、刺した相手を死に至らしめる毒を持つ。この力で凌牙や璃緒を苦しめた。
水属性デッキ最強の使い手が凌牙だと聞き、最強の使い手を決めるため凌牙にデュエルを挑む。そこにIVも加わり、凌牙とIVの「地獄ザメタッグ」相手に変則デュエルを行う。
事前に凌牙に毒を打ち込み弱っている凌牙を集中して猛攻していくが、IVの助けを得た凌牙の反撃に遭い敗北。敗北後凌牙が、過去に事故を起こして全員死んだと聞いていた神代一家の子どもだと気づき愕然としながら消滅する。
蚊忍者
声 - 矢部雅史
四悪人3人目の刺客。カイトを狙う。人間態は包帯をグルグルに巻かれた小柄の男。怪人態は蚊そのもの。ハートランドとは2人で「害虫ブラザーズ」と名乗って悪さをしたほど古い付き合い。背が低いことを気にしており、巨大なモンスターを使うデュエリストを嫌っている。
使用デッキは【蚊】。使用ナンバーズは「No.2 蚊学忍者シャドー・モスキート」。
相手に幻覚作用を引き起こす毒を注入する能力を持っており、この能力でカイトとＶの同士討ちを狙った。
アストラル世界に向かおうとする遊馬を阻止するためカイト達の前に現れ、カイトとV相手に変則デュエルを行う。事前にカイトに毒を注入してデュエルを有利に進めるも、Ｖの鼓舞でカイトが注入した毒を打ち消したことにより流れが変わる。カイトとＶのコンビネーションを受けて敗北した。

### 遺跡のナンバーズを守護する精霊
マッハ
声 - 千葉進歩
ドルベの伝承がある遺跡の守護霊。正体はドルベ愛馬のペガサス。
使用デッキは【暗躍のドルイド】。使用ナンバーズは「No.44 白天馬スカイ・ペガサス」。魔法･罠カードのコンボや「スカイ・ペガサス」の効果による手札とライフを削る攻撃を繰り出す。
遺跡に訪れた遊馬にナンバーズを持つに相応しい者か見極めるための「試練のデュエル」を申し付ける。デュエルと連動する遺跡の罠に凌牙とドルベを嵌めて、遊馬に仲間を守るため攻撃するか・自分のライフを守るため攻撃をしないかの選択を迫る試練を課す。
コンボ攻撃で遊馬を追い詰めていくが、遊馬がドルベの「仲間を守れ」の助言を受け入れた事で、自身が仕掛けたコンボが崩れ遊馬のターンに「ホープレイ・ヴィクトリー」を召喚され敗北する。
敗北後ドルベの伝説の続きを語り、自身の化身のナンバーズを遊馬に託した。
ジンロン
声 - 緒方賢一
ミザエルの伝承がある遺跡の守護霊。正体はミザエルの相棒の黄金の龍。
使用デッキは重量級の【ドラゴン族】。使用ナンバーズは「No.46 神影龍ドラッグルーオン」。「ドラッグルーオン」で呼び出したドラゴンの試練を繰り出し、挑戦者がどのように乗り越えていくのか見極める戦術を行う。
遺跡に訪れた遊馬達の前に現れ、ドラゴン使いであるカイトにデュエルを申し付ける。「ドラッグルーオン」の効果を駆使して、次々と高レベルのドラゴン族を呼び出しカイトを追い詰めていく。最後の試練として「銀河眼の光子竜」を自身で破壊するかの試練を課すが、その試練も乗り越え強い絆を見せたカイトに敗北する。
敗北後ミザエルの伝説を語り、自身の化身のナンバーズをカイトに託した。
ポン太
声 - 白石涼子
ギラグの伝承がある遺跡の守護霊。正体は喜楽壮八に助けられて以降、影武者として仕えた狸。決闘庵で安置されている石像の中に封印されていた。
使用デッキは【狸】。使用ナンバーズは「No.64 古狸三太夫」。魂を入れ替える術を使って、遊馬の伏せカードや戦術を先読みしたり、乗っ取った遊馬の体で自分優位にデュエルを進める。
決闘庵に訪れたギラグの体を乗っとり、出くわした遊馬とデュエルを行う。自身の術を使ってデュエルを優位に進めたが、遊馬とのカードの応戦に負けてデュエルに敗れる。
敗北後、ギラグから真相を聞かされ涙を流した後、ナンバーズを遊馬に渡し、自身とギラグの魂を開放した。その直後手のひら返したギラグに捕まり、腹の中に入れられてしまう。
その後、終盤にてアリトが遊馬から託された遺跡のナンバーズを使ってギラグとデュエルをしたことでギラグの中から現れ復活し、アリトと組んでギラグに本当の記憶を思い出させ、正気に戻すことに成功する。デュエル後、ベクターの不意討ちにより捕まったギラグとともにベクターに吸収される。
終盤にてアストラルがヌメロン・コードを使用したことでギラグとともに復活、アストラル世界での問題を解決しようと遊馬に協力するギラグに同行する形でアストラル世界へ旅立った。
アビス
声 - 佐々木勝彦
ナッシュとメラグの伝承がある遺跡の守護霊。
使用デッキは【ゴルゴニック】。使用ナンバーズは「No.73 激瀧神アビス・スプラッシュ」。
遺跡に訪れた璃緒の体を乗っとり、凌牙とデュエルを行う。デュエルでダメージを負わせる度に凌牙に過去の映像を見せる。
ベクターによって一度葬られたナッシュとメラグの魂を助け、事故に遭った神代兄妹の体に転生させた。

### アストラル世界の住人
エリファス
声 - 浜田賢二
ランクアップ至上主義のデュエリスト。ランクアップだけを目指してきた、アストラル世界そのものと言える統治者。
使用デッキは【エーテリック】。エースカードは遊戯王界初の星の数12を超えるエクシーズ「NO.13 エーテリック・アメン」。ドローは全てシャイニングドローであり、その奇跡のドローで「RUM」を次々とドローしては「NO(ニューオーダーズ)」と名のつくエクシーズモンスターをランクアップさせ強力にしていく戦術を取る。
アストラル世界があらゆる悪や憎しみ、利己的な想いであるカオスを追放してつくりあげた純潔の世界のため、誰かを守りたい・生きていきたいという願いや、生きる力そのものである原始的な欲求もカオスとして含め認めない過激な排他的思想を持つ。
アストラルを救うためアストラル世界に到着した直後の九十九遊馬に奇襲をかけ、逃げ回る遊馬を執拗に追いかけアストラル世界から出て行くように忠告する。アストラルが拘束されている塔の頂上にて正体を現し、アストラルの記憶とアストラルを賭けたデュエルを遊馬と開始する。デュエル中もアストラルが変わった事に遊馬を責め立てながら、強力なモンスターを次々と呼び出し遊馬を追い詰めていく。しかし、それでも諦めない遊馬が引いた「RDM」で呼び出された新たなホープに負かされ敗北。「ランクアップ」だけが全てではないとする遊馬の考えを素直に認め、アストラルに1枚のカードを渡し、アストラル世界を後にする2人を見送った。
エナ
声 - 合田絵利
アストラル世界の住人の1人。遊馬の協力者。
アストラル世界に訪れエリファスに襲われている遊馬を保護し、アストラル世界の現状を話した。遊馬がエリファスに勝利した後、他の住人と共にアストラル解放の力を分け与えた。

### RUMに洗脳されたデュエリスト
風魔（ふうま）
声 - 黒田崇矢
ギラグが到着早々洗脳したデュエリスト。多くの手下を率いて犯罪行為を働いていた。
使用デッキは【機械族】。使用カオスエクシーズは「CX 機装魔人エンジェネラル」。
ナンバーズクラブの面々を強襲し、遊馬を誘き寄せデュエルを行う。アストラルを守ろうと一人で闘う遊馬を新たな召喚法である「カオスエクシーズ・チェンジ」で痛め付ける。小鳥によってアストラルと遊馬が合流されると遊馬に逆転され敗北する。
片桐 大介（かたぎり だいすけ）
声 - 宮野真守
プロデュエリスト。普段は「エンジョイデュエル」を心情とする好青年だがギラグに洗脳されると「熱血指導」を口癖とする厳しく荒々しい性格へと変貌した。
使用デッキは【熱血】。使用カオスエクシーズは「CX 熱血指導神アルティメットレーナー」。
プロデュエリストだということでギラグに目をつけられ洗脳させる。校舎を歩いていたところ遊馬の為に探していた真月と出会い、遊馬を誘き寄せるエサとして彼とデュエルを行う。
真月に勝利したのち遊馬が来て、遊馬とデュエルを行う。自身の戦術でデッキから何枚もドローさせ、効果ダメージで勝利を狙ったが、遊馬にそれを逆手に取られ利用されてしまい負けてしまう。
神宮寺 守
神宮寺守を参照。
有賀 千太郎
有賀千太郎を参照。
花添 愛華
花沿愛華を参照。
羽原 飛夫＆海美（はばら とびお＆うみみ）
声 - 中川慶一（飛夫）・園崎未恵（海美）
プロデュエリスト夫婦。タッグデュエリストでもある。洗脳されたのは、海美の方である。お互いに「ダーリン」「ハニー」と呼びあう。
使用デッキは飛夫が【飛行艇】、海美が【客船】。使用カオスエクシーズは「CX 超巨大空中要塞バビロン」。
海美はアンナと旧知の仲であり、アンナにデュエルを教えた師匠的存在。結婚式のブーケトスでアンナへ「献身的な愛」のカードを送った。妊娠したためにデュエルを一時控えようとしていたが、デュエルを辞めると誤解し遊馬を連れて乱入してきたアンナと学園祭の行事・カップルデュエルにてタッグデュエルを行う。
その後子どもは無事に生まれたらしく、ED6では赤ん坊を抱きかかえている姿が描かれている。

### その他の人物
運命の扉
声 - 井上和彦
アストラルと出会う前、毎夜遊馬の夢の中に現れていた謎の巨大な扉。「大いなる力を得る代わりに一番大切な者を失う」という、不気味な言葉を遊馬に語りかけていた。
『II』ではバリアンとの戦いに傷付くアストラルの前に現れ、アストラルに「ヌメロン・コード」を手に入れる使命を思い出させる。その後最終話のデュエルにて罠(トラップ)・モンスターとして登場。
影の巨人
声 - 楠大典
アストラルがナンバーズを持つに値するデュエリストかどうか試すため、運命の扉が用意したデュエリスト。
ナンバーズをもコピーするモンスター･エクシーズの戦術に、遊馬とアストラルを苦戦させたが、協力と引き換えに解放を求めたNo.96の条件をアストラルが飲んだことにより、形成逆転され敗北した。
No.96 ブラック・ミスト
声 - 入野自由
邪悪な意思を持つナンバーズ。本来の姿とは別に、「黒いアストラル」と言うべき姿を持っている。カオスの力を得て以降は、腹部に大きな瞳と悪魔のような翼が生えた筋骨隆々な体型に変化している。劇中では「黒いアストラル」の形態は「No.96」、カードとしては「ブラック・ミスト」と区別されて呼ばれている。
使用デッキは当初は遊馬のデッキを使用したが、『II』では自身の召喚に適した【マリスボラス】。使用ナンバーズは「No.96 ブラック・ミスト」。尚、後にベクターが「ブラック・ミスト」をエクシーズ召喚した時はカードに描かれているイラストから黒いアストラルの姿をした操り人形となっている。
自分をアストラルの悪の心であると言い、アストラルの記憶や使命に深く関わる言動を度々見せている。
その正体は、かつての戦いでサウザンドの力の一部がアストラルに残留したもの。アストラル世界とバリアン世界の双方の力によって生み出された存在とも言えるが、本人はどちらの世界にも愛着はないらしく、カオスの力を得た後は両方の世界も滅ぼそうとしていた。
最初は他のデュエリストに乗り移って遊馬とデュエルで戦い、わざと敗北してデュエル終了後他のナンバーズカードと同じくアストラルに回収されるも、鉄男とのいざこざで皇の鍵が遊馬から離れた隙にアストラルの体を乗っ取って復活し、皇の鍵と「希望皇ホープ」を託された鉄男とデュエル、遊馬の体を操りながら自身を召喚して鉄男を追い詰めたが、途中で洗脳されたフリをした遊馬の策とそれに気づいた鉄男により形勢逆転、最後は「希望皇ホープ」の攻撃によりデュエルに負け、再びアストラルに回収された。
その後、皇の鍵の中で他のナンバーズを先導してアストラルを襲い反逆を企てたが、遊馬とアストラルの絆が生んだ光の前に力を奪われ、以降はアストラルによって皇の鍵内部に封印されていた。
『II』にて、謎の扉が与えた試練に苦戦する遊馬とアストラルの前に三度現れ、手助けをする代わりに自らの封印を解くよう要求、アストラルが要求を飲んだことで封印から解放され、約束通り二人の手助けをした後、鍵の中から逃げだし行方をくらませた。その後はパーカーという議員に乗り移って人間観察を続け、それを突き止めたベクターに「バリアンズ・フォース」と新たなナンバーズがある遺跡の在処を教えるという条件で手を組み、遺跡にたどり着いてナンバーズを入手した後、遊馬たちを待ち構えてアストラルとデュエル、途中から遊馬を人質にした不条理な条件で挑むも、既に策を読んでいたアストラルにより形勢は逆転、最後の手段として自らを「CNo.96 ブラック・ストーム」としてカオスナンバーズ化させ、その効果で相打ちに終わらせた後、再び姿を眩ませた。
その後、アストラル世界を壊滅させるための攻撃時、遊馬らを「カオス・フィールド」へと誘い、遊馬とデュエル、彼のエクストラデッキのナンバーズを「CNo.69 紋章死神（デス・メダリオン）カオス・オブ・アームズ」や「CNo.92 偽骸虚龍 Heart-eartH Chaos Dragon（ぎがいきょりゅう ハート・アース・カオス・ドラゴン）」にカオスナンバーズ化させるといった一方的なデュエルにより一時は遊馬をデュエル続行不能までに追い詰めたが、新たなZEXAL化した遊馬とアストラルにより敗北、自暴自棄となってアストラルに特攻を行うも、彼の自爆によってアストラルもろとも消滅、その後は自身の力のみがドン・サウザンドの元へと帰還した。
三沢 六十郎（みさわ ろくじゅうろう）
声 - 赤星昇一郎
山奥に建つ「決闘庵（デュエルあん）」の主。春の知り合い。モンスターとデュエリストの結束を説いており、弟子が増えるごとにモンスターを模した木像を作っている。
木像デュエルでは「青眼の白龍」、「青眼の究極竜」をエースモンスターとしたドラゴン族デッキを使用。通常のデュエルでは「アルカナ ナイトジョーカー」など武藤遊戯が使用したカードを取り入れている。
木像を使ったデュエルでは、特殊な作用で像が動いているように見せることができ、更には自分の精神と体をフィールド上のモンスターを一体化することができる。
春のお使いでやって来た遊馬と出会い、カイトに惨敗した彼に教えを説いた。WDC2日目の夜にも九十九家を訪れ、大会を放り出して父を捜しに行こうとする遊馬を押し止め、真にやるべきことを説くなど、遊馬が迷いや行き詰まりを感じた際には的確な助言を与えており、遊馬とアストラルからは師匠として敬い慕われている。
『II』では闇川に決闘庵の留守を任せ旅に出ていたが、その後闇川と共に喜楽壮八像の第一発見者としてニュース番組に出演した。七皇の人間世界侵攻時は闇川とともにギラグと対戦し追い詰めたものの、カオスナンバーズの召喚により逆転され敗北し、消滅する。
ナッシュの敗北により復活し、遊馬とアストラルのデュエルを見守る。
神月 アンナ（こうづき アンナ）
声 - 持月玲依
WDC予選の最中に遊馬の命を狙った少女。かなりの腕力の持ち主で、自らを「俺」と呼ぶなど男勝りな一面がある。「フライングランチャー」という飛行可能大砲を扱う。デュエリストとしては初心者。
使用デッキは特殊召喚やデメリット効果の目立つモンスターを主体とした【列車】。戦術は高レベル・高攻撃力のモンスターに依存した力押し。
小学校の頃に遊馬に恋心を抱いていたが振られたことがあり、その復讐のため遊馬を狙うが、実は彼女の好きな相手は「築根優也（つくねゆうや）」という名前の似た他人であったことが判明し、遊馬を狙ったのは単なる勘違いであった。しかしこのデュエルにより遊馬に好意を抱くようになる。その後、遊馬に会うためだけにWDC決勝進出者を縛り上げ入れ替わりで大会に参加。ピンチに陥った遊馬に助太刀し、その場を去った。
『II』では幼いころから慕っていた羽原海美がデュエルを止めるという噂を「プロを引退する」と解釈して驚き、真意を確かめるためにハートランド学園の学園祭でのエキシビジョンデュエルに赴き、遊馬と無理矢理タッグを組みデュエルを行った。羽原夫妻とのコンビネーションの格差と、海美に憑りついたベクターの力によって窮地に陥るが、海美の教えを思い出したことで彼女からの贈り物「献身的な愛」を使い、遊馬にドローを託し勝利に貢献した。
正気に戻った海美からデュエルを止めるというのは産休による一時的なものであると聞き、和解した。
七皇の人間世界侵攻に際し遊馬を守るためミザエルの前に立ちはだかり、その場に居合わせた風也と組んで対戦。愛は勝つことを信じ健闘するも、召喚されたカオスナンバーズによって敗北し、消滅した。
ナッシュの敗北により復活し、遊馬とアストラルのデュエルを見守る。
III同様以前からエンディングアニメーション等でハートランド学園の制服を着ている描写があったが、本編では上述のタッグデュエルを行うにあたり「ハートランド学園の生徒でないと羽原夫妻に挑戦できない」と聞かされていたことから、小鳥の制服を奪って着用した。
蝶野さなぎ
声 - 宝木久美
第80話に初登場。デュエルアイドル。ハートの意匠を基調とした可愛らしい姿。92話にも、ハートランド学園の学園祭ライブにて登場。ライブステージのバックバンドにいた凌牙と共に立ち、歌を披露した。
イリス
声 - 潘めぐみ
凌牙がドルベに見せられた記憶の中で出会った少女。ベクターによって滅ぼされた村の生き残りであり、璃緒に良く似た外見をしている。凌牙に保護されて親しくなったが、一人戦いに向かった凌牙を案じて彼の下に向かう途中、戦に巻き込まれて死亡してしまう。その魂は軍勢と共にバリアン世界へと吸い込まれ、ナッシュとして覚醒した凌牙と再会を果たした。
木村 大樹（きむら だいき）
声 - 木村良平
遊馬とデュエルした相手。罠カード「魔法の筒」で遊馬に勝利する。

### 漫画版の登場人物

#### ナンバーズ・ハンター
八雲 興司（やぐも きょうじ）
Dr.フェイカーの配下のナンバーズ・ハンター。フェイカーの考えに賛同し、世界を滅ぼそうとしている。
使用デッキは蜘蛛がモチーフの昆虫族カードや、「冥界」と名の付くアンデット族のカードを使用したりと、複数の戦術を扱う。
自身も9枚のナンバーズを所持しているが、「No.70 デッドリー・シン」以外の8枚は白紙のまま所持している。
白紙のナンバーズを自身の危機に反応して「開眼」させ能力を発揮させるため、その力は八雲自身も分かり得ない。
決闘を経るにつれ、「No.14 強欲のサラメーヤ」「No.21 氷結のレディ・ジャスティス」「No.28 タイタニック・モス（ハルトが開眼）」「No.23 冥界の霊騎士ランスロット」「No.95 ギャラクシーアイズ・ダークマター・ドラゴン（カイトが開眼）」「No.35 ラベノス・タランチュラ」「No.84 ペイン・ゲイナー」「No.77 ザ・セブン・シンズ」と次々と開眼していった。
凌牙と同じ施設で育っており、デュエルの大会でも凌牙と共に常に1位・2位を独占していた（ただし、凌牙がわざと勝ちを譲っている節がある）。
凌牙は彼を『施設の英雄』『希望』とも称しており、1年前に彼をかばって八雲が大会中にしでかした罪を被っていた。
その結果極東チャンピオンにまで上り詰めた物の、そこで大きな絶望を味わうこととなった。
後にアストラル世界に伝わる伝説の四つのエレメントの内『陸』を司る神官の魂を持っていると判明する。

##### Mr.ハートランドの配下のナンバーズ・ハンター
キャプテン・コーン
「ネイチャー・クルーズ」のアトラクション・キャラクターでもあるナンバーズ・ハンター。
使用デッキは【コーン】。使用ナンバーズは「No.50 ブラック・コーン号」。
元は海賊キャプテン・ロバーツが食べ損ねてコンパスの中に入りこんだトウモロコシの粒であり、長い年月を経て、Dr.フェイカーの手で生命が吹き込まれ誕生した。
カードの天才だったロバーツのカード捌きを見ていたため卓越したカードプレイングで遊馬を追い詰めたが、敗北。最後に爆風を受けて、ポップコーンになった。
サンダー・スパーク
「スピード・フィールド」のアトラクション・キャラクターでもあるナンバーズ・ハンター。
使用デッキは【サンダー】。使用ナンバーズは「No.91 サンダー・スパーク・ドラゴン」。
電子から生まれスピードに生きており、「スピードの申し子」と自称している。電子で出来ているため、触ると電流が流れる。そのため、子供たちとの握手も出来ない体である。
スピード・ローダーに乗って走行しながら行う「スピード・デュエル」で遊馬と対峙し、「先行しているプレイヤーは1ターンに2体のモンスターを通常召喚出来る」という特殊ルールを利用した戦術で、サンダー・スパーク・ドラゴンのオーバーレイ・ユニットを確保していき遊馬を追い詰めた。
だが、遊馬のかっとビングの前に敗北。最後に遊馬と握手を交わし、人の温もりを感じながら消えていった。
プリンセス・コロン
「人形の家」のアトラクション・キャラクターでもあるナンバーズ・ハンター。
「ドール・モンスター」と、フィールド魔法でもある「人形の家」を駆使したデッキを使う。使用ナンバーズは「No.22 不乱健」。
元はキャッシーが捨てた人形だったが、Dr.フェイカーによって生命を吹き込まれた。
不乱健のパワーで圧倒していたが、不乱健の効果を逆手に取られ、逆転されてしまう。敗北後、魂を抜き取られる寸前に「人形の家」に住むデメット爺さんが自分の魂を与えたため、3人のナンバーズ・ハンターで唯一生き残る。その後遊馬に引き取られ、遊馬の部屋に住むこととなった。

##### 八雲の配下のナンバーズ・ハンター
イビルーダー
「第一フェイカー艦隊司令官」を自称する、顔の左半分が機械化しているモヒカンの巨漢。
使用デッキは【スターシップ】。使用ナンバーズは「No.42 スターシップ・ギャラクシー・トマホーク」。
攻撃力2000の「バトルイーグル・トークン」4体を召喚するギャラクシー・トマホークの圧倒的展開力で鉄男を下し、続けて遊馬をも追い詰めるが、鉄男の託したカードにより弱点を突かれ敗北する。敗北後は八雲に無能と判断され処分された。
飛車角（ひしゃかく）
口元をマスクで覆う和装の男。扇子型のデュエルディスクを使用する。
使用デッキは将棋をモチーフとした【ラインモンスター】。使用ナンバーズは「No.72 ラインモンスター チャリオッツ・飛車」。
将棋の如く相手の先を読む変則的な戦術でカイトを追い詰めるが、カイトの更に先を読んだ戦術により敗北する。敗北後はカイトを道連れにすべくフィールドとなった蜘蛛の巣に放火し、地上へと落ちていった。
シャドウ
顔を布で覆った忍者のような男。影のような靄となって移動する能力を持つ。
使用デッキは【シャドウ】。使用ナンバーズは「No.48 シャドー・リッチ」。
カイトとシャークに敢えて敗れて回収させた「No.13 ケインズ・デビル」と「No.31 アベルズ・デビル」を用いた策略で2人を同士討ちさせようとするが、遊馬とのデュエルに敗北、消滅した。

#### その他
瑠那（ルナ）
過去にDr.フェイカーの助手だった女性。ナンバーズの力を危惧し、『ナンバーズ抹殺』を計画する。その計画の協力者として、凌牙を引き入れた。
e・ラー（エ・ラー）
八雲にとりついた絶望の女神。
希望の影に生まれた破壊神であり、希望の匂いを嗅ぎつけては次元を超えそれを破壊してきた。ハルトの病も八雲の暴走も全てe・ラーの暗躍によるものである。
ナンバーズが飛び散ったのも、自身を封印するために生み出されたアストラルの存在を感じ取り干渉したためであった。
相手モンスターの「影」となる「e・ラーモンスター」およびそれを生み出す「ストレイン」と名の付くカードと魔法カードのコンボを主戦術とする。
また切札として、アストラル世界の力を封印する力である「絶望神アンチホープ」を使用する。
八雲の1vs3の決闘を引き継ぐ形で、遊馬・シャーク・カイトと決闘を行い。e・ラーモンスターでシャークを、絶望神アンチホープの力でカイトを倒すものの、４つのエレメントを解放しホープ・ゼアルを召喚した遊馬に敗北。アストラルの手によって完全に封印された。

## 作中用語

### 決闘関連
ARデュエル
ARビジョンによる迫力と衝撃をより立体的に体感できる新しいデュエル。デュエルディスクへと変形する「D・パッド」を装着して行う。従来作品におけるソリッドビジョン（立体映像）は、周囲の人々全員が視認可能だったが、本作では目に装着する小型視覚装置「D・ゲイザー」で当事者および観客間で情報をリンクし、デュエルを行う空間を定めることで周囲の雑多な遮蔽物や人混みなどの視覚情報を遮断して行う。カードの効果は周囲の物体にも破壊などの形で表れるが、これはあくまでD・ゲイザーに映し出された映像であり、実際には何の影響も与えていない。
D・パッド
タブレットPC状の携帯端末で、広く一般に普及している。デュエル時には展開してデュエルディスクとなり、腕に装着される。デザインや機能は人によりさまざま。
D・ゲイザー
ARデュエル時に目の位置に装着する小型視覚装置。電話の機能も持つ。D・パッド同様デザインは人によって様々。
Dr.フェイカーの勢力やトロン一家などの一部のデュエリストは、デュエル時に左眼の周りに模様が浮かび、虹彩の色が変化することでゲイザーとして機能する。
デュエルアンカー
デュエル中に使用者と相手の腕と腕を接続し拘束する光の綱。デュエルが終了するまで解除することはできない。カイトやトロン一家が使用する。
エクシーズ召喚
本作から新たに登場したモンスターの召喚方法。フィールドに存在する2体以上の同レベルのモンスターを素材にして、モンスター・エクシーズをエクストラデッキから特殊召喚する。特殊召喚できるモンスターエクシーズは素材にしたモンスターのレベルと同数のランクを持つモンスターに限られる。素材としたモンスターはオーバーレイ・ユニットと呼び、墓地には送らずモンスター・エクシーズの下に重ねて置く。モンスター・エクシーズはオーバーレイ・ユニットを取り除く（墓地に送る）ことで強力な効果を発揮する。一連の召喚行為は「オーバーレイ・ネットワークを構築」と表現されている。
モンスター・エクシーズにはレベルの概念が存在しないため、レベルが関係する効果を受けず、その対象にすることもできない。そのため、モンスター・エクシーズをシンクロ召喚、エクシーズ召喚、儀式召喚の素材にすることはできない。
OCGではモンスターエクシーズは「エクシーズモンスター」、オーバーレイ・ユニットは「エクシーズ素材」と呼称される。
カオスエクシーズ召喚 / カオスエクシーズ・チェンジ
エクシーズモンスターの進化形態とも言える召喚方法。「カオス化」とも呼ばれ、作中では以下の2通りが確認されている。
1. ライフが1000以下の時、モンスター・エクシーズを素材として、新たにカオスエクシーズとして召喚する。この召喚方法では、ランクは変化しない。この召喚方法が可能なモンスターエクシーズは、『CNo.39 希望皇ホープレイ』と『CNo.32 海咬龍シャーク・ドレイク・バイス』の2体だけである。OCGではカオスナンバーズではないが、上記2種に似た特殊なエクシーズ召喚を持つモンスターが登場している。
2. 『RUM（ランクアップマジック）』と呼ばれる魔法カードの使用により、新たにカオスエクシーズを召喚する方法。この方法で召喚すると「ランクが1つまたは2つ増加する」「指定されたエクシーズ素材を保持している時の追加効果が得られる」といった特長を持つ。作中ではこの召喚行為を「オーバーレイ・ネットワークを再構築」と表現され、そのモンスターを正規の方法で召喚することを「ダイレクト・カオスエクシーズ・チェンジ」という。

### 異次元世界関連
アストラル世界
アストラルがいた世界。青白い色をしており、Dr.フェイカーによって攻撃されていた。願いや欲望の力である「カオス」を排他するためアストラル世界が作り出した存在、「エリファス」によって管理されている。だがカオス自体は生きるために必要なエネルギーであり、カオスの根絶に伴いアストラル世界の生物は衰弱している。
バリアン世界
かつてDr.フェイカーが辿り着いた赤い世界。実体の存在しないエネルギー世界であり、現世にはない高次元の能力を持っている。オービタル7の動力源『バリアライト』もこのバリアン世界のもの。バリアンの使者・七皇の一員・ベクターはDr.フェイカーとの契約でアストラル世界の殲滅を条件としており、アストラル世界と敵対している。元々はアストラル世界に存在していたカオスの部分である。
Dr.フェイカーが言うには、アストラル世界と共に人間世界へと近づいているらしく、詳細は不明だが最終段階が訪れるまで時間が残っていないらしい。また、2つの世界からの波動が重なると人間世界の時間が停止するが、これも最終段階が訪れる前兆であるという。
バリアン世界の人物が人間世界で活動する場合は仮の姿をとる必要があり、また仮の姿のままでは本来の力は封印される。
バリアン七皇
バリアン世界に住む七人の決闘者。詳細は不明だが、バリアン世界が危機に瀕しており、世界を救うため、ナンバーズを集めている。そのため、遊馬たちと衝突する。
遥か昔は、人間だったという過去をそれぞれが持っており、彼らの人間時代は、ナンバーズのある遺跡にそれぞれ伝説として残ったり、語り継がれたりしている。
紋章
バリアン世界に迷い込んだトロンがDr.フェイカーに復讐をするべく取引をして手に入れた力。後にトロンが息子達にも与え、彼らはそれにより本来ならば意識を乗っ取る性質を持つナンバーズを完全に使いこなすだけでなく、アストラルによるナンバーズ回収をも防いでいた。トロンが遊馬に敗北したことでその力は失われるが、後にVが紋章の力を封じたブレスレットを開発し、それにより再びナンバーズを扱うことが叶うが、カオスナンバーズを使用する場合は紋章の力が増幅するためか持ち主に大きな負担が掛かる模様。
皇の鍵（おうのかぎ）
遊馬が持つペンダントの名称。この世界の物ではなく、遊馬の父・一馬がクレバスに落ちた際、何者かから授かり、後に遊馬に譲られた。一度凌牙によって壊されたが、遊馬が『扉』を開けた際になぜか元通りに復元している。また、ナンバーズの支配から所有者を守る力を持つ。内部には無数の歯車で構成された飛行船のような物体が存在し、回収したナンバーズをセットすることで動き出す。
『II』にてベクターからアストラルに手に渡った「No.66 覇健甲虫マスター・キー・ビートル」をセットすることによって、飛行船が起動し、遊馬たちの住む現実世界に出現した。なお、飛行船内部では搭乗すれば誰でもアストラルの姿が見えるようになる。
ナンバーズ
名前に「No.」と付いたモンスターエクシーズの総称で、アストラルの記憶の断片となっている100枚のカード。「ナンバーズは同じナンバーズと名の付いたモンスターエクシーズでなければ戦闘で破壊されない」という固有効果を持つ。
この固有効果はナンバーズが異世界のカードでなければ破壊することができないというものであり、異世界のカードであるバリアンズ・フォースにはこの効果を無効化する能力がある。
召喚時はニュートラル体と呼ばれる無機的な構造体の姿で出現し、そこからカードに描かれた姿に変形する。また、これらのカードを手にした時はテキストが特殊なフォントで表示されている場合がある。
ナンバーズを手にした所有者は、その力に飲み込まれ内に秘められた欲望が開放され人格が豹変する（デュエル中にコントロールが他のプレイヤーに移った場合も同様）。ただし、遊馬やカイトなど特殊な力を持つ者はその影響を受けない。また、凌牙のように強靭な意志でナンバーズの力を押さえ込むことで自我を失わずに済む場合もあるが、トロンによると自分が知らないうちに徐々に侵食されていくらしい。アストラルの手によりナンバーズが回収されると人格は元に戻り、操られていた間の記憶は一部欠落する場合がある。なお、トロン一家はそれぞれが持つ紋章の力により、アストラルやカイトからのナンバーズ回収を無効化している。
ナンバーズは意志を持っており、デュエル中に所有者に語りかけたり、所有者を洗脳して意のままに操ることもある。またカードによっては固有の特殊能力を持つ事例もあり、所有者に様々な超能力を与えることがある。
オーバーハンドレッド・ナンバーズ
『II』で登場したバリアンが使用する100を超える3桁のナンバーズ（101～107）。この存在はアストラルも知らなかった。
ドン・サウザンドが創った偽の記憶が込められており、バリアン七皇がかつて人間であった頃の記憶が封印されると共にドン・サウザンドの封印の役目を担っている強力な力を持つ7枚の遺跡のナンバーズがオーバーハンドレッドナンバーズを倒すと真の記憶が解放される。
ゼアル（ZEXAL）
遊馬がアストラルのピンチに際して、『扉』の声を聞き開花した力。
遊馬とアストラルの二人の魂が混ざり合い（この状態を二人は「自身をオーバーレイする」と発言する）、変身する。遊馬とアストラルの中間の容姿で、真っ赤な近未来的な姿となる。この姿になるには、異世界の力を必要とするため、『皇の鍵』の中、もしく異世界空間またはそれに模した場所でないと発現できない。
WDC決勝戦にて大衆の目に触れる。その際、徳之介がハートランドシティのヒーローとして喧伝したが、「ゼアル、ウラ」と口癖交えて言ってしまったため、大衆は『ゼアルウラ』と勘違いしてしまう。
第2期において一時はアストラルの暴走によりダークゼアルとなってしまうが、2人が和解し強化形態ゼアルII（セカンド）へと進化した。さらにMr.ハートランドとデュエルした際、さらなる強化形態でゼアルIII（サード）へと進化を遂げた。ドン・サウザンドとの決戦ではゼアルIIからゼアルIIIへと変身していることから、ゼアルの最終形態である。
シャイニング・ドロー
ゼアルと化した二人が発動できる能力。「CNo.39 希望皇 ホープレイ」の装備カードとなる『ZW（ゼアル・ウェポン）』を「創造」することができる。
この能力はゼアルIIになっても使用可能である。また複数枚同時にドローしてもそのすべてでシャイニング・ドローが可能。
リ・コントラクト・ユニバース
ゼアルIIへと進化を遂げた二人が新たに手にした能力。二人の熱き思いが重なるとき、カードを再構築させることができる。遊馬はこの能力によって「RUM－リミテッド・バリアンズ・フォース」を「RUM－ヌメロン・フォース」へと書き換えた。
ゼアル・フィールド
ゼアルIIIで手に入れた能力。バリアンが使用するバリアン世界からの攻撃を封じ、無効化できる。
ダークゼアル
「遊馬vsベクター」（2戦目）において、真月の正体を黙っていた遊馬に疑いを持っていたアストラルがベクターによって心の闇を増幅させられ、暴走した姿。通常のゼアルと比べて、黒を基調としたカラーリングになっている。「ダーク・ドロー」によって創造された「DZW-魔装鵺妖衣」を「CNo.39 希望皇ホープレイV」に装備し、ベクターの「No.104 仮面魔踏士シャイニング」へ攻撃、戦闘ダメージを受けたことで「DZW-魔装鵺妖衣」の効果が発動し、ベクターの「ハンドレッド・オーバー」も加わり無限ループが発生し、攻撃力を83200にまで高めた。しかし、どんなに攻撃力を上げてもシャイニングの攻撃力が上回るため、ベクターを倒せない上に自身のライフも少しずつ削られていっており、そのまま戦闘を続ければ「サルガッソ」の効果で敗北してしまう状態にまでなっていた。
最後は遊馬の捨て身の説得により間一髪のタイミングで解除され、その後2人はゼアルIIへと進化を遂げることになったため、以降は登場していない。
スフィア・フィールド
アストラル世界やバリアン世界等の異次元世界の環境を再現する装置。一定の領域を無数のカードのような形をした結界で包み、その内部は擬似的な異次元空間となる。原則として発動者が許可しない限りはフィールドの内外を行き来することはできず、環境を整える装置であると同時に標的を逃がさないための檻としての側面も持つ。
Dr.フェイカーのスフィア・フィールド
Dr.フェイカーが作り出したスフィア・フィールド。4つの発射口から光線が発射され、金色のフィールドが構成される。WDC決勝戦に使用されたフィールド魔法。ナンバーズの力を最大限に引き出すフィールドであり、手札から同じレベルのモンスターをオーバーレイすることで、ナンバーズをランダムに直接呼び出すことができる。デュエルが決着するとその勝敗に関係なく、フィールド内のデュエリストの持つナンバーズを全て強制回収するというナンバーズの性質を無視した恐るべき機能を持ち、さらにゼアル、アストラル、トロンなど、この空間にとっての異物を絡め取り動きを封じ込める。
スフィア・フィールド砲
Dr.フェイカーの最終兵器で、ナンバーズの力を用いる巨大な砲撃兵器。アストラル界を一撃で滅ぼす破壊力を持つ。上述のスフィア・フィールドにより強制回収したナンバーズと、スフィア・フィールド内に捕えた遊馬とアストラルを弾丸にアストラル世界への最終砲撃を行おうとした。Dr.フェイカーが敗北した際にハートの塔と共に崩壊した。
バリアンズ・スフィアキューブ
小型のスフィア・フィールドを発生させる小さなキューブ。放り投げるとその場に赤色のフィールドが構成される。これを用いることでバリアンたちは人間世界で本来の力を発揮できるようになる。またこれによって発生したスフィア・フィールドの結界に触れると、大きなダメージを負う。小型で持ち運びが可能だが、フィールド魔法の効果もナンバーズの強制回収効果も相手を封じ込める効果もなく、強力なナンバーズを使用すると崩壊しデュエルが不可能になるなど、性能はDr.フェイカーのものに劣る。
覇者のコイン
かつて遊馬の父・九十九一馬が冒険した遺跡などに必ず置いて行ったコイン。後に一馬のメッセージを受けて遺跡のナンバーズを探した遊馬が、それぞれナンバーズのカードと共に遺跡に置かれていたものを発見し回収した。
遺跡をめぐる戦いが一段落したところでカイトがこっそり1枚借りており、Vと共にこのコインについて研究していたところ、アストライトなるアストラル世界の物質でできていたことが判明する。

### ハートランド関連
ハートランドシティ
物語の舞台。かつてDr.フェイカーによって作り出された近未来都市。表向きの権力者はMr.ハートランドだが、実際にはその背後に街の創造主であるDr.フェイカーがいる。公園などの公共の場にはゴミ回収用のお掃除ロボット「オボット」が巡回し、自動的にゴミを回収するため、常に清潔な環境が保たれている。中心部にある巨大遊園地「ハートランド」を核とし、同心円状の街並が広がる。遊馬達の通っている学校は「ハートランド学園」と呼ばれている。
ハートランド
ハートランドシティの中心部にある遊園地。表向きはMr.ハートランドをシンボルとする超巨大テーマパークだが、その実はDr.フェイカー一派の本拠地。まるで要塞のような重厚なバリケードに囲まれており、Mr.ハートランドの許可がなければ出入りできない。恵まれない子供たちが優先的に招待され、世界中から賞賛を浴びている。名前通りにハートが意識された遊園地で、中央にはハートの塔と呼ばれるハートランドシティ全体を管理する施設がそびえる。地下は迷宮のように入り組んでおり、フェイカーの研究室やナンバーズハンターを育成する修行場、巨大なゴミ処理施設などがある。
ハートランド学園
遊馬達の通っている学校。制服の色で学年が分けられており、1年は赤、2年は緑、3年は青の制服を着用する。
ナンバーズクラブ
遊馬の仲間たちによって結成されたグループ。アニメではナンバーズの秘密を探るため、漫画版ではナンバーズ回収のためと結成された経緯が異なるが、どちらも遊馬とアストラルへの助力を目的としている。特に漫画版ではキャッシーの家の財力に物を言わせ、専用設備から制服まで用意している。アニメでも会員証を鉄男が製作し、全員所持している。
WDC（ワールド・デュエル・カーニバル）
ハートランドが主催する世界規模のデュエル大会。優勝者には、ハートランドの生涯無料パスポートと、Mr.ハートランドからどんな願いも１つだけ叶えてもらえる権利が与えられる。
ただしその実態は、世界各地のナンバーズ所有者を集めるための御膳立にすぎない。
予選
参加証である「ハートピース」を賭けてのバトルロイヤル。本選に出場するには、3日間かけてハートピースを5つ集め、完全なハート型を完成させなければならない。そのため少なくとも4人とはデュエルしなくてはならない。この予選で決勝進出者が23人に絞られた。
決勝予選・パークセクション
ハートランド全域で行われる、デュエルコースターに乗っての変則デュエル。同一レーン上に2台のコースターが揃ったときにデュエルを行うことが可能。1vs1はもちろん、1vs3のデュエルもOK。
予選のハートピースはデュエルコースターのスタートキーであり、それをセットして、デュエルコースターを動かす。レーン上にはライフ回復を行うマジックカードや、逆にライフを減らすトラップカードが置かれている。
負けたものはコースターから弾き飛ばされる。
準々決勝
任意の相手と固定フィールドでフィールド魔法発動下での通常デュエル。
- ジャングル《ジャングル・フィールド》

自分のターンに手札からモンスターを召喚・特殊召喚・セットしなかったプレイヤーは、1000ポイントのダメージを受ける効果を持つ。
- スペース《コズミック・フロンティア》

エクシーズ召喚に成功したプレイヤーは、デッキからカード1枚ドローする効果を持つ。
- マグマ《マグマ・オーシャン》

水属性モンスターを召喚・特殊召喚したとき、そのモンスターを破壊する効果を持つ。
- キャニオン《デンジャラス・キャニオン》→《夕日の決闘場》

《デンジャラス・キャニオン》時は、モンスターを攻撃表示で召喚･特殊召喚した時、またモンスターを攻撃宣言した時プレイヤーに200ポイントのダメージを与える効果を持つ。
《夕日の決闘場》時は、お互いのプレイヤーはバトルフェイズに入る前にモンスターが2体以上存在する場合、その中から1体選択し選択されなかったモンスターは破壊される効果と、プレイヤーは直接攻撃が出来ない効果と、モンスターが戦闘によって破壊された時300ポイントのダメージを受ける効果と、3つの効果を持つ。
準決勝
運営側が決定した対戦カードでの通常のトーナメント。
決勝
《スフィア・フィールド》下でのデュエル。
《スフィア・フィールド》では手札にある同レベルのモンスター２枚を墓地に送ることで、ランダムで召喚条件を無視して「No.」を呼び出すことが出来る。ただしこの方法で召喚されたモンスターのオーバーレイ・ユニットが０になったときそのモンスターは破壊される。

## カード

### 三勇士のエースモンスター
三勇士は第69話のタイトルから。フェイカーに対峙した遊馬・シャーク・カイトの三人の事。
No.39 希望皇ホープ
九十九遊馬のエースモンスター。詳細は「No.39 希望皇ホープ」を参照。
Ｈ−Ｃ エクスカリバー
- 分類：エクシーズ・効果モンスター
- ランク：4
- 属性：光
- 種族：戦士族
- 攻撃力：2000
- 守備力：2000

ゴーシュのエースモンスターエクシーズであり、遊馬の主力モンスターエクシーズ。エクシーズ素材はレベル4モンスター×2体。
1ターンに1度、オーバーレイユニットを全て使うことで、現在の攻撃力をバトルフェイズ終了時まで倍加する効果を持つ。またライフポイントが500以下でないと攻撃出来ない効果を持つ。
エクシーズ召喚時の台詞は「光纏いて現れろ！闇を切り裂くまばゆき王者！Ｈ−Ｃ エクスカリバー！」。この口上は「遊馬vs凌牙」（5戦目）で追加された。
攻撃名は「一刀両断！ 必殺真剣」。
OCGでは取り除くエクシーズ素材を２つと限定し、倍加する攻撃力も「元々」にしている。
ブラック・レイ・ランサー
- 分類：エクシーズ・効果モンスター
- ランク：3
- 属性：闇
- 種族：獣戦士族
- 攻撃力：2100
- 守備力：600

神代凌牙の主力モンスターエクシーズ。エクシーズ素材はレベル3モンスター×2体。
1ターンに1度、オーバーレイユニットを1つ使うことで、フィールド上の表側表示モンスターの効果をエンドフェイズ時まで無効にする効果を持つ。
エクシーズ召喚時の台詞は「漆黒の闇より出でし赤き槍！ブラック・レイ・ランサー！」。この口上は「遊馬vs凌牙」（5戦目）で追加された。
攻撃名は「ブラック・スピア」、モンスター効果を無効にする効果名は「パラライズ・ランス」。
OCGではエクシーズ素材が水属性モンスターに限定されている。
No.32 海咬龍シャーク・ドレイク
- 分類：エクシーズ・効果モンスター
- ランク：4
- 属性：水
- 種族：海竜族
- 攻撃力：2800
- 守備力：2100

トロンの命によりIIIがデュエルを通して凌牙に手渡したナンバーズで、凌牙の新たなエースモンスター。エクシーズ素材はレベル4モンスター×3体。
相手モンスターを戦闘によって破壊し墓地へ送った時、オーバーレイユニットを1つ使うことで、そのモンスターを攻撃力を1000ポイント下げて攻撃表示で特殊召喚し、もう1度だけ続けて攻撃できる効果を持つ。
エクシーズ召喚時の台詞は「現れろ、No.32！最強最大の力を持つ深海の帝王！ その牙で全てのものを噛み砕け！ 海咬龍シャーク・ドレイク！」。ただし、この口上はシャークでなく最初の所有者IIIが述べたもの。
攻撃名は「デプス・バイト」。
OCGでは他のモンスターの攻撃を挟んでからの2回目の攻撃が可能になった。
CNo.32 海咬龍シャーク・ドレイク・バイス
- 分類：エクシーズ・効果モンスター
- ランク：4
- 属性：水
- 種族：海竜族
- 攻撃力：2800
- 守備力：2100

凌牙がIVとの因縁のデュエルをした際、一度は消滅した「海咬龍シャーク・ドレイク」が凌牙の精神に揺さぶりをかけて復活し進化したモンスター。エクシーズ素材はレベル4モンスター×4体
このカードは自分フィールド上の「No.32 海咬龍シャーク・ドレイク」の上に重ねてエクシーズ召喚することもできる。自分のライフポイントが1000以上の場合このカードを破壊する。オーバーレイユニットを1つ使い、自分の墓地の「シャーク」と名のついたモンスターを除外することで、フィールド上の表側表示のモンスター1体の攻撃力・守備力を除外したモンスターの攻撃力分ダウンさせる効果を持つ。
エクシーズ召喚時の台詞は「現れよ、CNo.32！暗黒の淵より目覚めし最強の牙よ！海咬龍シャーク・ドレイク・バイス！」。この口上は「凌牙vsドルベ」戦で追加された。
攻撃名は「デプス・カオス・バイト」。
OCGでは自分のライフポイントが1000以上でも破壊されないが、効果の発動はライフポイントが1000以下の場合に限られる。エクシーズ素材が水属性モンスターに限定されているが、効果を発動する際に除外するモンスターの制限がなくなり、ダウン数値は0になるよう変更された。相手ターンでも使用できる。
No.73 激瀧神アビス・スプラッシュ
- 分類：エクシーズ・効果モンスター
- ランク：5
- 属性：水
- 種族：戦士族
- 攻撃力：2400
- 守備力：1400

遺跡のナンバーズの1枚で、ナッシュ（凌牙）が愛用するカードの一枚。エクシーズ素材はレベル5モンスター×2体。

エクシーズ召喚時の台詞は「現れろ、No.73！ カオスに落ちたる聖なる滴。その力を示し、混沌を浄化せよ！ 激瀧神 アビス・スプラッシュ！」。
攻撃名は「ファイナル・フォール」。
CNo.73 激瀧瀑神アビス・スープラ
- 分類：エクシーズ・効果モンスター
- ランク：6
- 属性：水
- 種族：戦士族
- 攻撃力：3000
- 守備力：2000

ナッシュ（凌牙）がベクターとの因縁のデュエルをした際、「RUM」によって進化したモンスター。エクシーズ素材はレベル6モンスター×3体

エクシーズ召喚時の台詞は「現れろ、CNo.73！渦巻く混沌の水流を突き破り、今かの地へ浮上せよ！激瀧瀑神アビス・スープラ！」。

No.101 S・H・Ark Knight
- 分類：エクシーズ・効果モンスター
- ランク：4
- 属性：水
- 種族：水族
- 攻撃力：2100
- 守備力：1000

ナッシュが使用するオーバーハンドレッド・ナンバーズ。エクシーズ素材はレベル4モンスター×2体。

エクシーズ召喚時の台詞は「現れろ！No.101！満たされぬ魂を乗せた方舟よ。光届かぬ深淵より浮上せよ！S・H・Ark Knight！」。
攻撃名は「ミリオン・ファントム・フラッド」、エクシーズ素材に変換する効果名は「エターナル・ソウル・アサイラム」。
CNo.101 S・H・Dark Knight
- 分類：エクシーズ・効果モンスター
- ランク：5
- 属性：水
- 種族：水族
- 攻撃力：2800
- 守備力：1500

「S・H・Ark Knight」が「RUM」によって進化したモンスター。エクシーズ素材はレベル5モンスター×3体。

エクシーズ召喚時の台詞は「現れろ、CNo.101！満たされぬ魂の守護者よ。暗黒の騎士となって光を砕け！S・H・Dark Knight！」。
自己再生効果名は「リターン・フロム・リンボ」、エクシーズ素材に変換する効果名は「ダーク・ソウル・ローバー」。
バハムート・シャーク
- 分類：エクシーズ・効果モンスター
- ランク：4
- 属性：水
- 種族：海竜族
- 攻撃力：2600
- 守備力：2100

漫画版ゼアルでの凌牙のエースモンスター。エクシーズ素材はレベル4モンスター×2体。
オーバーレイユニットを1つ使うことで、自身よりランクの低いエクシーズモンスターを特殊召喚できる効果を持つ。
エクシーズ召喚時の台詞は「吠えろ未知なる轟き！深淵の闇より姿を現わせ!!エクシーズ召喚!!バハムート・シャーク!!」。
攻撃名は「ゴッド・ボイス」、効果名は「ゴッド・ソウル」。
OCGでは水属性・ランク３以下のエクシーズモンスターと範囲が狭まり、効果を使用したターンこのカードは攻撃不可の制限が設けられた。
No.37 希望織竜スパイダー・シャーク
- 分類：エクシーズ・効果モンスター
- ランク：4
- 属性：水
- 種族：海竜族
- 攻撃力：2600
- 守備力：2100

漫画版ゼアルにてシャークがe・ラーとの最終決戦にて召喚したモンスター。元々は「No.70デッドリー・シン」だったカードが「バハムート・シャーク」と合わさって生み出されたカード。
オーバーレイ・ユニットを1つ使い相手フィールドのモンスター全ての攻撃力を1000ポイント下げる効果と、このカードが破壊されたターンに自分の他のモンスターが破壊されたときターンの終わりにモンスター全てを復活させる効果と、相手フィールドのモンスターの攻撃力が自分フィールドのモンスターの攻撃力を合計した数値の倍以上の時このカードを墓地から特殊召喚する効果と、この効果で特殊召喚に成功したとき墓地のナンバーズ1体を特殊召喚する効果と、4つの効果を持つ。
エクシーズ召喚時の台詞は「これがオレとお前で作り出す希望！眠りし大地と海の力が紡がれしとき新たな命の光が噴出する！エクシーズ召喚！目覚めよNo.37！希望織竜スパイダー・シャーク!!」。
攻撃名は「スパイダー・トルネード」、2つ目の復活させる効果名は「ラスト・リザレクション」。
銀河眼の光子竜
- 分類：効果モンスター
- レベル：8
- 属性：光
- 種族：ドラゴン族
- 攻撃力：3000
- 守備力：2500

天城カイトのエースモンスター。通常召喚できず、自分フィールド上の攻撃力2000以上のモンスターを2体リリースすることで特殊召喚できる。
このカードが戦闘を行うバトルステップ時、このカードと戦闘を行う相手モンスター1体を除外することができ、エンドフェイズ時に除外したモンスターを特殊召喚する。この時除外したカードがモンスターエクシーズの場合、攻撃力をそのモンスターのオーバーレイユニットの数×500ポイントアップさせる効果を持つ。
特殊召喚時の台詞は「闇に輝く銀河よ！希望の光となりて、我が僕に宿れ！光の化身、ここに降臨！現れよ銀河眼の光子竜！」。この口上は「遊馬＆カイトvsIII＆IV」戦から追加された。また特殊召喚時、カイトが赤い十字架を象ったものを空高く投げ、そこから姿を現す演出になっている。
攻撃名は「破滅のフォトン・ストリーム」。
OCGでは通常召喚が可能で、除外した後エンドフェイズ時に戻ってくるのは、フィールドに「戻す」扱いとなっている。
超銀河眼の光子龍
- 分類：エクシーズ・効果モンスター
- ランク：8
- 属性：光
- 種族：ドラゴン族
- 攻撃力：4500
- 守備力：3000

カイトがハルトとの絆で生み出した新たなエースモンスター。エクシーズ素材はレベル8モンスター×3体。
「銀河眼の光子竜」をエクシーズ素材としてエクシーズ召喚に成功した時、このカード以外の表側表示で存在するモンスターの効果を無効にする。また、1ターンに1度オーバーレイユニットを1つ使うことで、フィールド上のオーバーレイユニットを全て取り除き、取り除いた数×500ポイント攻撃力をアップさせ、さらに取り除いた数まで1度のバトルフェイズ中にモンスターに攻撃できる効果を持つ。
エクシーズ召喚時の台詞は「逆巻く銀河よ！今こそ怒涛の光となりて姿を現すがいい！降臨せよ、我が魂！超銀河眼の光子龍！」。「銀河眼の光子竜」の時と同様槍のようなものが現れ、それをカイトがエクシーズ召喚時に発生する渦に突き刺すように放り投げることで姿を現す演出となっている。
攻撃名は「アルティメット・フォトン・ストリーム」、カード効果を無効にする効果名は「フォトン・ハウリング」。
OCGではエクシーズ召喚時の効果の無効化が魔法・罠カードにも及ぶ。また、エクシーズ素材を取り除く効果が自分フィールドのモンスターにも適用されるようになったが、連続攻撃は直接攻撃でもできる。
No.62 銀河眼の光子竜皇
- 分類：エクシーズ・効果モンスター
- ランク：8
- 属性：光
- 種族：ドラゴン族
- 攻撃力：4000
- 守備力：3000

カイト曰く「銀河眼の光子竜」がアストラル世界の力を得て生まれ変わった姿。。エクシーズ素材はレベル8モンスター×2体。

エクシーズ召喚時の台詞は「現れろ！銀河究極龍No.62！宇宙にさまよう光と闇。その狭間に眠りし哀しきドラゴンたちよ。その力を集わせ真実の扉を開け！銀河眼の光子竜皇！」。
攻撃名は「エタニティ・フォトン・ストリーム」。
No.38 希望魁竜タイタニック・ギャラクシー
- 分類：エクシーズ・効果モンスター
- ランク：8
- 属性：光
- 種族：ドラゴン族
- 攻撃力：3000
- 守備力：2500

漫画版ゼアルにてカイトがe・ラーとの最終決戦にて召喚したモンスター。元々は「No.28タイタニック・モス」だったカードが「銀河眼の光子竜」と合わさって生み出されたカード。
相手の魔法カードが効果を発動したときその効果を無効にして無効にした魔法カードとこのカードを除外する効果と、この効果で除外したこのカードがフィールドに戻ったとき除外されている魔法カードをこのカードのオーバーレイ・ユニットにする効果と、相手が攻撃してきたときオーバーレイ・ユニットを1つ使い攻撃対象をこのカードに変更する効果と、モンスター・エクシーズが破壊されたとき破壊されたモンスターの元々の攻撃力分攻撃力を上げる効果と、4つ目の効果を発動して破壊されるとき強化した攻撃力をフィールドのモンスター・エクシーズ1体に与える効果と、5つの効果を持つ。
エクシーズ召喚時の台詞は「我が記憶に眠る2つの希望！その希望を隔てし闇の大河を貫き今その力が1つとなる！エクシーズ召喚!!!現れろNo.38!!希望魁竜タイタニック・ギャラクシー!!!」。
攻撃名は「破滅のタイタニック・バースト」、除外する効果名は「消滅のスケイルズ・ストーム」。
No.100 ヌメロン・ドラゴン
- 分類：エクシーズ・効果モンスター
- ランク：1
- 属性：光
- 種族：ドラゴン族
- 攻撃力：0
- 守備力：0

エクシーズ素材はレベル1モンスター×2体。

エクシーズ召喚時の台詞は「宇宙創造の鍵！今こそ闇の扉を開き、未来をその咆哮とともに導け！降臨せよ！No.100 ヌメロン・ドラゴン！」。

### トロン一家の使用ナンバーズ
No.8 紋章王ゲノム・ヘリター
- 分類：エクシーズ・効果モンスター
- ランク：4
- 属性：光
- 種族：サイキック族
- 攻撃力：2400
- 守備力：1800

トロンが使用するナンバーズ。。エクシーズ素材はレベル4モンスター×2体。
オーバーレイユニットを1つ取り除くことで、以下の効果から1つを選択して発動できる。
- 選択した相手モンスターのカード名を奪う。自身のカード名は選択したモンスターと同じになり、そのモンスターのカード名はなくなる。相手ターンでも使用できる。
- 戦闘を行う相手モンスターの攻撃力を0にし、このカードの攻撃力はそのモンスターの元々の攻撃力となる。
- エンドフェイズ時まで選択した相手モンスターのモンスター効果を無効にし、そのモンスターの効果を得る。

攻撃名は「フラッシュ・インパクト」。
OCGではエクシーズ召喚に必要なカードが紋章獣と名のつくレベル4モンスター×2体に限定されている。自分のターンに1度、相手フィールド上のエクシーズモンスター1体を選択して発動することができる。そのモンスターと同名カードとして扱い、同じ攻撃力と効果を得ることができる。その際、そのモンスターの攻撃力は0になり、効果は無効となる。これらの効果はエンドフェイズ時まで適用される。
No.69 紋章神コート・オブ・アームズ
- 分類：エクシーズ・効果モンスター
- ランク：4
- 属性：光
- 種族：サイキック族
- 攻撃力：2600
- 守備力：1400

トロンがWDC準決勝で見せたナンバーズ。エクシーズ素材はレベル4モンスター×3体。
このカードがフィールド上に表側表示で存在する限り、このカード以外のフィールド上に存在する全ての効果モンスターの効果は無効となり、その無効になったモンスター効果を全て得る。また、このカードはカード効果では破壊されない。相手モンスターの攻撃宣言時、このカードのオーバーレイユニット1つを取り除くことで、相手フィールド上のカード1枚を破壊する効果を持つ。
エクシーズ召喚時の台詞は「解放しろ、怒りを！現れろ！No.69 紋章神コート・オブ・アームズ！」。
攻撃名は「ゴッド・レイジ」、効果を奪う効果名は「ゴッドメダリオン・ハンド」、カードを破壊する効果名は「ゴッド・シャーター」。
OCGではこのカードが特殊召喚に成功した時、自身を除くフィールド上の全てのエクシーズモンスターの効果を無効にする。また、自分のメインフェイズ時にこのカード以外のエクシーズモンスター1体を選択して発動できる。エンドフェイズ時までそのモンスターと同名カードとして扱い、同じ効果になる。ただし、「紋章神コート・オブ・アームズ」のこの効果は1ターンに1度しか使用できない。
CNo.69 紋章死神カオス・オブ・アームズ
- 分類：エクシーズ・効果モンスター
- ランク：5
- 属性：光
- 種族：サイキック族
- 攻撃力：4000
- 守備力：1800

No.96が「紋章神コート・オブ・アームズ」を「カオス・フィールド」によって進化させたモンスター。エクシーズ素材はレベル5モンスター×4体。

攻撃名は「カオス・デス・ドゥーム」。
No.15 ギミック・パペット－ジャイアントキラー
- 分類：エクシーズ・効果モンスター
- ランク：8
- 属性：闇
- 種族：機械族
- 攻撃力：1500
- 守備力：2500

IVの主力ナンバーズ。エクシーズ素材はレベル8モンスター×2体。
オーバーレイユニットを1つ取り除くことで、このカード以外のフィールド上に表側表示で存在するモンスターエクシーズを全て破壊し、破壊したモンスターの攻撃力の合計分の攻撃力をそのコントローラーに与える効果を持つ。
エクシーズ召喚時の台詞は「現れろ、No.15！地獄からの使者、運命の糸を操る人形…。ギミック・パペット－ジャイアントキラー！」。「凌牙＆IVvsクラゲ先輩」戦の際は「現れろ、No.15！運命の糸を操る地獄からの使者、漆黒の闇の中より舞台の幕を開けろ！ギミック・パペット－ジャイアントキラー！」。
攻撃名は「ファイナルダンス」、ダメージ効果名は「デストラクション・カノン」。
OCGでは自分のメインフェイズ1でエクシーズ素材を1つ取り除くことで、相手フィールド上の特殊召喚されたモンスター1体を破壊できる。破壊したモンスターがエクシーズモンスターだった場合、そのモンスターの元々の攻撃力分のダメージを相手ライフに与える効果を持つ。1ターンに2度まで使用できる。
CNo.15 ギミック・パペット－シリアルキラー
- 分類：エクシーズ・効果モンスター
- ランク：9
- 属性：闇
- 種族：機械族
- 攻撃力：2500
- 守備力：1500

IVが「ギミック・パペット−ジャイアントキラー」を「RUM−アージェント・カオス・フォース」によって進化させたモンスター。エクシーズ素材はレベル9モンスター×3体。

エクシーズ召喚時の台詞は「現れろ、CNo.15！人類の英知の結晶が、運命の糸を断ち切る使者を呼ぶ！ギミック・パペット－シリアルキラー！」。
攻撃名は「ジェノサイド・ガトリング・バースト」、効果名は「エクスターミネーション・スラッシャー」。
No.40 ギミック・パペット－ヘブンズ・ストリングス
- 分類：エクシーズ・効果モンスター
- ランク：8
- 属性：闇
- 種族：機械族
- 攻撃力：3000
- 守備力：2000

IVの主力ナンバーズ。エクシーズ素材は闇属性のレベル8モンスター×2体。
オーバーレイユニットを1つ取り除くことで、次の相手ターンの終わりにフィールドにいる全モンスターを破壊し、破壊したモンスターの攻撃力分のダメージを相手に与える効果を持つ。
攻撃名は「ヘブンズ・ブレード」、効果名は「メロディ・オブ・メイヘム」。
OCGではアニメで降り注がれる赤い糸を「ストリングカウンター」と表現し、ダメージ量がストリングカウンターが乗っていることで破壊したモンスターの数×500ポイントに固定される。
CNo.40 ギミック・パペット－デビルズ・ストリングス
- 分類：エクシーズ・効果モンスター
- ランク：9
- 属性：闇
- 種族：機械族
- 攻撃力：3300
- 守備力：2000

IVが「ギミック・パペット−ヘブンズ・ストリングス」を「RUM−アージェント・カオス・フォース」によって進化させたモンスター。エクシーズ素材はレベル9モンスター×3体。

エクシーズ召喚時の台詞は「現れろ、CNo.40！人類の英知の結晶で、悪魔よよみがえれ！ギミック・パペット－デビルズ・ストリングス！」。
破壊効果名は「メロディ・オブ・マサカ」。
No.88 ギミック・パペット－デステニー・レオ
- 分類：エクシーズ・効果モンスター
- ランク：8
- 属性：闇
- 種族：機械族
- 攻撃力：3200
- 守備力：2300

IVの最強ナンバーズ。エクシーズ素材はレベル8モンスター×3体。
1ターンに1度オーバーレイユニットを消費するだけの効果だが、所持しているオーバーレイユニットを全て使い切った時無条件でデュエルに勝利する効果を持つ。
CNo.88 ギミック・パペット－ディザスター・レオ
- 分類：エクシーズ・効果モンスター
- ランク：9
- 属性：闇
- 種族：機械族
- 攻撃力：3500
- 守備力：2500

IVが「ギミック・パペット−デステニー・レオ」を「RUM−アージェント・カオス・フォース」によって進化させたモンスター。エクシーズ素材はレベル9モンスター×4体。

エクシーズ召喚時の台詞は「現れろ、CNo.88！吠えろ荒ぶる魂！全てを滅ぼす怒りを呼び覚ませ！ギミック・パペット－ディザスター・レオ！」。
ダメージ効果名は「マキシマム・カラミティー」、特殊勝利効果名は「ファイナル・クラック・ダウン」。
No.33 先史遺産－超兵器マシュ=マック
- 分類：エクシーズ・効果モンスター
- ランク：5
- 属性：光
- 種族：機械族
- 攻撃力：2400
- 守備力：1500

IIIの主力ナンバーズ。エクシーズ素材はレベル5モンスター×2体。
フィールドのモンスターの攻撃力が変化したとき、オーバーレイユニットを1つ取り除くことで、変化した攻撃力分のダメージを相手に与える効果を持つ。
攻撃名は「ヴリルの火」、効果名は「インフィニティ・キャノン」。
OCGでは相手フィールドモンスターしか対象出来なくなったが、装備魔法等永続的な変化に後出しでも対応できる点や、ダメージ与えた後このカードの攻撃力が上がる効果が付与された。
No.6 先史遺産アトランタル
- 分類：エクシーズ・効果モンスター
- ランク：6
- 属性：光
- 種族：機械族
- 攻撃力：2600
- 守備力：3000

IIIの最強ナンバーズ。エクシーズ素材はレベル6モンスター×2体。
エクシーズ召喚に成功した時自分の墓地のナンバーズを装備してその攻撃力分攻撃力を上げる効果と、オーバーレイユニットを1つ取り除く事で相手のライフポイントを半分にする効果と、オーバーレイユニットがないときターンの始めにお互いのライフポイントを半分にする効果と、ライフポイントが1000以下になったとき戦闘では破壊されず、コントロールするプレイヤーは戦闘ダメージを受けない効果と、4つの効果を持つ。
攻撃名は「ディヴァィン・パニッシュメント」、相手ライフポイントを半分にする効果名は「オリハルコン・ゲート」。
CNo.6 先史遺産カオス・アトランタル
- 分類：エクシーズ・効果モンスター
- ランク：7
- 属性：光
- 種族：機械族
- 攻撃力：3300
- 守備力：3300

IIIが「先史遺産アトランタル」を「RUM−アージェント・カオス・フォース」によって進化させたモンスター。エクシーズ素材はレベル7モンスター×3体。

エクシーズ召喚時の台詞は「降臨せよ、CNo.6！有限なる時空を破り、今その存在を天地に刻め！先史遺産カオス・アトランタル！」。
攻撃は「カオス・パニッシュメント」。
No.9 天蓋星ダイソン・スフィア
- 分類：エクシーズ・効果モンスター
- ランク：9
- 属性：光
- 種族：機械族
- 攻撃力：2800
- 守備力：3000

Vの主力ナンバーズ。エクシーズ素材はレベル9モンスター×2体。
オーバーレイユニットがある時相手の攻撃を無効に出来る効果と、オーバーレイユニットを1つ取り除く事で相手に直接攻撃ができる効果と、オーバーレイユニットが0で攻撃されたとき墓地のオーバーレイユニットを復活する効果と、3つの効果を持つ。
エクシーズ召喚時の台詞は「現れろ、No.9！我が背負いし運命よ、今こそ銀河を飲み込む巨大な大地となりて降臨せよ！天蓋星ダイソン・スフィア！」。この台詞は「カイト＆Vvs蚊忍者」戦の際に述べたもの。
攻撃名は「ブリリアント・ボンバードメント」。
CNo.9 天蓋妖星カオス・ダイソン・スフィア
- 分類：エクシーズ・効果モンスター
- ランク：10
- 属性：光
- 種族：機械族
- 攻撃力：3600
- 守備力：3200

IIIが「天蓋星ダイソン・スフィア」を「RUM−アージェント・カオス・フォース」によって進化させたモンスター。エクシーズ素材はレベル10モンスター×3体。

エクシーズ召喚時の台詞は「現れろ、CNo.9！天空を覆う星よ、森羅万象をその内に宿し、今ここに降臨せよ！天蓋妖星カオス・ダイソン・スフィア！」。

### オーバーハンドレッド・ナンバーズ
No.101 S・H・Ark Knight
CNo.101 S・H・Dark Knight
三勇士のエースモンスターを参照。
No.102 光天使グローリアス・ヘイロー
- 分類：エクシーズ・効果モンスター
- ランク：4
- 属性：光
- 種族：天使族
- 攻撃力：2500
- 守備力：2000

ドルベが使用するオーバーハンドレッド・ナンバーズ。エクシーズ素材はレベル4モンスター×3体。

攻撃名は「ライトニング・クラスター」。
CNo.102 光堕天使ノーブル・デーモン
- 分類：エクシーズ・効果モンスター
- ランク：5
- 属性：光
- 種族：天使族
- 攻撃力：2900
- 守備力：2400

「光天使グローリアス・ヘイロー」が「RUM」によって進化したモンスター。エクシーズ素材はレベル5モンスター×4体。

No.103 神葬零嬢ラグナ・ゼロ
- 分類：エクシーズ・効果モンスター
- ランク：4
- 属性：水
- 種族：天使族
- 攻撃力：2400
- 守備力：1200

メラグが使用するオーバーハンドレッド・ナンバーズ。エクシーズ素材はレベル4モンスター×2体。

効果名は「ガイダンス・トゥ・フューネラル」。
CNo.103 神葬零嬢ラグナ・インフィニティ
- 分類：エクシーズ・効果モンスター
- ランク：5
- 属性：水
- 種族：天使族
- 攻撃力：2800
- 守備力：2400

「神葬零嬢ラグナ・ゼロ」が「RUM」によって進化したモンスター。エクシーズ素材はレベル5モンスター×3体。

エクシーズ召喚時の台詞は「現れなさい、CNo.103！時をも凍らす無限の力が今、よみがえる！神葬零嬢ラグナ・インフィニティ！」。
効果名は「ガイダンス・トゥ・パーガトリィ」。
No.104 仮面魔踏士シャイニング
- 分類：エクシーズ・効果モンスター
- ランク：4
- 属性：光
- 種族：魔法使い族
- 攻撃力：2700
- 守備力：1200

ベクターが使用するオーバーハンドレッド・ナンバーズ。エクシーズ素材はレベル4モンスター×3体。
オーバーレイユニットを1つ取り除くことで、相手モンスターが戦闘時に発動した効果を無効にし、相手プレイヤーに800ポイントのダメージを与える効果を持つ。
エクシーズ召喚時の台詞は「いでよ、No.104！そのまばゆき聖なる光で、愚かな虫けら共をひざまずかせよ！仮面魔踏士シャイニング！」。

CNo.104 仮面魔踏士アンブラル
- 分類：エクシーズ・効果モンスター
- ランク：5
- 属性：闇
- 種族：魔法使い族
- 攻撃力：3000
- 守備力：1500

「仮面魔踏士シャイニング」が「RUM」によって進化したモンスター。エクシーズ素材はレベル5モンスター×4体。

エクシーズ召喚時の台詞は「現れろ、CNo.104！混沌より生まれしバリアンの力が光を覆うとき、大いなる闇が舞い踊る！仮面魔踏士アンブラル！」。
破壊効果名は「デストロイステップ」、ライフを半分にする効果名は「ダークプランダー」。
No.105 BK流星のセスタス
- 分類：エクシーズ・効果モンスター
- ランク：4
- 属性：炎
- 種族：戦士族
- 攻撃力：2500
- 守備力：1600

アリトが使用するオーバーハンドレッド・ナンバーズ。エクシーズ素材はレベル4モンスター×3体。
このカードがこのカードの攻撃力よりも高い攻撃力を持つモンスターと戦闘を行う場合、オーバーレイユニットを1つ取り除くことで、戦闘を無効にされない上に、戦闘では破壊されず受けたダメージを代わりに相手に与える事ができる効果を持つ。
攻撃名は「スターダスト・インパクト」。
CNo.105 BK 彗星のカエストス
- 分類：エクシーズ・効果モンスター
- ランク：5
- 属性：炎
- 種族：戦士族
- 攻撃力：2800
- 守備力：2000

「BK 流星のセスタス」が「RUM」によって進化したモンスター。エクシーズ素材はレベル5モンスター×4体。
オーバーレイユニットを1つ取り除くことで、相手フィールド上のモンスター１体を破壊し、破壊したモンスターの攻撃力分のダメージを相手ライフに与える効果を持つ。
エクシーズ召喚時の台詞は「闇を飲み込む混沌を！光を以って貫くがよい！カオスエクシーズ・チェンジ！現れろ、CNo.105 BK 彗星のカエストス！」。また「遊馬vsアリト」（3戦目）では「現れろ、CNo.105！その姿、まさにBKの絶対王者！BK 彗星のカエストス！」と2パターン目の口上を述べている。
攻撃名は「コメット・エクスプロージョン」。
No.106 巨岩掌ジャイアント・ハンド
- 分類：エクシーズ・効果モンスター
- ランク：4
- 属性：地
- 種族：岩石族
- 攻撃力：2000
- 守備力：2000

ギラグが使用するオーバーハンドレッド・ナンバーズ。エクシーズ素材はレベル4モンスター×2体。
相手フィールドのモンスターの効果が発動した時、オーバーレイユニットを1つ取り除くことで、相手フィールドの効果モンスター１体の効果をこのモンスターがフィールドに表側表示で存在する限り無効化する効果と、この効果を受けたモンスターが戦闘を行う場合、ダメージ計算を行わずにそのモンスターを破壊しその攻撃力分のダメージを与える効果と、2つの効果を持つ。
エクシーズ召喚時の台詞は「この世の全てを握り潰せ！No.106 巨岩掌ジャイアント・ハンド！」。
無効効果名は「秘孔死爆無惚（ひこうしばくむほう）」、相手にダメージを与える効果名は「五死眼光（ごしがんこう）」。
CNo.106 溶岩掌ジャイアント・ハンド・レッド
- 分類：エクシーズ・効果モンスター
- ランク：5
- 属性：地
- 種族：岩石族
- 攻撃力：2600
- 守備力：2000

「巨岩掌ジャイアント・ハンド」が「RUM」によって進化したモンスター。エクシーズ素材はレベル5モンスター×3体。
オーバーレイユニットを1つ取り除くことで、フィールド上に存在するこのカード以外の全ての表側表示のカード効果を無効にする効果を持つ。
エクシーズ召喚時の台詞は「現れよ、CNo.106！混沌なる世界を掴む力よ！その拳は大地を砕き、その指先は天空を貫く！溶岩掌ジャイアント・ハンド・レッド！」。
攻撃名は「万死紅掌（ばんしこうしょう）」、無効効果名は「紅漠無惚（こうばくむほう）」。
No.107 銀河眼の時空竜
- 分類：エクシーズ・効果モンスター
- ランク：8
- 属性：光
- 種族：ドラゴン族
- 攻撃力：3000
- 守備力：2500

ミザエルが使用するオーバーハンドレッド・ナンバーズ。カイトの光子竜と対と成すもう一体の銀河眼。エクシーズ素材はレベル8モンスター×2体。
バトルフェイズが終了した時、オーバーレイユニットを1つ取り除くことで、相手フィールド上のモンスターの効果を無効にして攻撃力と守備力を元の数値に戻し、そのバトルフェイズに発動したカード1枚につき攻撃力がエンドフェイズ時まで1000ポイントアップする効果と、さらにその効果を自分のターンで使用した場合、もう1度だけ攻撃を行える効果と2つの効果を持つ。
エクシーズ召喚時の台詞は「宇宙を貫く雄叫びよ！遥かなる時を遡り、銀河の源より甦れ！顕現せよ、そして我を勝利へと導け！No.107 銀河眼の時空竜！」。
攻撃名は「殲滅のタキオン・スパイラル」、攻撃力アップと効果を無効にする効果名は「タキオン・トランスミグレイション」。
OCGでは効果の発動が自分のバトルフェイズ開始時に変更されている。
CNo.107 超銀河眼の時空竜
- 分類：エクシーズ・効果モンスター
- ランク：9
- 属性：光
- 種族：ドラゴン族
- 攻撃力：4500
- 守備力：3000

「銀河眼の時空竜」が「RUM」によって進化したモンスター。エクシーズ素材はレベル9モンスター×3体。

エクシーズ召喚時の台詞は「逆巻く銀河を貫いて、時の生ずる前より蘇れ！永遠を超える竜の星！顕現せよ、CNo.107 超銀河眼の時空竜！」。また「カイトvsミザエル」（3戦目）では「顕現せよ、CNo.107！我が魂に宿りし粒子！今、光を超えた力となりて時を逆巻け！超銀河眼の時空竜！」と2パターン目の口上を述べている。
攻撃名は「アルティメット・タキオン・スパイラル」、効果を無効にする効果名は「タイム・タイラント」。

### その他
超弩級砲塔列車グスタフ・マックス
神月アンナのエースモンスター。エクシーズ召喚に必要なカードはレベル10モンスターx2体。
1ターンに1度、オーバーレイユニットを1つ取り除くことで、相手に2000ポイントのダメージを与える効果を持つ。
エクシーズ召喚時の台詞は「鉄路の彼方より、地響きともにただいま到着！現れろ、超弩級砲塔列車グスタフ・マックス！」。この口上は「遊馬＆アンナvs羽原飛夫＆海美」戦で追加された。
攻撃名は「グスタフ・ハンマー」、ダメージを与える効果名は「ビッグ・キャノン」。
No.92 偽骸神龍 Heart－eartH Dragon
- 分類：エクシーズ・効果モンスター
- ランク：9
- 属性：闇
- 種族：ドラゴン族
- 攻撃力：0
- 守備力：0

フェイカーが使用したナンバーズ。エクシーズ素材はレベル9モンスター×3体。
このカードは戦闘によっては破壊されない。このカードが特殊召喚に成功した時、相手フィールド場の攻撃表示モンスターの表示形式を全て守備表示に変更する。この効果の対象になったモンスターは表示形式を変更できない。このカードの戦闘によって発生する自分への戦闘ダメージは無効になり、その数値分だけ相手ライフにダメージを与え、自分はその数値分ライフポイントを回復する。このカードの特殊召喚後に相手フィールド上に置かれた全てのカードは、その次のターンのスタンバイフェイズ時にゲームから除外される。このカードがエクシーズ素材のない状態で破壊され墓地へ送られた時、このカードは1度だけ墓地から特殊召喚でき、その場合このカードの攻撃力はゲームから除外されている全てのカードの枚数×1000になる効果を持つ。
「カオス・フィールド」の効果による特殊召喚時の台詞は「偽りの骸を捨て、神の龍となりて現れよ！No.92 偽骸神龍 Heart－earth Dragon！」。
攻撃名は「ハート・ブレイク・キャノン」。
OCGライフ回復効果が削除され、「自分への戦闘ダメージは代わりに相手が受ける」のみとなっている。相手のエンドフェイズ時、このカードのエクシーズ素材を1つ取り除くことで、相手フィールド上の、このターンに召喚・特殊召喚・セットされたカードを全てゲームから除外する。エクシーズ素材を持っているこのカードが破壊された場合、このカードを墓地から特殊召喚でき、この効果で特殊召喚したこのカードの攻撃力はゲームから除外されているカードの数×1000ポイントアップする効果を持つ。
No.53 偽骸神 Heart－eartH
- 分類：エクシーズ・効果モンスター
- ランク：5
- 属性：闇
- 種族：悪魔族
- 攻撃力：100
- 守備力：100

「No.92 偽骸神龍 Heart－eartH Dragon」の進化前モンスター。エクシーズ素材はレベル5モンスター×3体。

エクシーズ召喚時の台詞は「これがナンバーズの頂に立つ最強のナンバーズ！超然の鎧を纏い、世界を震撼させよ！現れろ、No.53 偽骸神 Heart－eartH！」。
攻撃名は「フェイク・バーン」。
CNo.92 偽骸虚龍 Heart－eartH Chaos Dragon
- 分類：エクシーズ・効果モンスター
- ランク：10
- 属性：闇
- 種族：ドラゴン族
- 攻撃力：1000
- 守備力：0

No.96が「偽骸神龍 Heart－eartH Dragon」を「カオス・フィールド」によって進化させたモンスター。エクシーズ素材はレベル10モンスター×4体。

No.96 ブラック・ミスト
- 分類：エクシーズ・効果モンスター
- ランク：2
- 属性：闇
- 種族：悪魔族
- 攻撃力：100
- 守備力：1000

自分の意思を持つナンバーズ。エクシーズ素材は闇属性レベル2モンスター×3体。
このモンスターが戦闘を行う時にオーバーレイユニットを1つ取り除くことで、相手モンスターの攻撃力を半分にし、その攻撃力分だけ自身の攻撃力をアップする効果を持つ。
エクシーズ召喚の際の台詞は「現れろ、我が分身！ No.96！ 漆黒の闇からの使者、ブラック・ミスト！」。
攻撃名は「ブラック・ミラージュ・ウィップ」、効果名は「シャドー・ゲイン」。
OCGではエクシーズ召喚の際に属性の指定がない。
CNo.96 ブラック・ストーム
- 分類：エクシーズ・効果モンスター
- ランク：3
- 属性：闇
- 種族：悪魔族
- 攻撃力：1000
- 守備力：1000

「ブラック・ミスト」が「RUM」によって進化したモンスター。エクシーズ素材はレベル3モンスター×4体。

エクシーズ召喚時の台詞は「現れろ、CNo.96！混沌なる漆黒の風と共に舞い降りよ！ブラック・ストーム！」。

## スタッフ
- 原作・キャラクター原案 - 高橋和希、スタジオ・ダイス（週刊少年ジャンプ）
- 企画 - 川崎由紀夫（テレビ東京）、三宅将典
- 監督 - 桑原智
- シリーズ構成 - 吉田伸
- デュエル構成 - 彦久保雅博
- アニメーションメインキャラクターデザイン - 高谷浩利
- アニメーションキャラクターデザイン - 原田大基
- モンスターデザイン - 反田誠二
- ゲストキャラクターデザイン - 原憲一（第28話）、横田明美（第99話 - 第104話）
- プロップデザイン - 大輪充（第1話 - 第24話）→加藤寛崇（第26話 - ）、中川航（第26話・第29話・第31話・第32話）、こかいゆうじ（第31話・第32話）
- 美術監督 - 中村隆（第1話 - 第98話）→楠元祐也（第99話 - ）
- 色彩設計 - 箕輪綾美
- CGプロデュース - 永田太
- CGディレクション - 富田和仙（第1話 - 第108話）→春日健一（第109話 - ）
- 撮影監督 - 赤沢賢二
- 編集 - 楫野允史
- 音響監督 - 松岡裕紀
- 音響制作協力 - 神南スタジオ
- 音楽 - Conisch、蓑部雄崇（第10話 - ）、福田康文（第10話 - ）、中村和宏（第124話 - ）
- 音楽制作 - マーベラスエンターテイメント→マーベラスAQL
- 音楽協力 - テレビ東京ミュージック
- 連載 - Vジャンプ、最強ジャンプ
- キャスティング協力 - 新沼愛（ネルケプランニング）
- アニメーションプロデューサー - 杉村重郎・古谷大輔(第1話-第12話)→田中日出男（第13話 - 第108話）→土屋貴彦（第109話 - ）
- プロデューサー - 佐々木亮（テレビ東京）、実松照晃（NAS）
- アニメーション制作 - ぎゃろっぷ
- 製作 - テレビ東京、NAS

## 主題歌
OP・ED共に、映像のマイナーチェンジが頻繁に行われている。

### オープニングテーマ
第1期：『遊☆戯☆王ZEXAL』
1. 「マスターピース」（第1話 - 第25話）
  - 作詞 - Maki Nagayama、hiroko & mitsuyuki miyake / 作曲 - HIKARI、hiroto suzuki & mitsuyuki miyake / 編曲 - HIKARI / 歌 - mihimaru GT（ユニバーサルJ）
  - 最終話ではエンディングとして使用された。

2. 「BRAVING!」（第26話 - 第49話）
  - 作詞・歌 - KANAN（マーベラスAQL） / 作曲・編曲 - su-kei

3. 「魂ドライブ」（第50話 - 第73話）
  - 作詞 - 竹森マサユキ / 作曲 - カラーボトル、赤堀真之 / 編曲 - 赤堀真之 / 歌 - カラーボトル（ドリーミュージック / マーベラスAQL）

第2期：『遊☆戯☆王ZEXAL II』
1. 「折れないハート」（第74話 - 第98話）
  - 作詞・作曲・歌 - 高取ヒデアキ（マーベラスAQL） / 編曲 - 籠島裕昌

2. 「鏡のデュアル・イズム」（第99話 - 第123話）
  - 作詞 - 只野菜摘 / 作曲 - 増谷賢 / 編曲 - 佐藤清喜 / 歌 - petit milady（ユニバーサルミュージック ZERO-A）

3. 「Wonder Wings」（第124話 - 第145話）
  - 作詞 - 藤林聖子 / 作曲・歌 - ダイアモンド☆ユカイ / 編曲 - 土肥真生（マーベラスAQL）

### エンディングテーマ
第1期：『遊☆戯☆王ZEXAL』
1. 「僕クエスト」（第1話 - 第25話）
  - 作詞・作曲 - 鬼龍院 翔 / 編曲 - 鬼龍院 翔、tatsuo（everset）/ 歌 - ゴールデンボンバー（ユークリッド・エージェンシー / マーベラスエンターテイメント）

2. 「切望のフリージア」（第26話 - 第49話）
  - 作詞 - 夕霧 / 作曲 - 風弥～Kazami～ / 編曲 - DaizyStripper、Sinri / 歌 - DaizyStripper（マーベラスAQL）

3. 「Wild Child」（第50話 - 第73話）
  - 作詞 - YUKA / 作曲・編曲 - K.MASAKI / 歌 - moumoon（エイベックス・エンタテインメント）

第2期：『遊☆戯☆王ZEXAL II』
1. 「アーティスト」（第74話 - 第98話）
  - 作詞 - 智 / 作曲 - 瑠伊 / 編曲・歌 - vistlip（マーベラスAQL）

2. 「GO WAY GO WAY」（第99話 - 第123話）
  - 作詞 - 渡會将士 / 作曲 - 竹尾典明 / 編曲・歌 - FoZZtone（マーベラスAQL）

3. 「Challenge the GAME」（第124話 - 第145話）
  - 作詞 - 石川聡 / 作曲 - 石川聡、杉原亮 / 編曲・歌 - REDMAN（マーベラスAQL）

## 各話リスト
| 話数             | 放送日         | サブタイトル                                                 | 脚本            | コンテ            | 演出                 | 作画監督                        | 制作協力                       | 補足          |
| 遊☆戯☆王ZEXAL    | 遊☆戯☆王ZEXAL  | 遊☆戯☆王ZEXAL                                                | 遊☆戯☆王ZEXAL   | 遊☆戯☆王ZEXAL     | 遊☆戯☆王ZEXAL        | 遊☆戯☆王ZEXAL                   | 遊☆戯☆王ZEXAL                  | 遊☆戯☆王ZEXAL |
| ---------------- | -------------- | ------------------------------------------------------------ | --------------- | ----------------- | -------------------- | ------------------------------- | ------------------------------ | ------------- |
| 1                | 2011年 4月11日 | かっとビングだぜ、オレ!!                                     | 吉田伸          | 桑原智            | 向井雅浩             | 瀬谷新二                        | 手塚プロダクション             |               |
| 2                | 4月18日        | わが名はアストラル                                           | 吉田伸          | 桑原智            | 向井雅浩             | 中村路之将                      | 手塚プロダクション             |               |
| 3                | 4月25日        | トドのつまり事件です!!                                       | 吉田伸          | 谷口悟朗          | 近藤一英             | 酒井敏行                        | G&Gディレクション              |               |
| 4                | 5月2日         | 逆転のカウントダウン!秘策はアストラル!?                      | 吉田伸          | 吉村文宏          | 茉田哲明             | Noh Gil-bo                      | MAIGHTY MAX MOVIE Cho Geum-nam |               |
| 5                | 5月9日         | デュエルのウラを読むウラ!                                    | 福嶋幸典        | 須永司            | 中川航               | 青木一紀                        | 手塚プロダクション             |               |
| 6                | 5月16日        | 裏切りのナンバーズ!?                                         | 福嶋幸典        | 須永司            | 茉田哲明             | Noh Gil-bo                      | MAIGHTY MAX MOVIE Cho Geum-nam |               |
| 7                | 5月23日        | 正義の大盤振る舞い!エスパー・ロビン参上!!                    | 吉田伸          | 細川ヒデキ        | 細川ヒデキ           | 田中穣                          | SynergySP                      |               |
| 8                | 5月30日        | スター・ロビンよ永遠に                                       | 吉田伸          | 桑原智            | 鈴木卓夫             | 斎藤圭太                        | 手塚プロダクション             |               |
| 9                | 6月6日         | キャットオドロく猫デッキ!?                                   | 鈴木やすゆき    | 谷口悟朗 桑原智   | 茉田哲明             | Noh Gil-bo                      | MAIGHTY MAX MOVIE Cho Geum-nam |               |
| 10               | 6月13日        | 逆襲のシャーク                                               | 吉田伸          | 須永司            | 武藤公春             | 原憲一                          | -                              |               |
| 11               | 6月20日        | 遊馬とシャーク 傷だらけのタッグデュエル                      | 福嶋幸典        | 須永司            | 望月敬一郎           | 高橋和徳                        | G&Gディレクション              |               |
| 12               | 6月27日        | 希望の合体!アーマード・エクシーズ発動!                       | 福嶋幸典        | 中川航 河本昇悟   | 茉田哲明             | Kim Jae-hyung Noh Gil-bo        | MAIGHTY MAX MOVIE Cho Geum-nam |               |
| 13               | 7月4日         | 魂を狩る者!ナンバーズ・ハンター現る!                         | 吉田伸          | 桑原智            | 中川航               | 青木一紀 横田明美               | 手塚プロダクション             |               |
| 14               | 7月11日        | 『銀河眼の光子竜』降臨!                                      | 吉田伸          | 細川ヒデキ        | 細川ヒデキ           | 福島豊明 吉田肇                 | SynergySP                      |               |
| 15               | 7月18日        | 死闘、決闘庵 伝説のモンスター復活!!                          | 鈴木やすゆき    | 江上潔            | 茉田哲明             | Noh Gil-bo                      | MAIGHTY MAX MOVIE Cho Geum-nam | [ 注 24 ]     |
| 16               | 7月25日        | 必殺忍法!最恐忍者あらわる!                                   | 鈴木やすゆき    | ノーチェー・ヤギ  | 浅利藤彰             | 斎藤圭太 Chen zhan dong         | 手塚プロダクション             | [ 注 25 ]     |
| 17               | 8月1日         | すべてを見通す者 恐怖の占い師・ジン                          | 山下憲一        | 須永司            | 武藤公春             | 原憲一                          | -                              |               |
| 18               | 8月8日         | カオスエクシーズ・チェンジ!希望の光ホープ・レイ!!            | 山下憲一        | 細川ヒデキ        | 望月敬一郎           | 高橋和徳                        | G&Gディレクション              |               |
| 19               | 8月15日        | 約束のかっとビング                                           | 吉田伸          | 吉村文宏          | 茉田哲明             | Kim Jae-hyung                   | MAIGHTY MAX MOVIE Cho Geum-nam |               |
| 20               | 8月22日        | 漆黒のナンバーズ 闇遊馬VS鉄男                                | 福嶋幸典        | 葛谷直行          | セトウケンジ         | 横田明美                        | -                              |               |
| 21               | 8月29日        | 遊馬VSお掃除ロボット オボミ                                  | 鈴木やすゆき    | 江上潔            | 政木伸一             | 牧内ももこ                      | アニメーションプラネット       |               |
| 22               | 9月5日         | 奪われた皇の鍵!激突カイトVSシャーク                          | 吉田伸          | 桑原智            | 茉田哲明             | Noh Gil-bo                      | MAIGHTY MAX MOVIE Cho Geum-nam |               |
| 23               | 9月12日        | 宿命の決闘!アストラルVSカイト                                | 吉田伸          | 須永司            | 中川航               | Chen zhan dong                  | 手塚プロダクション             |               |
| 24               | 9月19日        | 魂のエクシーズ召喚!ZEXAL                                     | 吉田伸          | ノーチェー・ヤギ  | 武藤公春             | 原憲一                          | -                              |               |
| 25               | 10月3日        | 時の訪れ 現われし3つの太陽                                   | 吉田伸          | 桑原智            | 武藤公春             | 丸山修二                        | -                              | [ 注 26 ]     |
| 26               | 10月10日       | 開幕!WDC                                                     | 吉田伸          | 須永司            | 望月敬一郎           | 高橋和徳                        | G&Gディレクション              |               |
| 27               | 10月17日       | WDCキックオフ!炎のストライカー・国立カケル                   | 上代務          | 細川ヒデキ        | 徳本善信             | 波風立志                        | MAP                            |               |
| 28               | 10月24日       | 工事現場デュエル!重機デッキを打ち破れ!!                      | 竹内利光        | 須永司            | 茉田哲明             | Kim Jae-hyung Noh Gil-bo        | MAIGHTY MAX MOVIE Cho Geum-nam |               |
| 29               | 10月31日       | 鉄道デッキ発進!爆走決闘者アンナ                              | 福嶋幸典        | セトウケンジ      | セトウケンジ         | 横田明美                        | -                              |               |
| 30               | 11月7日        | 遊馬最大の試練!死闘、野菜デスマッチ                          | 山下憲一        | 葛谷直行          | 茉田哲明             | Noh Gil-bo                      | MAIGHTY MAX MOVIE Cho Geum-nam |               |
| 31               | 11月14日       | その名はチャーリー!史上最強の運を持つ男                      | 吉田伸          | 須永司            | 政木伸一             | 牧内ももこ                      | アニメーションプラネット       |               |
| 32               | 11月21日       | 無敵の強運!NO.7ラッキー・ストライプ                          | 鈴木やすゆき    | ノーチェー・ヤギ  | 中川航               | 青木一紀                        | 手塚プロダクション             |               |
| 33               | 11月28日       | 地獄のタッグデュエル!悪魔のヒーローIV                        | 吉田伸          | 須永司            | 茉田哲明             | Kim Jae-hyung                   | MAIGHTY MAX MOVIE Cho Geum-nam |               |
| 34               | 12月5日        | 決意の復讐哀しき決闘者シャーク                               | 吉田伸          | 細川ヒデキ        | 武藤公春             | 原憲一                          | -                              |               |
| 35               | 12月12日       | 衝撃のスクープ!小鳥の危険な未来                              | 上代務          | 須永司            | 望月敬一郎           | 高橋和徳                        | G&Gディレクション              |               |
| 36               | 12月19日       | 未来を切り開く力!希望皇ホープレイ                            | 上代務          | 須永司            | 茉田哲明             | Noh Gil-bo                      | MAIGHTY MAX MOVIE Cho Geum-nam |               |
| 37               | 12月26日       | WDC失格!?ハートランドの刺客ドロワ & ゴーシュ                 | 福嶋幸典        | ノーチェー・ヤギ  | 中川航               | 斎藤圭太                        | 手塚プロダクション             |               |
| 38               | 2012年 1月9日  | 希望をつなげ!ホープ剣マーズ・スラッシュ!!                    | 福嶋幸典        | 高田昌宏          | 高田昌宏             | 横田明美                        | -                              |               |
| 39               | 1月16日        | 宿命の対決!キャットちゃんVSドッグちゃん                      | 山下憲一        | 須永司            | 茉田哲明             | Kim Hye-jeong                   | MAIGHTY MAX MOVIE Cho Geum-nam |               |
| 40               | 1月23日        | ハートランドからの来訪者ハルト                               | 鈴木やすゆき    | 桑原智            | 中川航               | 細川修平 千葉茂                 | 手塚プロダクション             |               |
| 41               | 1月30日        | 消えたハルト!新たなる敵トロン                                | 上代務          | 細川ヒデキ 須永司 | 徳本善信             | 波風立志                        | MAP                            |               |
| 42               | 2月6日         | 遊馬とカイト魂のタッグ・デュエル                             | 吉田伸          | ノーチェー・ヤギ  | 武藤公春             | 原憲一                          | -                              |               |
| 43               | 2月13日        | 奇跡のオーバーレイ!超銀河眼の光子龍                          | 吉田伸          | 須永司            | 茉田哲明             | Noh Gil-bo                      | MAIGHTY MAX MOVIE Cho Geum-nam |               |
| 44               | 2月20日        | 運命の分かれ道!デュエルを捨てた遊馬!                         | 鈴木やすゆき    | 須永司            | 望月敬一郎           | 高橋和徳                        | G&Gディレクション              |               |
| 45               | 2月27日        | 遅れてきた強敵!ロビンVSゴーシュ                              | 上代務          | 武藤公春          | 柳瀬雄之             | 牧内ももこ                      | アニメーションプラネット       |               |
| 46               | 3月5日         | 家族のために…優しき復讐者・III!!                             | 山下憲一        | 高林久弥          | 青柳宏宜             | 横田明美                        | -                              |               |
| 47               | 3月12日        | 遊馬が棄権!?奪われた「かっとビング!」                        | 吉田伸          | ノーチェー・ヤギ  | 茉田哲明             | Kim Hye-jeong                   | MAIGHTY MAX MOVIE Cho Geum-nam |               |
| 48               | 3月19日        | アストラル、死す…!?                                          | 吉田伸          | 須永司            | 中川航               | 斎藤圭太                        | 手塚プロダクション             |               |
| 49               | 3月26日        | 激闘の果て!ホープレイVSアトランタル                          | 吉田伸          | 桑原智            | 武藤公春             | 原憲一                          | -                              |               |
| 50               | 4月9日         | 波乱の前夜祭!姿を現わした悪魔の決闘者・トロン                | 鈴木やすゆき    | 須永司            | 望月敬一郎           | 高橋和徳                        | G&Gディレクション              |               |
| 51               | 4月16日        | 行くぜ決勝大会!デュエル・コースターでGO!                     | 上代務          | ノーチェー・ヤギ  | 茉田哲明             | Noh Gil-bo                      | MAIGHTY MAX MOVIE Cho Geum-nam |               |
| 52               | 4月23日        | デュエル・コースターVS爆走列車!!                             | 上代務          | 須永司            | 徳本善信             | 波風立志                        | MAP                            |               |
| 53               | 4月30日        | 運命のレール罠カードで運試し!?                               | 上代務          | 須永司            | 柳瀬雄之             | 牧内ももこ                      | アニメーションプラネット       |               |
| 54               | 5月7日         | トロンVSドロワ 死蝶の誘い!命懸けの密林フィールド             | 鈴木やすゆき    | 下田正美          | 中川航               | 斎藤圭太                        | 手塚プロダクション             |               |
| 55               | 5月14日        | ギャラクシー・アイズ封印!?宇宙級ナンバーズあらわる!          | 吉田伸          | 桑原智            | 茉田哲明             | Kim Hye-jeong                   | MAIGHTY MAX MOVIE Cho Geum-nam |               |
| 56               | 5月21日        | 宇宙大決戦!ネオ・ギャラクシーアイズの逆襲                    | 吉田伸          | 須永司            | 青柳宏宜             | 横田明美                        | -                              |               |
| 57               | 5月28日        | シャーク撃沈!悪夢のファンサービス                            | 上代務          | ノーチェー・ヤギ  | 望月敬一郎           | 高橋和徳                        | G&Gディレクション              |               |
| 58               | 6月4日         | シャーク覚醒!新たなるカオス・ナンバーズあらわる              | 上代務          | 須永司            | 武藤公春             | 原憲一                          | -                              |               |
| 59               | 6月11日        | 激戦!遊馬VSゴーシュ これがオレのデュエル魂                   | 福嶋幸典        | 中村憲由          | 茉田哲明             | Noh Gil-bo                      | MAIGHTY MAX MOVIE Cho Geum-nam |               |
| 60               | 6月18日        | 決戦への序章 新たなる敵Dr.フェイカー                         | 福嶋幸典        | 下田正美          | 池田重隆             | 小林一三                        | MAP                            |               |
| 61               | 6月25日        | 消えかけた絆!遊馬VSシャーク、宿命の決闘!!                    | 上代務          | 須永司            | 柳瀬雄之             | 牧内ももこ                      | アニメーションプラネット       |               |
| 62               | 7月2日         | 蘇れシャーク!絆に懸けた「かっとビング!」                     | 上代務          | 桑原智            | 中川航               | 斎藤圭太                        | 手塚プロダクション             |               |
| 63               | 7月9日         | 恐るべき闇の策略!暴かれたトロンの正体!?                      | 鈴木やすゆき    | ノーチェー・ヤギ  | 李カンミン           | Kim Hye-jeong                   | MAIGHTY MAX MOVIE Cho Geum-nam |               |
| 64               | 7月16日        | ネオ・ギャラクシーアイズ咆哮!闇を打ち砕く兄弟の絆            | 鈴木やすゆき    | 中村憲由          | 武藤公春             | 横田明美                        | -                              |               |
| 65               | 7月23日        | ナンバーズ総力戦!遊馬VSトロン驚異の超異空間デュエル!         | 吉田伸          | 須永司            | 望月敬一郎           | 高橋和徳                        | G&Gディレクション              |               |
| 66               | 7月30日        | 戦慄のデュエル!立ち上がれ絆の英雄ゼアル                      | 吉田伸          | 須永司            | 茉田哲明             | Noh Gil-bo                      | MAIGHTY MAX MOVIE Cho Geum-nam |               |
| 67               | 8月13日        | 勝利を信じて!ファイナル・シャイニング・ドロー!               | 吉田伸          | ノーチェー・ヤギ  | 黒田晃一郎           | 原憲一                          | -                              |               |
| 68               | 8月20日        | 崩壊への序曲 スフィア・フィールド砲の脅威!                   | 上代務          | 桑原智            | 池田重隆             | 小林一三                        | MAP                            |               |
| 69               | 8月27日        | 集いし三勇士、未来を懸けたラストデュエル!                    | 吉田伸          | 中村憲由          | 柳瀬雄之             | 牧内ももこ                      | アニメーションプラネット       |               |
| 70               | 9月3日         | 戦慄の最凶龍現る!偽骸神龍ハートアース・ドラゴン              | 吉田伸          | 須永司            | 李カンミン           | Kim Hye-jeong                   | MAIGHTY MAX MOVIE Cho Geum-nam |               |
| 71               | 9月10日        | 奇跡のかっとビング!未来を切り開けゼアル!!                    | 吉田伸          | 須永司            | 中川航               | 斎藤圭太                        | 手塚プロダクション             |               |
| 72               | 9月17日        | 雌雄決する時!!遊馬VSカイト、WDCもう一つの決勝戦!             | 鈴木やすゆき    | 細川ヒデキ        | 斉藤啓也             | 相馬満                          | LandQ Studios                  |               |
| 73               | 9月24日        | 幻の大激突!!ダブル希望皇VSダブル銀河眼!!                     | 鈴木やすゆき    | ノーチェー・ヤギ  | 望月敬一郎           | 高橋和徳                        | G&Gディレクション              | [ 注 27 ]     |
| 遊☆戯☆王ZEXAL II |                |                                                              |                 |                   |                      |                                 |                                |               |
| 74               | 10月7日        | バリアン襲来!驚愕のカオス・エクシーズ・チェンジ!!            | 吉田伸          | 桑原智            | 武藤公春             | 横田明美                        | -                              | [ 注 28 ]     |
| 75               | 10月14日       | 勝利の方程式よ揃え 打ち砕けカオスエクシーズ!                 | 吉田伸          | 須永司            | 茉田哲明             | Noh Gil-bo                      | MAIGHTY MAX MOVIE Cho Geum-nam |               |
| 76               | 10月21日       | よかれと思ってただいま参上!真月零と申します                  | 鈴木やすゆき    | 中村憲由          | 黒田晃一郎           | 丸山修二                        | アゼータ・ピクチャーズ         |               |
| 77               | 10月28日       | デュエルの乱れは校則違反!?出撃!?特命風紀コマンダー           | 雑破業          | 茉田哲明          | 羽原久美子           | 牧内ももこ                      | アニメーションプラネット       |               |
| 78               | 11月4日        | シャーク激昂!!捕らわれた妹を救え!                            | 広田光毅        | 須永司            | 牧野吉高             | 原憲一                          | -                              |               |
| 79               | 11月11日       | 氷結乱舞!!氷の女王 神代璃緒                                  | 広田光毅        | ノーチェー・ヤギ  | 李カンミン           | Kim Hye-jeong Noh Gil-bo        | MAIGHTY MAX MOVIE Cho Geum-nam |               |
| 80               | 11月18日       | 猛攻タイマンバトル!!遊馬VS不屈の闘士アリト                   | 雑破業          | 細川ヒデキ        | 瀬谷新二             | 瀬谷新二                        | 手塚プロダクション             |               |
| 81               | 11月25日       | 小鳥がカオスエクシーズ・チェンジ!?波乱のスポーツデュエル大会 | 吉田伸          | 桑原智            | 望月敬一郎           | 高橋和徳                        | G&Gディレクション              |               |
| 82               | 12月9日        | 孤高のバリアン騎士 銀河眼使いミザエル現る                    | 雑破業          | 須永司            | 玉田博               | 松本純平                        | サテライト                     |               |
| 83               | 12月16日       | 超弩級次元竜!!銀河眼の時空竜                                 | 雑破業          | ノーチェー・ヤギ  | 茉田哲明             | Lee Seok-in                     | MAIGHTY MAX MOVIE Cho Geum-nam |               |
| 84               | 12月23日       | 蘇れ!!遊馬VSシャーク復活の決闘                               | 雑破業          | 須永司            | 武藤公春             | 横田明美                        | -                              |               |
| 85               | 2013年 1月6日  | 疾風迅雷のカウンターバトル!決意の闘士アリト                  | 鈴木やすゆき    | 桑原智            | 小平麻紀             | 丸山修二                        | MAP                            |               |
| 86               | 1月13日        | 唸れ!カオス・ナンバーズ 遊馬に向けたファイナルブロー         | 鈴木やすゆき    | 中村憲由          | 羽原久美子           | 牧内ももこ                      | アニメーションプラネット       |               |
| 87               | 1月20日        | ギラグ猛襲!炸裂、秘孔死爆無惚                                | 広田光毅        | セトウケンジ      | 李カンミン           | Noh Gil-bo                      | MAIGHTY MAX MOVIE Cho Geum-nam |               |
| 88               | 1月27日        | Vの鼓動 超新生ホープレイV!!                                  | 広田光毅        | 須永司            | 児谷直樹 山本隆太    | 原憲一                          | -                              |               |
| 89               | 2月3日         | 共闘ダークアストラル 影の巨人への挑戦!!                      | 吉田伸          | 桑原智            | 瀬谷新二             | 瀬谷新二                        | 手塚プロダクション             |               |
| 90               | 2月10日        | オボミ奪還作戦!?恋スルオイラハ無敵デアリマス                 | 待田堂子        | セトウケンジ      | 望月敬一郎           | 高橋和徳                        | G&Gディレクション              |               |
| 91               | 2月17日        | シャークvs璃緒 100戦目の喧嘩デュエル!!                       | 広田光毅        | 茉田哲明          | 茉田哲明             | Lee Seok-in                     | MAIGHTY MAX MOVIE Cho Geum-nam |               |
| 92               | 2月24日        | 激戦カップルデュエル「アンナ奴」と俺がタッグ!?               | 雑破業          | 須永司            | 武藤公春             | 横田明美                        | -                              |               |
| 93               | 3月3日         | 献身的な愛 遊馬に託したラストドロー!!                        | 雑破業          | ノーチェー・ヤギ  | 所俊克               | 丸山修二                        | MAP                            |               |
| 94               | 3月10日        | 真月の危機!暗躍者ベクターの襲撃                              | 鈴木やすゆき    | セトウケンジ      | 羽原久美子           | 牧内ももこ                      | アニメーションプラネット       |               |
| 95               | 3月17日        | いざ決戦の地へ!皇の鍵の飛行船、発進!!                        | 待田堂子        | 桑原智            | 茉田哲明             | Noh Gil-bo                      | MAIGHTY MAX MOVIE Cho Geum-nam |               |
| 96               | 3月24日        | 凶気のベクター 魔境サルガッソの闘い!                         | 広田光毅        | 中村憲由          | 瀬谷新二             | 瀬谷新二                        | 手塚プロダクション             |               |
| 97               | 3月31日        | 敗北へのカウントダウン!デッキ破壊の恐怖                      | 広田光毅        | 須永司            | 望月敬一郎           | 宍倉敏                          | G&Gディレクション              |               |
| 98               | 4月7日         | 限界突破!!「希望皇ホープレイ・ヴィクトリー」                 | 雑破業          | ノーチェー・ヤギ  | 児谷直樹 山本隆太    | 原憲一                          | -                              |               |
| 99               | 4月14日        | 飛行船再起動!伝説のNo.を目指せ!!                             | 吉田伸          | 桑原智            | 李カンミン           | Lee Seok-in                     | MAIGHTY MAX MOVIE Cho Geum-nam |               |
| 100              | 4月21日        | 古への追憶 ドルベと白馬伝説の幻影                            | 吉田伸          | 須永司            | 武藤公春             | 横田明美                        | -                              |               |
| 101              | 4月28日        | 狡猾なるベクター アストラル VS No.96                         | 広田光毅        | ノーチェー・ヤギ  | 羽原久美子           | 牧内ももこ                      | アニメーションプラネット       |               |
| 102              | 5月5日         | 混沌の領域 No.96狂気の化身!!                                 | 広田光毅        | 須永司            | 小平麻紀             | 丸山修二                        | MAP                            |               |
| 103              | 5月12日        | 沈黙の闘士アリト 熱き決闘者たちの再会!                       | 雑破業          | セトウケンジ      | 茉田哲明             | Noh Gil-bo                      | MAIGHTY MAX MOVIE Cho Geum-nam |               |
| 104              | 5月19日        | よみがえれ!命を超えし決闘者魂!!                              | 雑破業          | 中村憲由          | 望月敬一郎           | 宍倉敏                          | G&Gディレクション              |               |
| 105              | 5月26日        | 銀河眼使いへの試練!カイト決死のデュエル                      | 待田堂子        | 桑原智            | 中川航               | 斎藤圭太                        | 手塚プロダクション             |               |
| 106              | 6月2日         | ミザエル伝説!No.となった神の龍                               | 待田堂子        | 須永司            | 児谷直樹             | 奥野浩行 おのかずひろ           | ビートフロッグ                 |               |
| 107              | 6月9日         | 化かされた遊馬!?ギラグ狸の皮算用                             | 鈴木やすゆき    | 茉田哲明          | 李カンミン           | Lee Seok-in                     | MAIGHTY MAX MOVIE Cho Geum-nam |               |
| 108              | 6月16日        | 海底からの誘い!シャーク夢幻の記憶                            | 吉田伸          | ノーチェー・ヤギ  | 羽原久美子           | 牧内ももこ                      | アニメーションプラネット       |               |
| 109              | 6月23日        | シャークvs激瀧神アビス!激突、2体のNo.!!                      | 吉田伸          | 桑原智            | 山本隆太             | 原憲一                          | -                              |               |
| 110              | 6月30日        | 滅びゆく3つの世界!究極暴走No.96!!                            | 広田光毅        | ノーチェー・ヤギ  | 望月敬一郎           | 宍倉敏                          | G&Gディレクション              |               |
| 111              | 7月7日         | 終焉のとき…!相棒に託した絆                                   | 広田光毅        | 桑原智            | 武藤公春             | 横田明美                        | -                              |               |
| 112              | 7月14日        | 純真なる決闘者!「先史遺産」始動!!                            | 雑破業          | 茉田哲明          | 茉田哲明             | Noh Gil-bo                      | MAIGHTY MAX MOVIE Cho Geum-nam |               |
| 113              | 7月21日        | 新しき希望の力!!友情合体「アトランタルホープ」               | 雑破業          | 須永司            | 児谷直樹             | 蛯名秀和                        | MAP                            |               |
| 114              | 7月28日        | 悲哀なる決闘者「地獄人形」冥動!!                             | 鈴木やすゆき    | 須永司            | 中川航               | 斎藤圭太 三浦菜奈               | 手塚プロダクション             |               |
| 115              | 8月4日         | シャークとIV 天下騒乱!!地獄ザメタッグ                        | 鈴木やすゆき    | ノーチェー・ヤギ  | 山本隆太             | 牧内ももこ                      | アニメーションプラネット       |               |
| 116              | 8月11日        | 冷厳なる決闘者 ｢天蓋星｣激動!!                                | 吉田伸          | 桑原智            | 李カンミン           | Lee Seok-in                     | MAIGHTY MAX MOVIE Cho Geum-nam |               |
| 117              | 8月18日        | 逆上のカイト 究極の師弟血戦!!                                | 雑破業          | セトウケンジ      | 児谷直樹             | 奥野浩行 南伸一郎               | ビートフロッグ                 |               |
| 118              | 8月25日        | 青き聖地の神 閃光のエリファス                                | 吉田伸          | 桑原智            | 望月敬一郎           | 宍倉敏                          | G&Gディレクション              |               |
| 119              | 9月1日         | 高次元の境地!脅威のダブル・ランクアップ!!                    | 吉田伸          | 須永司            | 武藤公春             | 横田明美                        | -                              |               |
| 120              | 9月8日         | 二大王激突!古の決闘 シャークVSベクター                       | 吉田伸          | 茉田哲明          | 茉田哲明             | Noh Gil-bo                      | MAIGHTY MAX MOVIE Cho Geum-nam |               |
| 121              | 9月15日        | 光を継ぐ者!!希望皇ホープルーツ                               | 吉田伸          | 桑原智            | 山本隆太             | 原憲一                          | -                              |               |
| 122              | 9月22日        | 世界陥落の前兆!!Mr.ハートランドの大反乱                      | 広田光毅        | ノーチェー・ヤギ  | 山口頼房             | 三浦菜奈                        | 手塚プロダクション             |               |
| 123              | 9月29日        | 勇者の凱旋!友の意志を引き継げ!!                              | 広田光毅        | セトウケンジ      | 羽原久美子           | 牧内ももこ                      | アニメーションプラネット       |               |
| 124              | 10月6日        | ｢バリアン七皇｣紅世界の戦士!!                                 | 雑破業          | 須永司            | 李カンミン           | Lee Seok-in                     | MAIGHTY MAX MOVIE Cho Geum-nam |               |
| 125              | 10月13日       | 不死身の槍術士 S・H・Dark Knight                             | 雑破業          | ノーチェー・ヤギ  | 望月敬一郎           | 宍倉敏                          | G&Gディレクション              |               |
| 126              | 10月20日       | さらば友よ…虚空へ散る想い!!                                  | 雑破業 吉田伸   | 桑原智            | 児谷直樹             | 蛯名秀和                        | MAP                            |               |
| 127              | 10月27日       | 不屈の兄弟コンボ 時空竜幽閉!!                                | 広田光毅        | セトウケンジ      | 武藤公春             | 横田明美                        | -                              |               |
| 128              | 11月3日        | 別れの涙…超銀河眼の時空龍の暴威!!                            | 広田光毅        | 須永司            | 山本隆太             | 関口雅浩 南伸一郎               | ビートフロッグ                 |               |
| 129              | 11月10日       | 混沌の影 遊馬vs執念の闘士アリト                              | 吉田伸          | ノーチェー・ヤギ  | 茉田哲明             | Noh Gil-bo                      | MAIGHTY MAX MOVIE Cho Geum-nam |               |
| 130              | 11月17日       | 覚醒の熱拳!!アリト復活の刻                                   | 吉田伸          | 須永司            | 児谷直樹             | 三浦菜奈 豊田暁子 山田桃子      | 手塚プロダクション             |               |
| 131              | 11月24日       | ベクターの嘲笑 引き裂かれた七皇!!                            | 雑破業          | 須永司            | 羽原久美子           | 牧内ももこ                      | アニメーションプラネット       |               |
| 132              | 12月8日        | 我が身を盾に!ドルベ最後の誓い!!                              | 雑破業          | 須永司            | 山本隆太             | 原憲一 丸山修二 長田絵里        | -                              |               |
| 133              | 12月15日       | 別れは刹那…哀しき兄妹の宿命                                  | 雑破業 吉田伸   | 桑原智            | 茉田哲明 Lee Seok-in | Lee Seok-in                     | MAIGHTY MAX MOVIE Cho Geum-nam |               |
| 134              | 12月22日       | 蘇る竜皇神話!!『銀河眼の光子竜皇』                           | 吉田伸          | ノーチェー・ヤギ  | 武藤公春             | 斎藤圭太                        | 手塚プロダクション             |               |
| 135              | 12月29日       | 未来をこの手に!銀河決戦終結!!                                | 吉田伸          | 須永司            | 望月敬一郎           | 宍倉敏                          | G&Gディレクション              |               |
| 136              | 2014年 1月12日 | 凶気の記憶!ナッシュVS魔神ベクター!!                          | 広田光毅        | 茉田哲明          | 山本隆太             | 蛯名秀和                        | MAP                            |               |
| 137              | 1月19日        | ベクターの翻弄!捕われた仲間の絆!!                            | 広田光毅        | ノーチェー・ヤギ  | 茉田哲明             | Noh Gil-bo Kim Hye-jeong        | MAIGHTY MAX MOVIE Cho Geum-nam |               |
| 138              | 1月26日        | 混沌たる存在『ドン・サウザンド』光来!!                       | 広田光毅 吉田伸 | 桑原智            | 児谷直樹             | 豊田暁子                        | 手塚プロダクション             |               |
| 139              | 2月2日         | 切り開け未来 アストラルの決断!!                              | 広田光毅        | 桑原智            | 武藤公春             | 中田亜希子 長田絵里             | -                              |               |
| 140              | 2月9日         | 想いはひとつに!創造龍『ヌメロン・ドラゴン』                  | 広田光毅        | 桑原智            | 羽原久美子           | 牧内ももこ                      | アニメーションプラネット       |               |
| 141              | 2月16日        | 混沌終焉 必殺のファイナル・ホープ剣・スラッシュ!!            | 吉田伸          | 須永司            | 望月敬一郎           | 宍倉敏                          | G&Gディレクション              |               |
| 142              | 2月23日        | 最後の希望!!我は「ビヨンド」                                 | 吉田伸          | 須永司            | 茉田哲明             | Lee Seok-in                     | MAIGHTY MAX MOVIE Cho Geum-nam |               |
| 143              | 3月2日         | 孤高の決闘者『ナッシュ』 宿命のラストデュエル!!              | 吉田伸          | 桑原智            | 山本隆太             | 丸山修二                        | -                              |               |
| 144              | 3月9日         | 闘いの儀!!遊馬VSアストラル                                   | 吉田伸          | 須永司            | 児谷直樹             | 加々美高浩 中田亜希子           | -                              |               |
| 145              | 3月16日        | 『わが名はアストラル』最強の決闘者!!                         | 吉田伸          | 桑原智            | 羽原久美子           | 牧内ももこ                      | アニメーションプラネット       |               |
| 146              | 3月23日        | 絆よ永遠に…かっとビングだぜ、オレたち!!                      | 吉田伸          | 桑原智            | 武藤公春             | 豊田暁子 原田大基（エピローグ） | 手塚プロダクション             |               |
| 番外編           |                |                                                              |                 |                   |                      |                                 |                                |               |
| 2012年9月17日    | 2012年9月17日  | めざせ世界一!「遊戯王ZEXAL」内村航平選手も出るよスペシャル   | 吉田伸          | 桑原智            | 武藤公春             | 丸山修二                        | -                              | [ 注 29 ]     |

## 放送局
字幕放送・連続データ放送はテレビ東京系列6局のみで実施。
| 放送地域       | 放送局               | 放送期間                                                                     | 放送日時                                             | 放送系列              | ネット状況 |       |       |
| 第1期          | 第1期                | 第1期                                                                        | 第1期                                                | 第1期                 | 第1期      | 第1期 | 第1期 |
| -------------- | -------------------- | ---------------------------------------------------------------------------- | ---------------------------------------------------- | --------------------- | ---------- | ----- | ----- |
| 関東広域圏     | テレビ東京（製作局） | 2011年4月11日 - 2012年9月24日                                                | 月曜 19:30 - 20:00 （リピート放送あり）              | テレビ東京系列        | 同時ネット |       |       |
| 北海道         | テレビ北海道         | 2011年4月11日 - 2012年9月24日                                                | 月曜 19:30 - 20:00 （リピート放送あり）              | テレビ東京系列        | 同時ネット |       |       |
| 愛知県         | テレビ愛知           | 2011年4月11日 - 2012年9月24日                                                | 月曜 19:30 - 20:00 （リピート放送あり）              | テレビ東京系列        | 同時ネット |       |       |
| 大阪府         | テレビ大阪           | 2011年4月11日 - 2012年9月24日                                                | 月曜 19:30 - 20:00 （リピート放送あり）              | テレビ東京系列        | 同時ネット |       |       |
| 岡山県・香川県 | テレビせとうち       | 2011年4月11日 - 2012年9月24日                                                | 月曜 19:30 - 20:00 （リピート放送あり）              | テレビ東京系列        | 同時ネット |       |       |
| 福岡県         | TVQ九州放送          | 2011年4月11日 - 2012年9月24日                                                | 月曜 19:30 - 20:00 （リピート放送あり）              | テレビ東京系列        | 同時ネット |       |       |
| 日本全域       | BSジャパン           | 2011年4月16日 - 2012年9月29日                                                | 土曜 18:30 - 19:00                                   | テレビ東京系列 BS放送 | 遅れネット |       |       |
| 奈良県         | 奈良テレビ           | 2011年7月3日 - 10月16日 2011年10月21日 - 2012年12月21日                      | 日曜 10:29 - 10:55 金曜 17:30 - 18:00                | 独立局                | 遅れネット |       |       |
| 滋賀県         | びわ湖放送           | 2013年1月24日 - 3月28日 2013年4月6日 - 2014年4月12日 2014年4月19日 - 7月19日 | 木曜 18:25 - 18:55 土曜 6:00 - 6:30 土曜 5:55 - 6:25 | 独立局                | 遅れネット |       |       |
| 第2期          |                      |                                                                              |                                                      |                       |            |       |       |
| 関東広域圏     | テレビ東京（製作局） | 2012年10月7日 - 2014年3月23日                                                | 日曜 17:30 - 18:00 （リピート放送あり）              | テレビ東京系列        | 同時ネット |       |       |
| 北海道         | テレビ北海道         | 2012年10月7日 - 2014年3月23日                                                | 日曜 17:30 - 18:00 （リピート放送あり）              | テレビ東京系列        | 同時ネット |       |       |
| 愛知県         | テレビ愛知           | 2012年10月7日 - 2014年3月23日                                                | 日曜 17:30 - 18:00 （リピート放送あり）              | テレビ東京系列        | 同時ネット |       |       |
| 大阪府         | テレビ大阪           | 2012年10月7日 - 2014年3月23日                                                | 日曜 17:30 - 18:00 （リピート放送あり）              | テレビ東京系列        | 同時ネット |       |       |
| 岡山県・香川県 | テレビせとうち       | 2012年10月7日 - 2014年3月23日                                                | 日曜 17:30 - 18:00 （リピート放送あり）              | テレビ東京系列        | 同時ネット |       |       |
| 福岡県         | TVQ九州放送          | 2012年10月7日 - 2014年3月23日                                                | 日曜 17:30 - 18:00 （リピート放送あり）              | テレビ東京系列        | 同時ネット |       |       |
| 日本全域       | BSジャパン           | 2012年10月13日 - 2013年3月30日 2013年4月5日 - 2014年3月28日                  | 土曜 17:58 - 18:30 金曜 17:27 - 18:00                | テレビ東京系列 BS放送 | 遅れネット |       |       |
| 奈良県         | 奈良テレビ           | 2013年1月4日 - 5月3日 2013年5月7日 - 2014年6月3日                            | 金曜 17:30 - 18:00 火曜 7:30 - 7:59                  | 独立局                | 遅れネット |       |       |
| 滋賀県         | びわ湖放送           | 2014年7月26日 - 2015年12月12日                                               | 土曜 5:55 - 6:25                                     | 独立局                | 遅れネット |       |       |

## 漫画版

### 遊☆戯☆王ZEXAL
『遊☆戯☆王ZEXAL』は『Vジャンプ』2011年2月号（2010年12月発売）から2015年8月特大号（2015年6月発売）まで連載されていた漫画。原案・監修：高橋和希/スタジオ・ダイス、ストーリー：吉田伸、漫画：三好直人。
アニメ放送に先駆けて連載がスタートした。第9話まではアニメ版に準拠したストーリー構成だったが、第10話以降はオリジナル展開となる。それに伴い、アニメ未登場のナンバーズも登場している。アニメ版同様、旧作との関連性は言及されていないが、カードゲームの名称は原作の「マジック&ウィザーズ」ではなくアニメ版に準拠した「デュエルモンスターズ」となっている。
三好の作画は原作者の高橋も「ネームはしっかり描かれており想いが伝わる。画力があり感心する」と認めている。
アニメ放送直前の2011年4月11日に発売された『週刊少年ジャンプ』2011年18号に、本作の特別読み切りが掲載された。

#### 単行本
- 高橋和希/スタジオ・ダイス（原案・監修）、吉田伸（ストーリー）、三好直人（漫画） 『遊☆戯☆王ZEXAL』 集英社〈ジャンプ・コミックス〉、全9巻
  1. 「その名は遊馬!!」2011年6月8日第1刷発行（6月3日発売[40]）、ISBN 978-4-08-870254-4
  2. 「ナンバーズ・ハンター!!」2012年2月8日第1刷発行（2月3日発売[41]）、ISBN 978-4-08-870384-8
  3. 「第2の刺客!!」2012年8月8日第1刷発行（8月3日発売[42]）、ISBN 978-4-08-870527-9
  4. 「月からの使者!!」2013年2月9日第1刷発行（2月4日発売[43]）、ISBN 978-4-08-870624-5
  5. 「ラインワールド!!」2013年8月7日第1刷発行（8月2日発売[44]）、ISBN 978-4-08-870794-5
  6. 「明かされる罪!!」2014年2月9日第1刷発行（2月4日発売[45]）、ISBN 978-4-08-880018-9
  7. 「希望の1!!」2014年8月9日第1刷発行（8月4日発売[46]）、ISBN 978-4-08-880169-8
  8. 「築き上げた絆!!」2015年3月9日第1刷発行（3月4日発売[47]）、ISBN 978-4-08-880309-8
  9. 「遊馬のかっとビング!!」2015年10月8日第1刷発行（10月3日発売[48]）、ISBN 978-4-08-880492-7

### 遊☆戯☆王 Dチーム・ゼアル
『遊☆戯☆王 Dチーム・ゼアル』（ゆうぎおうデュエルチームゼアル）は『最強ジャンプ』2012年5月号（2012年4月発売）から2014年4月号（2014年3月発売）まで連載された漫画。原案・監修：高橋和希、漫画：友永晃浩、協力：ウェッジホールディングス。コミックス化はされていない。
これまでの漫画作品シリーズと異なり、遊☆戯☆王オフィシャルカードゲームに準拠した内容となっている。カードもOCGの実商品をスキャンしたものが挿入される形で描写されている（表面のみ。裏面は従来通り手書きである）。
登場キャラクターは、九十九遊馬やアストラルをはじめ、アニメ本編のものに即しているが、頭身がややデフォルメして描かれている。
また、アニメ・漫画には登場していないキャラクターも登場し、イメージに即したデザイナーズデッキ・コンボを用いるのが特徴である。
既存・新規カードやテーマにおける有効なコンボ・ルールをわかりやすく紹介するという意味合いが強い。